# Storia del Partito Repubblicano (Stati Uniti d'America)

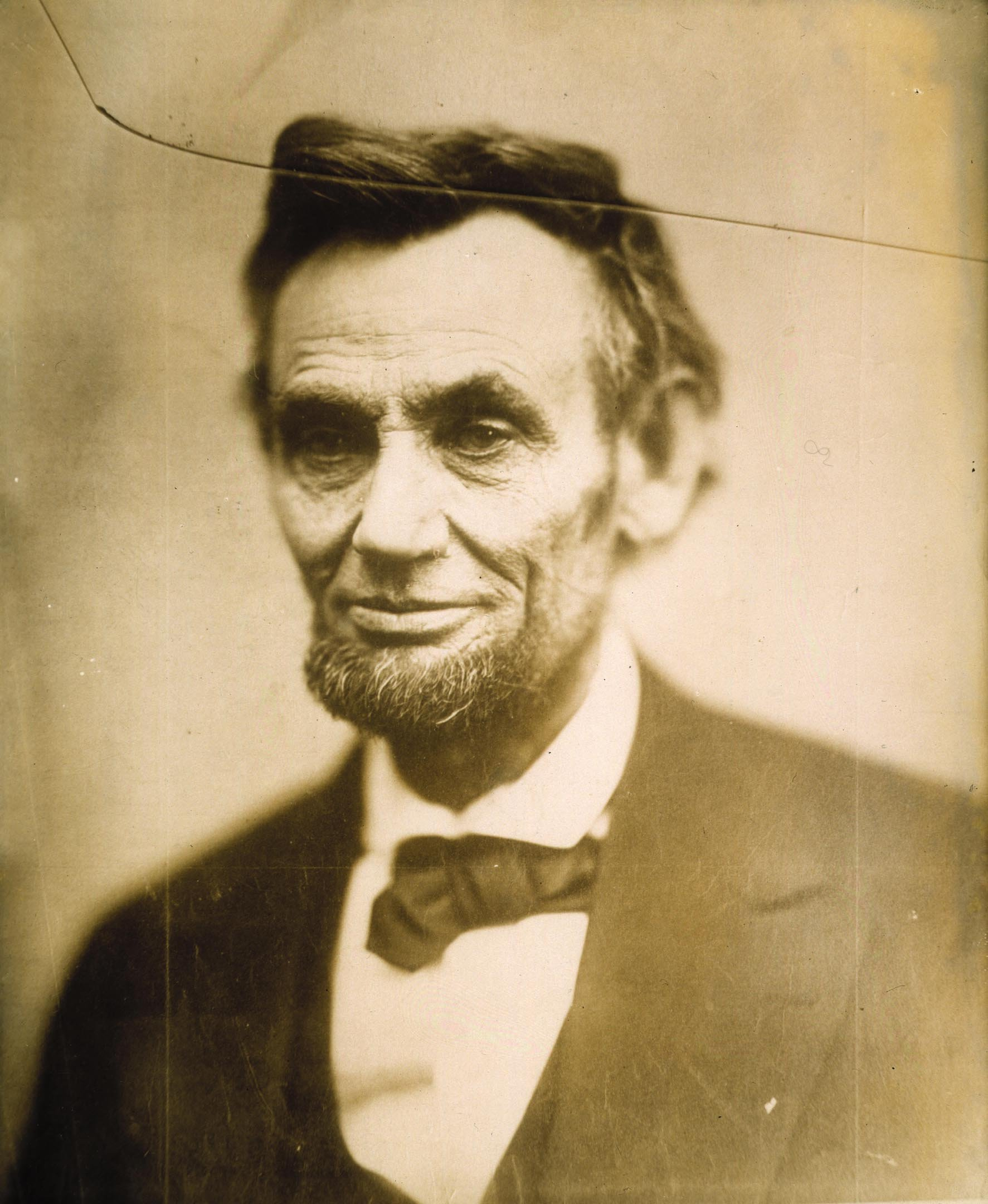
Abraham Lincoln, il primo presidente degli Stati Uniti Repubblicano (1861-1865), assassinato da un fanatico sudista

Il Partito Repubblicano è una delle forze politiche esistenti più antiche del mondo, essendo il secondo partito politico più vecchio esistente negli Stati Uniti d'America dopo il suo primo rivale, il Partito Democratico.
Venne fondato nel 1854 con l'intento di combattere la legge detta Kansas-Nebraska Act, che sostanzialmente annullava il compromesso del Missouri, permettendo che uno Stato decidesse, tramite elezioni locali, se la schiavitù fosse legale o meno al proprio interno. Inizialmente il nuovo partito non ebbe quasi nessuna presenza nel cosiddetto profondo Sud, e raccolse attorno a sé un gran numero di esponenti del disciolto Partito Whig e del Partito del Suolo Libero, riuscendo in tal modo ad essere maggioritario in molti degli Stati Uniti d'America nord-orientali.
Con l'elezione a presidente di Abraham Lincoln nelle elezioni presidenziali del 1860 e il suo successo nel guidare l'Unione alla vittoria nella guerra di secessione, con la conseguente soppressione della schiavitù, il partito dominò la scena nazionale con brevi interruzioni fino al 1932. La base elettorale del partito era costituita da bianchi americani del Nord protestanti, uomini d'affari, imprenditori e professionisti, lavoratori della classe operaia, agricoltori e afroamericani. Fu da subito favorevole alle imprese, appoggiò il sistema bancario, il sistema aureo, le ferrovie e i dazi doganali elevati con l'intento di proteggere i lavoratori e sviluppare l'industria più velocemente. Sotto le amministrazioni di William McKinley e Theodore Roosevelt, durante la cosiddetta era progressista, il partito tenne anche una politica estera tendenzialmente espansionista, con interventi a Cuba, nelle Filippine, a Guam, alle Hawaii e Porto Rico.
Perse la maggioranza durante la grande depressione, quando invece i Democratici di Franklin Delano Roosevelt riuscirono a formare la coalizione vincente del New Deal («nuovo corso»), che dominò fino alla metà degli anni sessanta. Questa crollò in parte a causa del rifiuto di molti bianchi negli Stati Uniti meridionali della legge sui diritti civili del 1964. I Repubblicani vinsero cinque delle sei elezioni presidenziali tra il 1968 e il 1988, con Ronald Reagan che divenne l'iconico eroe conservatore del partito. Dal 1992 al 2020 il candidato repubblicano è stato eletto alla Casa Bianca in tre delle otto elezioni presidenziali, ma solo in una di queste (nelle elezioni presidenziali del 2004) ottenne anche la maggioranza nel voto popolare. Dopo il 1968 il partito ampliò la propria base in tutto il Sud (a eccezione delle elezioni presidenziali del 1976) e traeva gran parte della sua forza dall'appoggio del conservatorismo sociale dei protestanti evangelici e del tradizionalismo della Chiesa cattolica statunitense. Quando i Democratici bianchi sudisti persero il controllo del partito, dopo che i tribunali considerarono incostituzionali le elezioni primarie segregate, anche nel Sud si cominciò ad assistere all'assetto bipartitico che caratterizzava la maggior parte della nazione.
Reagan trasformò il partito nel 1980, con politiche fortemente improntate al conservatorismo: abbassamento sostanziale della spesa pubblica; accentuazione del liberismo, riducendo al minimo il controllo e la regolamentazione federale; diminuzione delle tasse; forte politica estera di contrapposizione all'Unione Sovietica. L'influenza di Reagan sul partito persiste tuttora e quasi ogni suo autorevole esponente lo cita, incluso l'ultimo presidente repubblicano Donald Trump, avendo utilizzato in una maniera massiccia la propria versione del motto reaganiano di rendere gli Stati Uniti grandi di nuovo (Make America Great Again) durante le elezioni presidenziali del 2016. Gli scienziati sociali come Theodore Caplow e altri sostengono che a livello nazionale il partito «si è spostato dal centro-destra verso il centro negli anni 1940 e 1950, per poi spostarsi nuovamente verso destra nel corso degli anni 1970 e 1980».

## Basi ideologiche
(Raimondo Luraghi, Storia della guerra civile americana, BUR, 1994, vol. I, pp. 118-119.)
Il Partito Repubblicano ha dato il via alla sua storia come coalizione anti-schiavista associata a Whig e Democratici del Suolo Libero, in opposizione alla legge detta Kansas-Nebraska Act, presentata al Congresso degli Stati Uniti da Stephen A. Douglas nel gennaio 1854. La legge aprì il territorio del Kansas e quello del futuro Nebraska alla pratica dello schiavismo e alla loro ammissione nella federazione come entità statali schiaviste, abrogando in tal maniera la proibizione della schiavitù nei territori alla latitudine nord del 36°30' parallelo, così come previsto dal compromesso del Missouri del 1820. Questo mutamento di rotta venne visto dal Partito del Suolo Libero e dai fautori dell'abolizionismo degli Stati Uniti nord-orientali come una manovra aggressiva ed espansionista da parte dei possessori di schiavi sudisti. La nuova legge fu sostenuta da tutti i meridionali, dai Democratici del Nord filo-sudisti («doughface») e da molti altri Democratici persuasi dalla dottrina di Douglas della sovranità popolare. Nel Nord il vecchio Partito Whig era quasi defunto e gli avversari della legge furono pertanto spinti a formare un nuovo partito. Questo si spinse ben oltre il problema della schiavitù nei territori, in quanto diede il via a una grande opera di modernizzazione degli Stati Uniti, ponendo l'accento sulla concessione dei terreni liberi occidentali agli agricoltori («free soil», «suolo libero») anziché lasciare che i proprietari di schiavi acquistassero le terre migliori, sulle espansioni bancarie, ferroviarie e industriali. Essi sostennero vigorosamente il lavoro libero, considerato di molto superiore alla schiavitù, da intendersi anzi come il vero fondamento della virtù civica e del repubblicanesimo, un'ideologia corrispondente al «Free Soil, Free Labor, Free Men» («Suolo libero, lavoro libero, uomini liberi»).
I Repubblicani assorbirono le precedenti tradizioni dei loro membri, la maggior parte dei quali era stata Whig, mentre altri erano stati Democratici o esponenti di terzi partiti (in particolare del Partito del Suolo Libero e del Partito Americano, meglio noto come il movimento Know Nothing). Tra gli ex Democratici che si unirono alla neonata compagine svariati di loro furono premiati con l'elezione a governatori statali (tra questi Nathaniel Banks del Massachusetts, Kinsley S. Bingham del Michigan, William Henry Bissell dell'Illinois, Salmon Portland Chase dell'Ohio, Hannibal Hamlin del Maine, Samuel J. Kirkwood dell'Iowa, Ralph Metcalf del New Hampshire, Lot M. Morrill del Maine e Alexander Williams Randall del Wisconsin) e con seggi nel Senato (compresi Bingham e Hamlin, nonché James Rood Doolittle del Wisconsin, John Parker Hale del New Hampshire, Preston King di New York, Lyman Trumbull dell'Illinois e David Wilmot della Pennsylvania) o nella Camera dei rappresentanti (William D. Kelley della Pennsylvania).
Gli storici hanno esplorato le basi etniche e culturali del partito, seguendo la linea per cui i gruppi etnici e i movimenti religiosi furono all'origine delle norme morali dei membri, i quali portarono poi quelle stesse norme nel campo della politica. Anche le varie confessioni cristiane fornirono reti sociali che i politici utilizzarono per farsi conoscere e votare dagli elettori. Le chiese affiliate al pietismo sottolinearono il dovere del buon cristiano di liberare dal peccato la società civile, con l'alcolismo, la poligamia e la schiavitù che divennero alcuni tra gli obiettivi speciali da colpire per i Repubblicani. Gli Yankee, che dominarono la Nuova Inghilterra, gran parte dello Stato di New York e il settentrione degli Stati Uniti medio-occidentali, risultarono essere tra i più forti sostenitori dl nuovo partito. Questo è stato particolarmente vero per gli affiliati al pietismo, al congregazionalismo e il presbiterianesimo e durante la guerra civile anche per il metodismo e il luteranesimo di origini scandinave. Il quaccherismo si dimostrò un piccolo gruppo ristretto geograficamente, ma fortemente repubblicano. Al contrario le differenti chiese liturgiche (la Chiesa cattolica, la Chiesa episcopale e i luterani di origini tedesche) rifiutarono nella maggior parte dei casi il moralismo repubblicano e i loro aderenti votarono inizialmente per lo più democratico.
I primi portavoce del partito espressero opinioni sul governo che segnarono i primi anni della sua esistenza: ad esempio William H. Seward, governatore newyorkese che si presentò con Abraham Lincoln nella campagna elettorale del 1860, invitò ad accogliere gli immigrati con tutta la simpatia possibile, tenuto conto anche delle loro disgrazie in patria, della loro condizione di stranieri e della loro devozione alla libertà. Nel suo messaggio al Congresso inviato l'anno seguente Lincoln sostenne che la ragione essenziale per preservare il governo centrale fosse quella di mantenere nel mondo quella forma e sostanza di esecutivo, il cui obiettivo principale avrebbe dovuto essere quello di elevare la condizione umana, sollevare dalle loro spalle pesi artificiosi e per liberare le vie alla ricerca di tutto ciò che è libero e permesso: un inizio libero e una giusta opportunità nell'esistenza della propria razza.

## Prime iniziative organizzate
Alla prima riunione locale contro la legge Kansas-Nebraska che si tenne a Ripon il 20 marzo 1854 venne suggerito il termine Repubblicano come denominazione del nuovo partito anti-schiavitù. La prima convenzione statale che stilò un programma politico ed elesse portavoce repubblicani si tenne invece a Jackson il seguente 6 luglio, si dichiarò contraria all'espansione della schiavitù nei nuovi territori e scelse una lista di candidati nello Stato. Gli Stati Uniti medio-occidentali furono i primi a presentare candidati del Partito, mentre per gli Stati Uniti orientali occorse ancora un anno circa di tempo. A parte Saint Louis e alcune zone adiacenti agli Stati liberi, il partito era del tutto assente al Sud, ed ebbe inizialmente le proprie basi negli Stati Uniti nord-orientali e medio-occidentali.

## Stabilire un partito nazionale e un'opposizione
Il partito tenne la sua prima convenzione nazionale organizzativa a Pittsburgh il 22 febbraio 1856 e la sua prima convenzione per le nomine nazionali a Filadelfia nell'estate, presieduta da Francis Preston Blair.

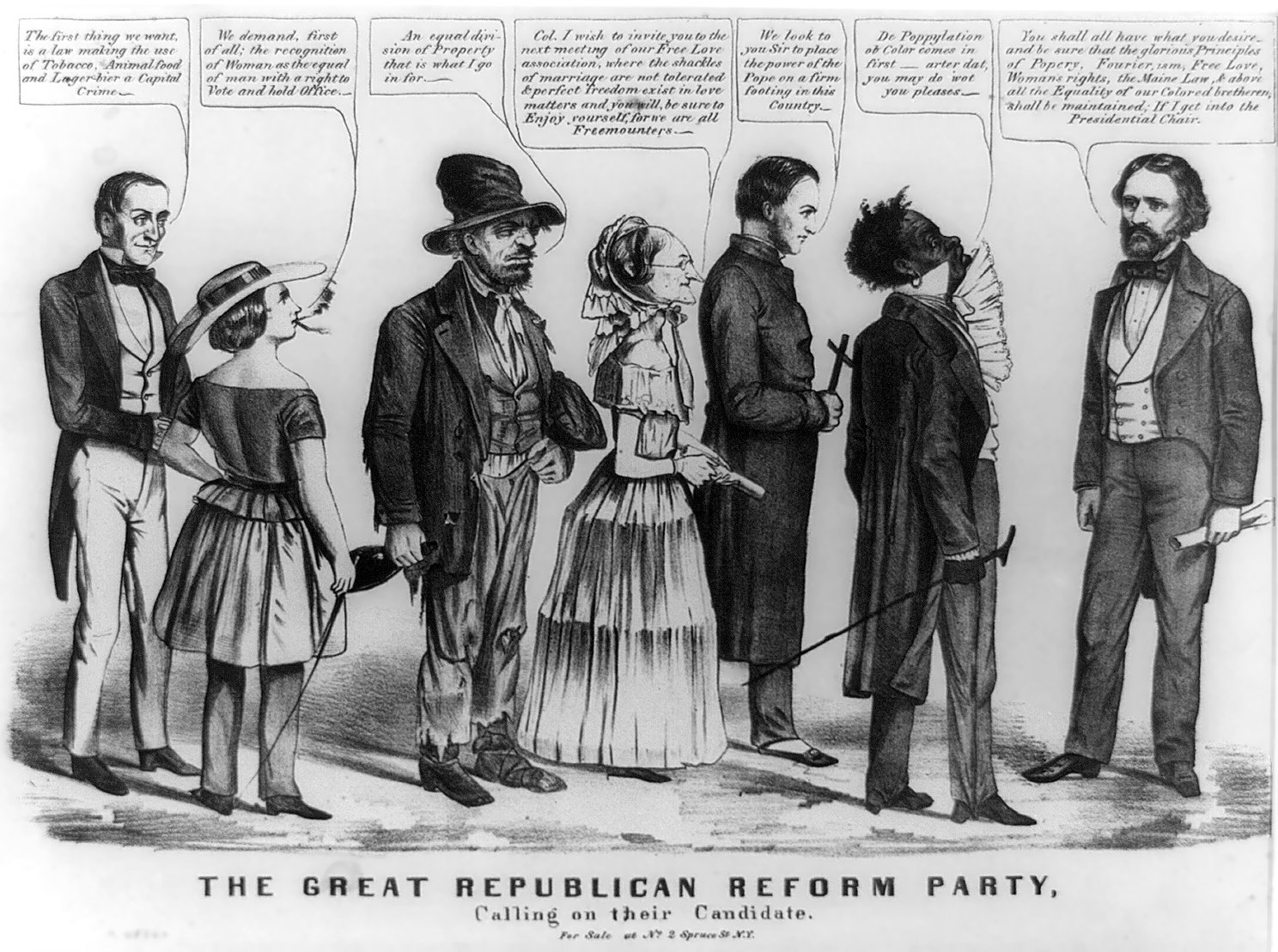
Manifesto Democratico che collega John Charles Frémont ad altri gruppi radicali, tra cui il movimento per la temperanza, il femminismo, il Fourierismo, l'amore libero, il cattolicesimo e l'abolizionismo

John Charles Frémont corse come primo candidato repubblicano alle elezioni presidenziali del 1856 sotto lo slogan «Free soil, free silver, free men, Frémont and victory!» («Suolo libero, bimetallismo, uomini liberi, Frémont e vittoria!») e anche se risultò battuto il partito dimostrò di avere una solida base, dominando nella Nuova Inghilterra, a New York e nel settentrione degli Stati medio-occidentali, ma con una forte presenza anche in tutto il resto del Nord. Non ebbe invece quasi alcun sostegno a Sud, dove fu denunciato in modo duro per tutto il quadriennio 1856-1860 come forza divisiva che minacciava la guerra civile. Una volta al governo nazionale, il partito avrebbe proposto un sistema di contenimento della schiavitù. Lo storico James Oakes spiega così la strategia adottata: «Il governo federale avrebbe circondato il Sud con Stati liberi, territori liberi e acque libere, costruendo quello che chiamavano cordone di libertà intorno alla schiavitù, finché le debolezze interne del sistema non avesse obbligato gli Stati schiavisti ad abbandonare uno dopo l'altro la schiavitù».

Crescendo ulteriormente alle seconde elezioni di metà mandato del 1858, l'antagonismo crebbe notevolmente nei confronti dei Democratici, in particolar modo quelli del Sud. Riguardo alla posizione anti-schiavista assunta dai Repubblicani, i maggiori capi politici Democratici usarono contro di loro la locuzione dispregiativa di «Repubblicano nero», come si notò ripetutamente nei discorsi del senatore Douglas nel corso del suo dibattito con Lincoln nell'Illinois. Durante la campagna per le elezioni presidenziali del 1860, in un momento di crescita della tensione tra Nord e Sud, Lincoln affrontò il tema del duro trattamento riservato ai Repubblicani nel Sud: 
(Abraham Lincoln, discorso alla Cooper Union)

## Guerra civile e predominio repubblicano: 1860-1896

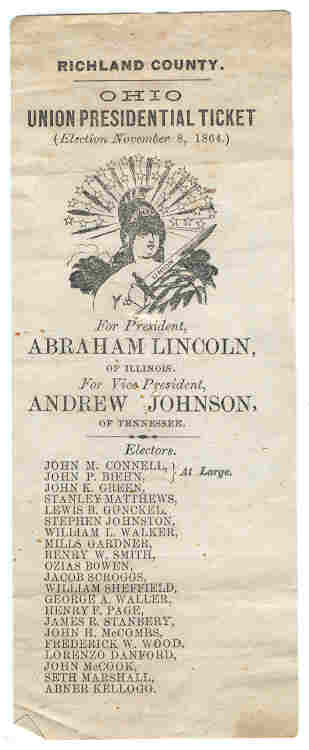
L'accoppiata Lincoln e Johnson per le elezioni presidenziali del 1864

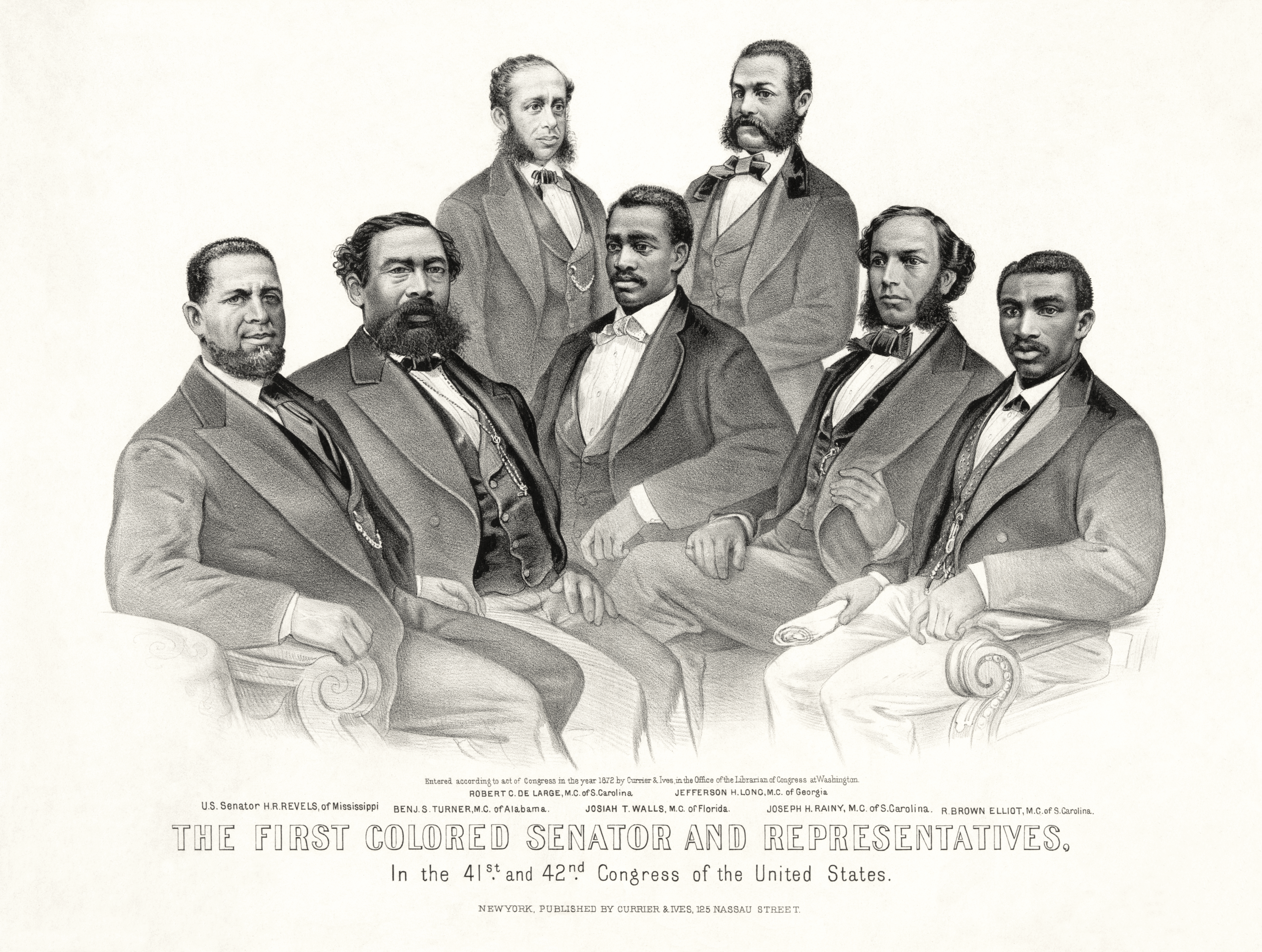
I primi afroamericani Repubblicani eletti al Congresso degli Stati Uniti: senatore Hiram Rhodes Revels (Mississippi); deputati Benjamin S. Turner (Alabama), Robert C. De Large (Carolina del Sud), Josiah T. Walls (Florida), Jefferson F. Long (Georgia), Joseph Rainey e Robert Brown Elliott (Carolina del Sud) nel 1872

L'elezione di Lincoln alla carica di presidente degli Stati Uniti nel 1860 aprì un'era di predominio repubblicano con basi radicate nel Nord industriale e negli Stati medio-occidentali agricoli. Il terzo sistema partitico (1850-1890) rimase appannaggio dei Repubblicani (persero la presidenza solo nel 1884 e nel 1892). Lincoln riuscì brillantemente a riunire le varie fazioni del proprio partito sotto l'insegna dell'Unione. Tuttavia fu spesso in attrito con i Repubblicani radicali, che chiedevano di intraprendere misure più severe contro i secessionisti.
La maggior parte dei Democratici furono all'inizio dei cosiddetti War Democrat e sostennero la guerra fino alle prime pesanti sconfitte subite dagli Stati Confederati d'America a partire dal 1862, ma quando Lincoln aggiunse l'abolizione della schiavitù come uno degli obiettivi primari da raggiungere, soprattutto a seguito del proclama di emancipazione, molti di loro iniziarono a chiedere la pace.
La maggior parte delle sezioni repubblicane nei vari Stati accettarono l'obiettivo dell'abolizione dello schiavismo, tranne che nel Kentucky. Al Congresso il partito approvò una serie di importanti leggi che promuovevano una rapida modernizzazione, un sistema bancario nazionale, elevati dazi doganali (Morrill Tariff), la prima imposta sul reddito temporanea, molte accise, molte banconote cartacee emesse senza controvalore in oro (greenback), un enorme debito nazionale, l'espansione della ferrovia e aiuti all'istruzione e all'agricoltura.
I Repubblicani denunciarono i Democratici della pace come copperhead sleali e ottennero l'adesione di abbastanza War Democrat per mantenere la maggioranza nel 1862. Nel 1864 formarono con questi una coalizione, tramite il Partito dell'Unione Nazionale, che vinse nettamente alle elezioni presidenziali del 1864. Durante la guerra l'alta borghesia delle grandi città appoggiava e finanziava lo sforzo bellico.

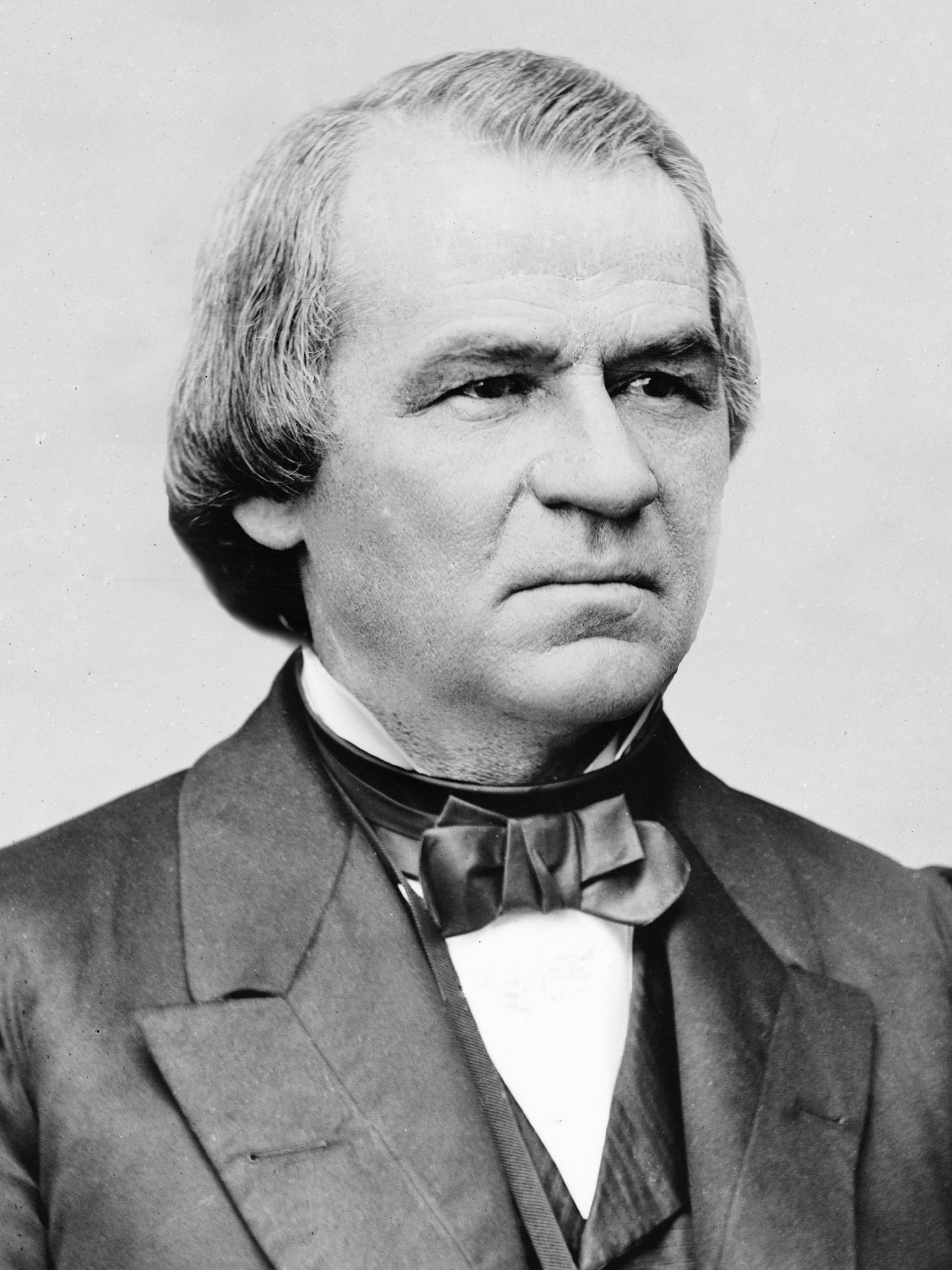
Andrew Johnson, vicepresidente democratico, succedette a Lincoln nella carica di presidente alla morte di questi, nel 1865

### Era della ricostruzione
Nel corso dell'era della ricostruzione i problemi principali furono legati al trattamento degli ex Confederati e alle condizioni degli ex schiavi. Fin dal 1864 i Repubblicani radicali controllarono il Congresso e richiesero un'azione più aggressiva contro la schiavitù, oltre a un'estrema severità contro i Confederati. Lincoln era riuscito a trovare compromessi con loro, ma essi entrarono in collisione con Johnson, che cercava un sostegno anche tra i Democratici. Con le elezioni del 1866, i radicali ottennero una vittoria che permise loro di assumere il pieno controllo della cosiddetta ricostruzione, approvando leggi fondamentali sul diritto di veto: Johnson venne posto in stato di accusa dalla Camera dei rappresentanti, e fu assolto dal Senato, mancando un solo voto alla maggioranza qualificata dei due terzi.

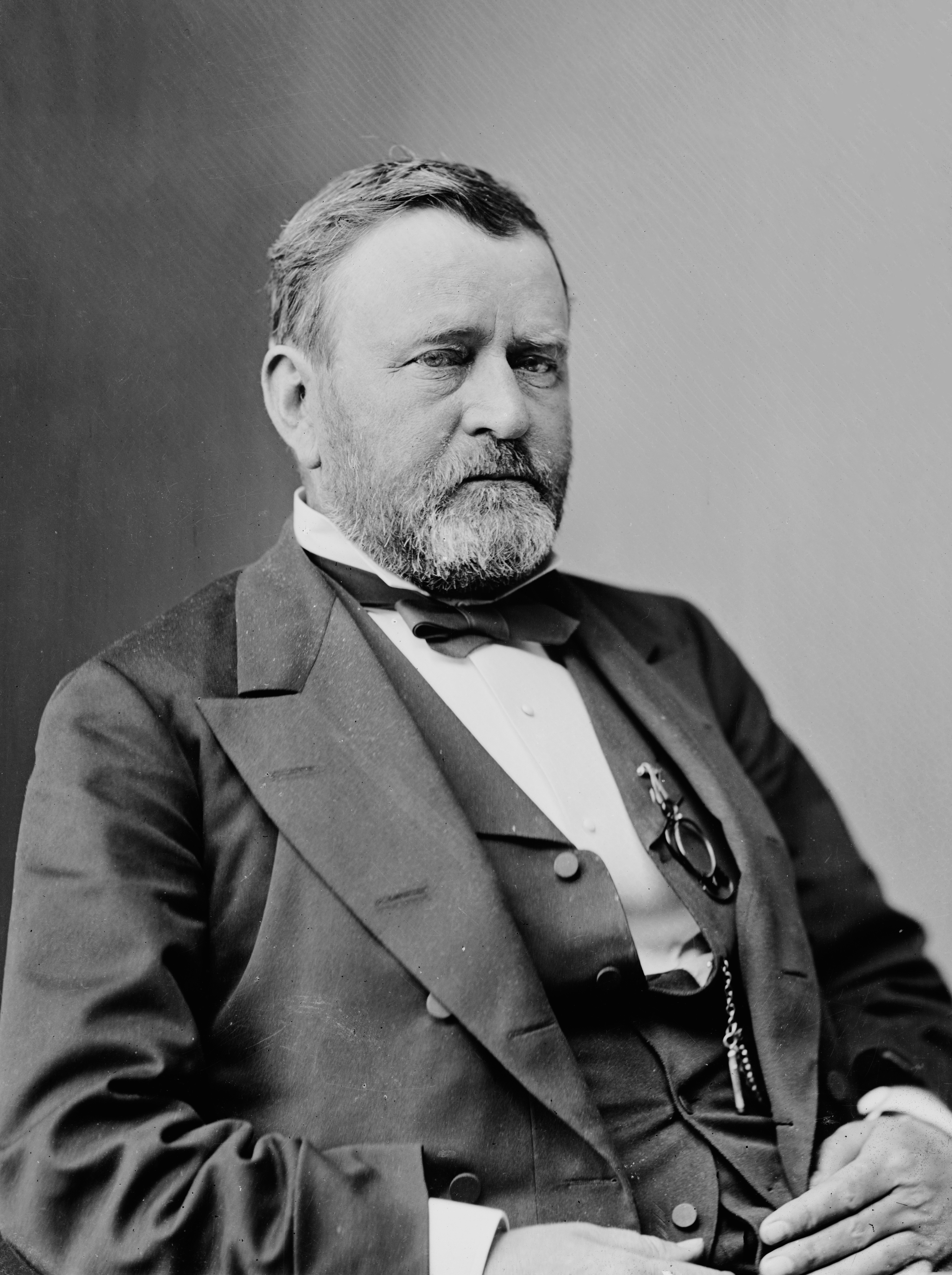
Ulysses S. Grant, presidente dal 1869 al 1877

Con le elezioni presidenziali del 1868 il generale Ulysses S. Grant ottenne la carica e i radicali avevano il controllo del Congresso, del partito e dell'esercito. Tentarono allora di costruire una solida base elettorale repubblicana nel profondo Sud grazie al voto degli schiavi liberati, degli scalawag (bianchi poveri del Sud) e dei carpetbagger (bianchi e neri del Nord che si trasferirono al Sud alla fine della guerra), appoggiati direttamente da distaccamenti dell'esercito.
I Repubblicani del Sud crearono movimenti che riuscirono a mobilitare efficacemente gli elettori, quando necessario combattendo gli attacchi del neonato Ku Klux Klan: in più di mille morirono da entrambi i lati. Grant sostenne i programmi dei radicali per la ricostruzione al Sud, il XIV emendamento della Costituzione e la parità nei diritti civili e di voto per gli ex schiavi afroamericani.
Egli fu innanzitutto l'eroe dei veterani, che marciarono con lui in piena sintonia, ma il partito divenne presto talmente ampio che la divisione in correnti risultò inevitabile. Ciò venne anche accelerato notevolmente dalla tolleranza di Grant nei confronti della corruzione presente fino ai più alti livelli, esplosa pubblicamente nel 1875 con lo scandalo noto come Whiskey Ring.
Molti tra i fondatori del partito lo abbandonarono per creare il Partito Liberal Repubblicano nel 1872, così come fecero anche i direttori dei quotidiani più potenti. Horace Greeley ottenne la candidatura presidenziale (appoggiata anche da parte Democratica), ma risultò largamente battuto alle elezioni presidenziali del 1872. Il panico finanziario che diede il via alla grande depressione ridiede voce ai Democratici, che riuscirono a ottenere il controllo della Camera e a formare coalizioni di bianchi segregazionisti, i Redeemer, che riconquistarono il controllo di praticamente tutti gli Stati Uniti meridionali, anche con l'uso di minacce e violenze.

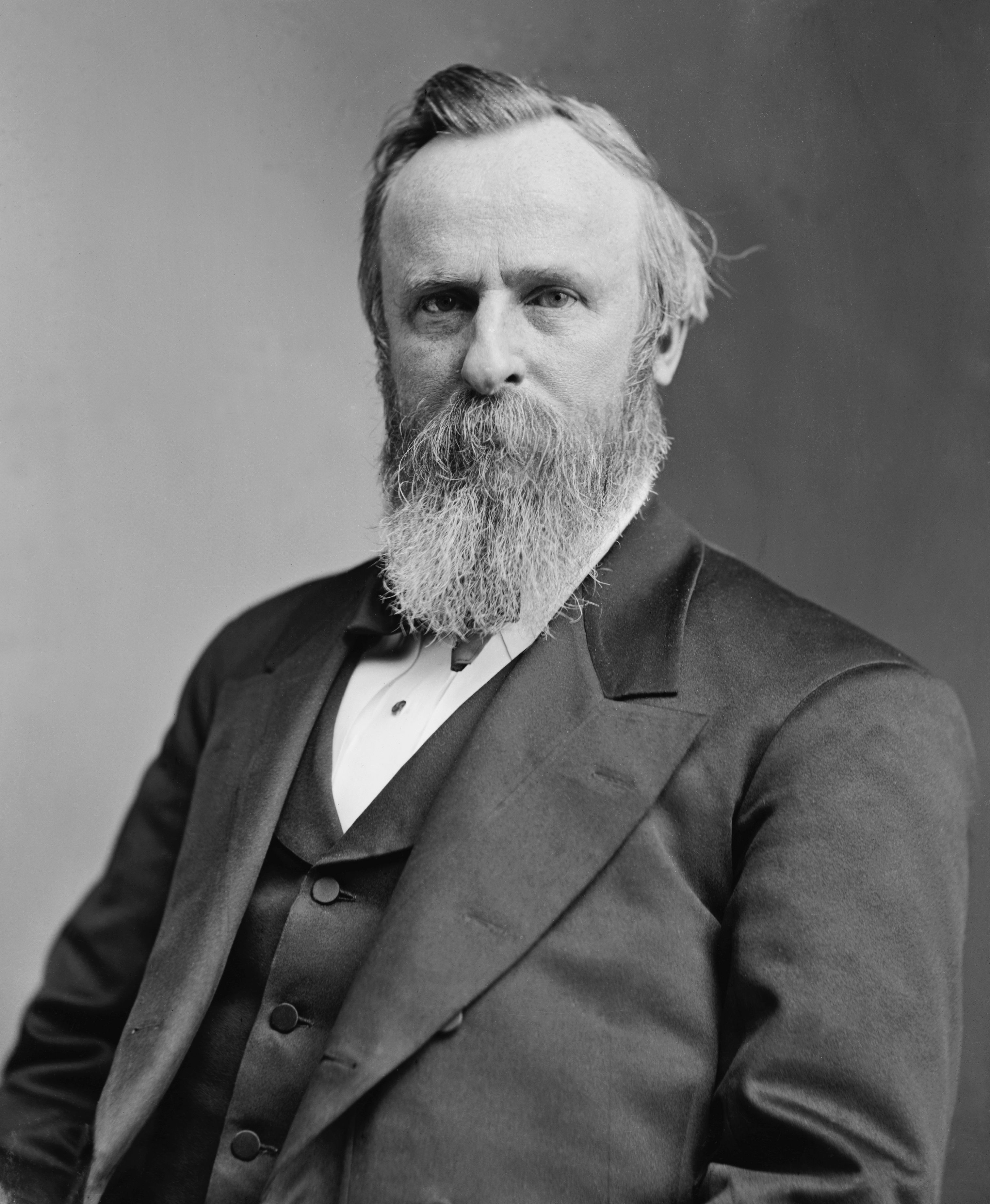
Rutherford B. Hayes, presidente dal 1877 al 1881

La ricostruzione terminò quando le contestate elezioni presidenziali del 1876 vennero assegnate da una commissione speciale al repubblicano Rutherford B. Hayes, il quale promise attraverso il non ufficiale compromesso del 1877 di far ritirare le truppe federali dagli ultimi tre Stati sudisti rimasti sotto il controllo militare. La regione divenne quindi nota come il blocco del solido Sud, che conferì da allora larghe maggioranze, voti elettorali e seggi congressuali ai Democratici fino al 1964.
In termini di questioni razziale l'autrice Sarah Woolfolk Wiggins sostiene che in Alabama «i Repubblicani bianchi così come i Democratici sollecitavano i voti dei neri, ma con riluttanza li inserivano come candidati per cariche pubbliche, solo quando risultasse strettamente necessario, e anche allora riservando le posizioni di maggiore responsabilità ai bianchi. I risultati furono prevedibili: questo comportamento incerto non soddisfece né i Repubblicani neri né i neri in generale. La fatale debolezza del Partito Repubblicano in Alabama, come altrove nel Sud, fu la sua incapacità di creare un partito politico birazziale. Sebbene potenti, anche se solo brevemente, non riuscirono a proteggere i loro membri dal terrorismo dei Democratici sudisti. I Repubblicani dell'Alabama erano sempre in difesa, sia verbalmente sia fisicamente».
A partire dagli anni 1870 i Repubblicani sudisti furono suddivisi in queste due fazioni maggioritarie: lily-white, che rimase praticamente interamente bianca; e la corrente birazziale black-and-tan. La sempre maggiore pressione sociale forzò la maggioranza degli scalawag ad aderire alla coalizione conservatrice Democratica dei redeemers, mentre una minoranza rimase invece per formare la corrente politica black-and-tan, che dopo il 1877 fu all'opposizione in ognuno degli Stati Uniti meridionali. In molti Stati sudisti i lily-white, che cercarono di reclutare Democratici bianchi, tentarono di eliminare la fazione black-and-tan. Tra questi lily-white nei primi anni del ventesimo secolo vi fu Wallace Townsend, che venne nominato al Comitato nazionale repubblicano nel 1916 e riuscì a rimanervi in qualità di veterano.

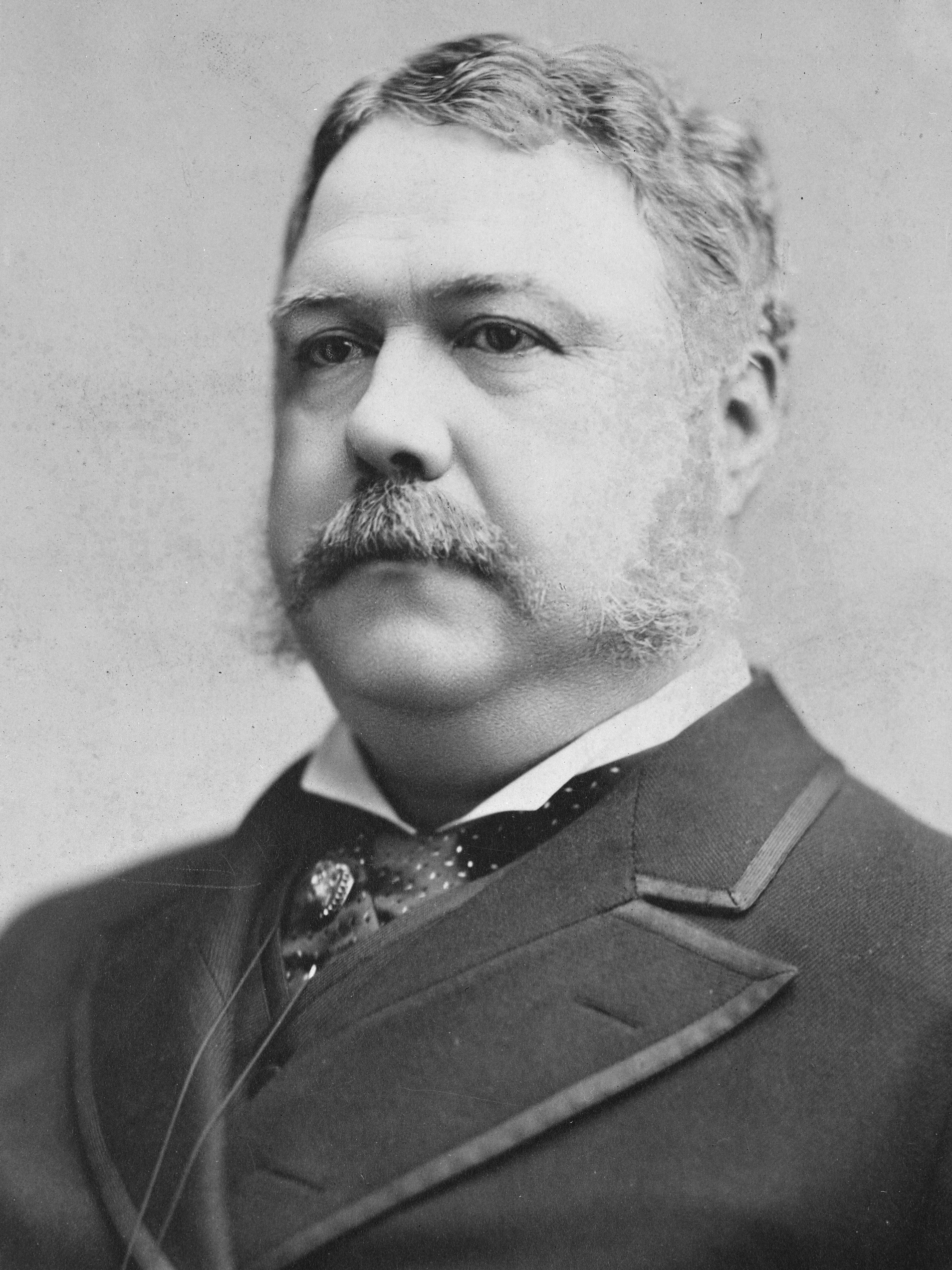
Chester Arthur (presidente dal 1881 al 1885) succedette a James A. Garfield, morto sei mesi dopo essere entrato in carica, ucciso da Charles J. Guiteau

### Età dorata: 1877-1890
Il partito iniziò a suddividersi in fazioni alla fine degli anni 1870 con l'avvento dell'età dorata. Gli stalwart, seguaci del senatore Roscoe Conkling, difesero il sistema delle nomine su base politica; gli half-breed, a capo dei quali era il senatore del Maine James Blaine, spinsero in direzione di una riforma della funzione pubblica; e gli indipendenti, che si opposero al clientelismo, vennero denominati mugwump. Nel 1884 questi ultimi attaccarono Blaine come corrotto e si schierarono con il democratico Grover Cleveland, anche se poi la maggior parte di essi rientrò nelle file del partito entro il 1888.
Poiché l'economia settentrionale dopo la guerra fu in piena crescita industriale, trainata da ferrovie, miniere e estensione delle città, nonché una prospera agricoltura, i Repubblicani si impegnarono a promuovere politiche espansioniste. I Democratici furono in larga parte controllati dai cosiddetti Bourbon Democrat conservatori e liberali classici fino al 1896. I Repubblicani invece sostennero le grandi imprese in generale, il sistema aureo, dazi elevati e pensioni generose per i veterani dell'Unione. Tuttavia, prima del 1890 concessero una legge contro le concentrazioni industriali (Sherman Antitrust Act) e l'istituzione di una Commissione interstatale del commercio, in risposta alle proteste delle piccole imprese e degli agricoltori. I dazi elevati previsti dalla legge McKinley del 1890 non giovarono al partito e i Democratici vinsero sia le elezioni di medio termine nel 1890, sconfiggendo anche lo stesso William McKinley nel 1892.

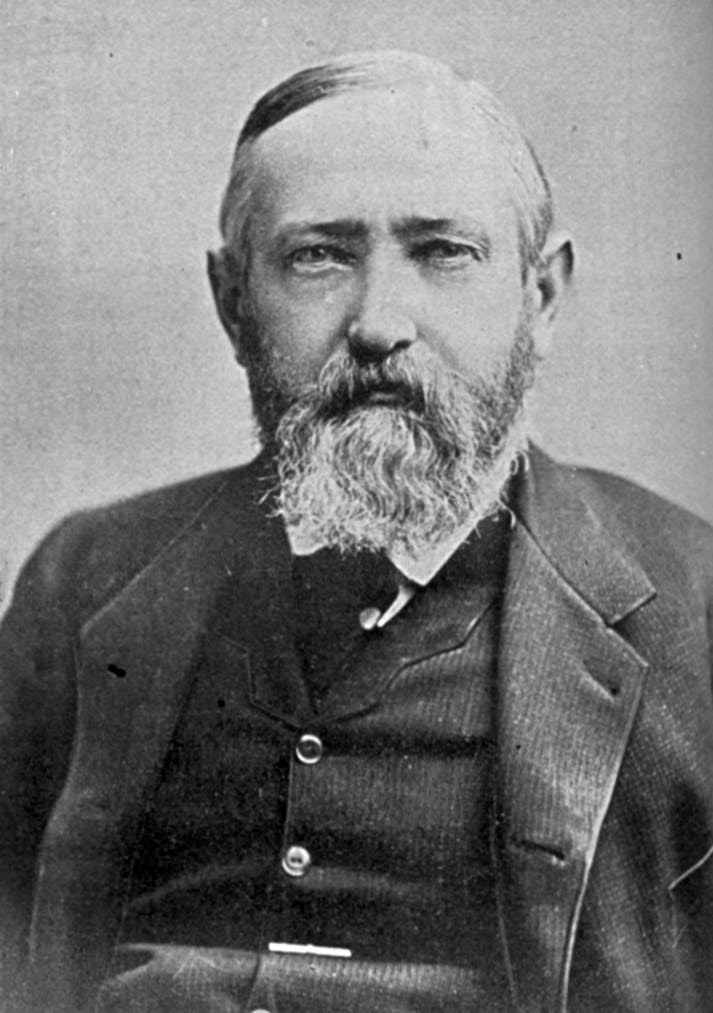
Benjamin Harrison, presidente dal 1889 al 1893

La politica estera fu raramente motivo di divisioni tra i partiti, ad eccezione dell'annessione delle Hawaii nel 1898, con i Repubblicani che erano a favore e i Democratici contrari.

### Politica etnoculturale
Dal 1860 al 1912 i Repubblicani approfittarono molto associando i Democratici a "rum, cattolicesimo romano e ribellione", cioè tolleranza verso l'alcol, in contrasto con i Repubblicani che ebbero un forte corrente proibizionista, verso i cattolici, in particolare gli irlandesi americani che guidavano il Partito Democratico praticamente in ogni grande città; e la ribellione degli ex Confederati e dei Democratici del Nord, i copperheads, loro simpatizzanti.
Le tendenze demografiche favorirono i Democratici anche perché gli immigrati cattolici tedeschi e irlandesi ebbero una crescita numerica maggiore rispetto a inglesi e scandinavi. Nel corso degli anni 1880 e 1890 i Repubblicani lottarono contro gli sforzi Democratici, vincendo diversi appuntamenti elettorali di misura e perdendone due contro Grover Cleveland.
Le linee religiose divennero sempre più tese e marcate. I metodisti, congregazionalisti, presbiteriani, luterani scandinavi e altri pietisti del Nord rimasero strettamente legati ai Repubblicani. In netto contrasto i gruppi liturgici, in modo particolare i cattolici, la Chiesa episcopale e i luterani tedeschi guardarono ai Democratici per la protezione che sembrava offrire nei confronti del moralismo pietistico e il proibizionismo. Entrambe le parti tagliarono in due la struttura di classe, ma con i Democratici più forti tra la classe operaia.
Le questioni più socio-culturali, specialmente il divieto di alcolici e gli istituti scolastici di lingue straniere, divennero importanti a causa delle forti divisioni religiose presenti nell'elettorato. Nel Nord circa il 50% degli elettori erano protestanti pietisti che credevano che il governo avrebbe dovuto impegnarsi per ridurre i peccati sociali, primo fra tutti l'alcolismo.
Le cosiddette Chiese liturgiche comprendevano oltre un quarto dei votanti e spingevano perché il governo rimanesse fuori dal mondo della morale. Gli accesi dibattiti sul proibizionismo, con relativi referendum, riscaldarono la politica nella maggioranza degli Stati federati per più di un decennio, con la promulgazione della proibizione nazionale nel 1919 (abrogata nel 1933), fornendo ulteriore separazione tra Democratici "bagnati" (contrari all'abolizionismo) e Repubblicani "asciutti" (favorevoli).

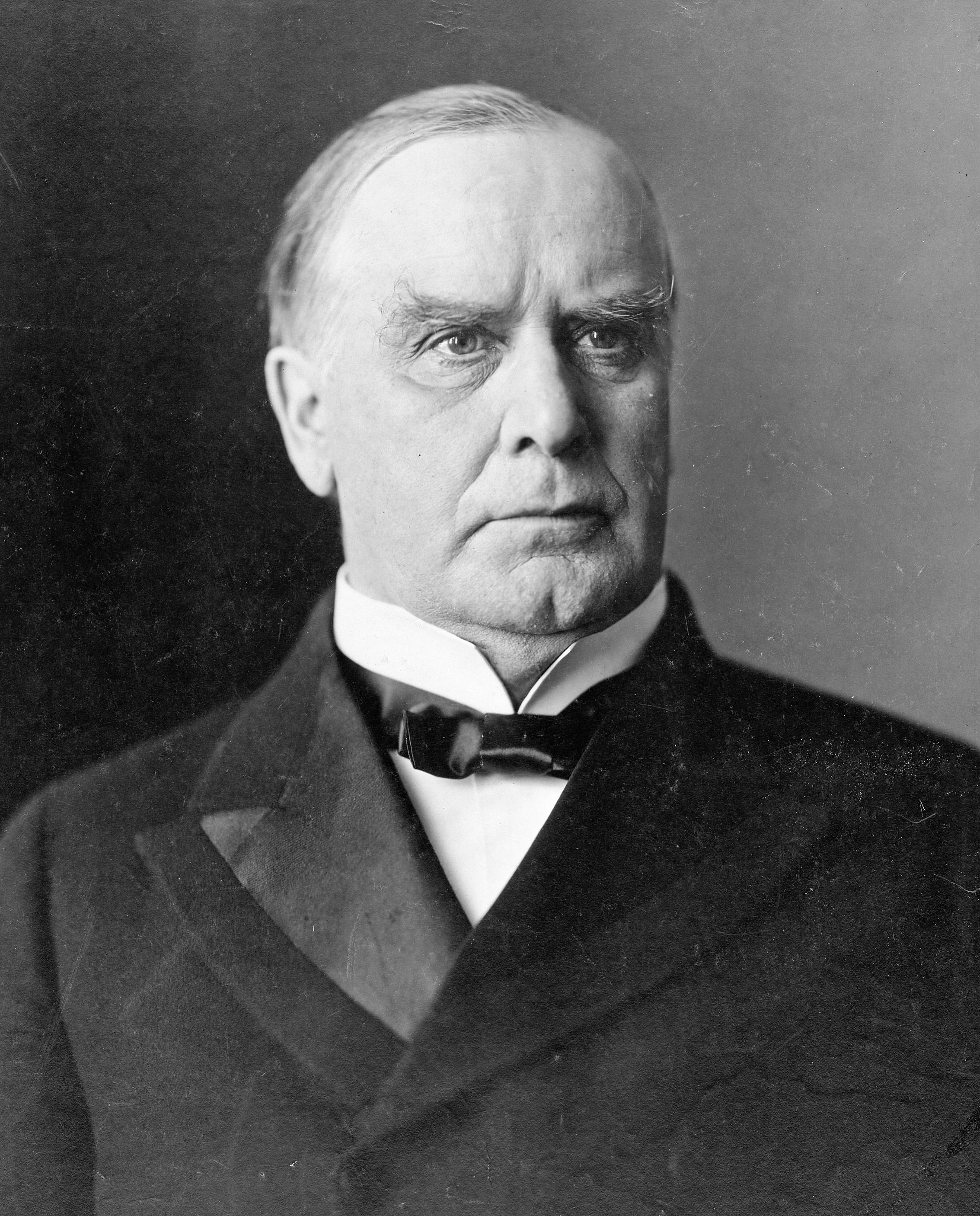
William McKinley, presidente dal 1897 al 1901, fu assassinato da un anarchico

| Comportamento di voto e religione nel Nord degli Stati Uniti durante il XIX secolo |               |                |
|                                                                                    | % Democratici | % Repubblicani |
| Gruppi d'immigrati                                                                 |               |                |
| Cattolici irlandesi americani                                                      | 80            | 20             |
| Totale della Chiesa cattolica negli Stati Uniti d'America                          | 70            | 30             |
| Luteranesimo confessionale dei tedeschi americani                                  | 65            | 35             |
| Calvinismo tedesco                                                                 | 60            | 40             |
| Cattolici franco-canadesi                                                          | 50            | 50             |
| Luterani confessionali minori tedeschi                                             | 45            | 55             |
| Anglo-canadesi                                                                     | 40            | 60             |
| Gruppo anglosassone                                                                | 35            | 65             |
| Settari tedeschi                                                                   | 30            | 70             |
| Luterani norvegesi                                                                 | 20            | 80             |
| Luterani svedesi                                                                   | 15            | 85             |
| Movimento Haugean pietista norvegese                                               | 5             | 95             |
| Nativi: gruppo nordico                                                             |               |                |
| Quaccherismo                                                                       | 5             | 95             |
| Free Will Baptist                                                                  | 20            | 80             |
| Congregazionalismo                                                                 | 25            | 75             |
| Metodismo                                                                          | 25            | 75             |
| Battismo regolare                                                                  | 35            | 65             |
| Afroamericani                                                                      | 40            | 60             |
| Presbiterianesimo                                                                  | 40            | 60             |
| Chiesa episcopale degli Stati Uniti d'America                                      | 45            | 55             |
| Nativi: gruppo meridionale (residenti al Nord)                                     |               |                |
| Discepoli di Cristo                                                                | 50            | 50             |
| Presbiteriani                                                                      | 70            | 30             |
| Battisti                                                                           | 75            | 25             |
| Metodisti                                                                          | 90            | 10             |

## Era progressista: 1896-1932

### McKinley
Le elezioni presidenziali del 1896 videro la vittoria di McKinley. Venne vista come la rinascita del predominio repubblicano e viene considerata un'elezione di riorganizzazione del sistema politico. L'era progressista (o quarto sistema partitico) fu guidata dai presidenti repubblicani, con l'unica eccezione di Thomas Woodrow Wilson tra il 1913 e il 1921.
McKinley promise che i dazi elevati avrebbero potuto porre fine alle gravi difficoltà causate dal panico del 1893 e che i Repubblicani avrebbero garantito una sorta di pluralismo di cui tutti i gruppi etnici e sociali avrebbero alla fine beneficiato. Denunciò il candidato democratico William Jennings Bryan come un pericoloso radicale, i cui piani di bimetallismo avrebbero portato allo sconquasso e prodotto il disastro economico.

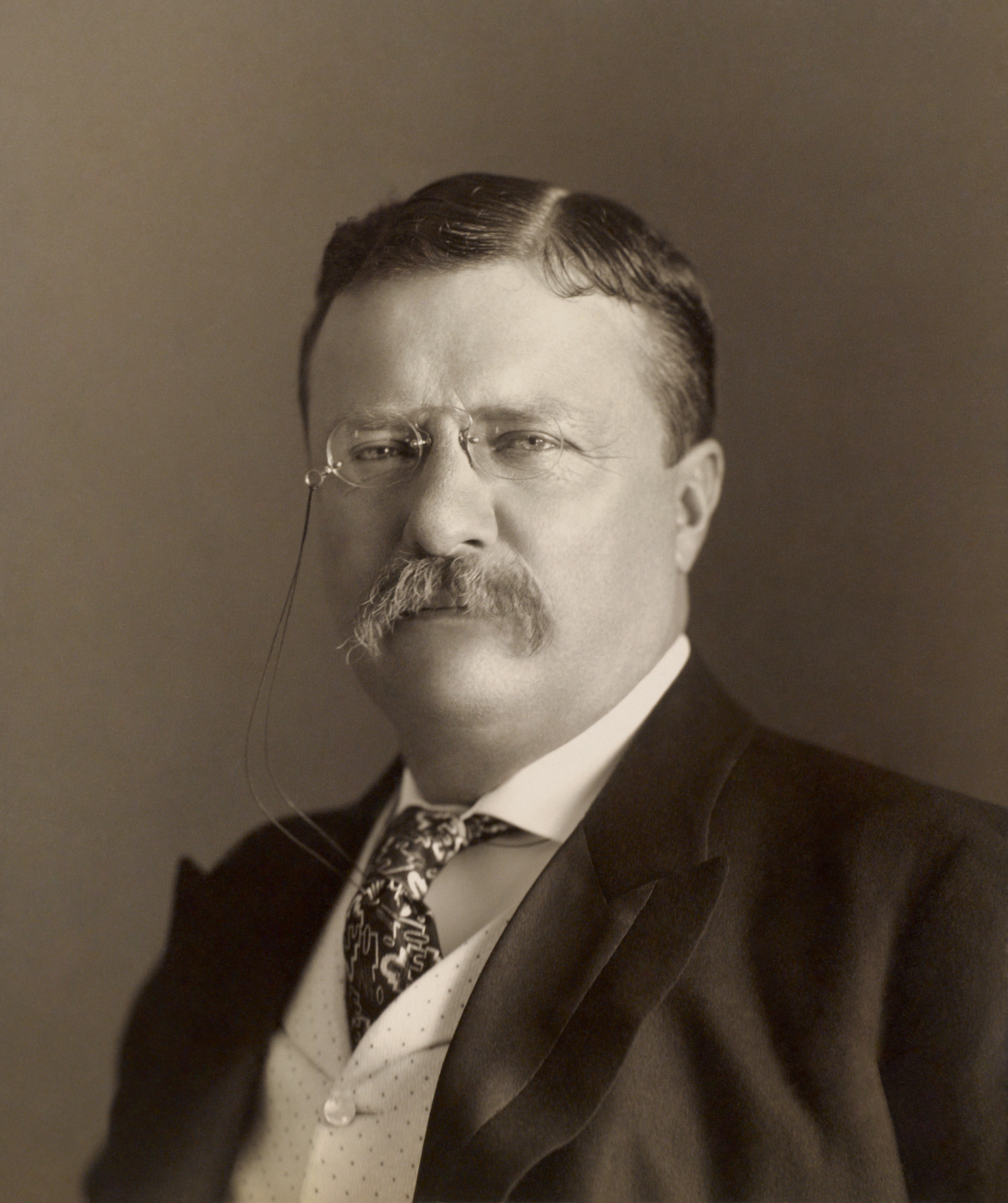
Theodore Roosevelt, presidente dal 1901 al 1909, premio Nobel per la pace nel 1906

McKinley si affidò pesantemente al mondo finanziario, alle ferrovie, all'industria e al ceto medio per il proprio sostegno e cementò i Repubblicani come il partito degli affari. Il direttore della sua campagna, Mark Hanna, sviluppò un piano dettagliato per ottenere contributi dal mondo degli affari, con il risultato che McKinley distanziò Bryan con un ampio margine.

### Roosevelt
Questa enfasi sugli affari venne in parte mitigata da Theodore Roosevelt, che assunse la carica di presidente a seguito dell'assassinio di William McKinley avvenuto per mano di un anarchico polacco immigrato, Leon Czolgosz, nel settembre del 1901. Roosevelt si impegnò subito contro i monopoli.
Roosevelt si dimostrò la personalità più dinamica della sua epoca. Dovette contendere con avversari come il senatore Hanna, che riuscì a sconfiggere alla convenzione del 1904, che lo nominò dopo che aveva promesso di continuare le politiche di McKinley. Più difficile da gestire fu il conservatore Joseph Gurney Cannon, che guidava la Camera dei rappresentanti

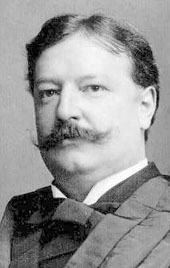
William Howard Taft, presidente dal 1909 al 1913

Roosevelt ebbe successi legislativi modesti in termine di regolamentazione delle ferrovie e di controllo sulla garanzia degli alimenti. Ebbe più successo alla Corte suprema degli Stati Uniti, proponendo le leggi anti-monopolio che posero fine ai cartelli della Northern Securities Company e della Standard Oil. Negli ultimi due anni in carica si spostò politicamente a sinistra, ma non riuscì a far approvare le rilevanti proposte dello Square Deal. Nominò come proprio successore il segretario alla Guerra William Howard Taft, il quale sconfisse nuovamente Bryan alle elezioni presidenziali del 1908.
La questione dei dazi divise fortemente i Repubblicani. Roosevelt cercò di posticipare quanto più possibile il problema, ma Taft dovette scontrarsi con esso nel 1909 con la Payne-Aldrich Tariff Act. I membri del partito orientati a destra e guidati da Nelson Wilmarth Aldrich cercarono di ottenere dazi elevati sulle merci finite, in particolare i prodotti lanieri, mentre coloro che provenivano dagli Stati Uniti medio-occidentali reclamarono dazi più bassi. Aldrich li ingannò riducendo i dazi sui prodotti agricoli, il che provocò l'ira dei coltivatori. La battaglia parlamentare sulla legge provocò una scissione nei Repubblicani, e portò a un riassestamento del panorama politico favorevole ai Democratici. Il gruppo guidato da George William Norris si ribellò contro i conservatori con a capo Cannon. I Democratici ottennero il controllo della Camera nel 1910 e come diretta conseguenza la divisione tra gli insorti e i conservatori si allargò.

### Scissione di Roosevelt

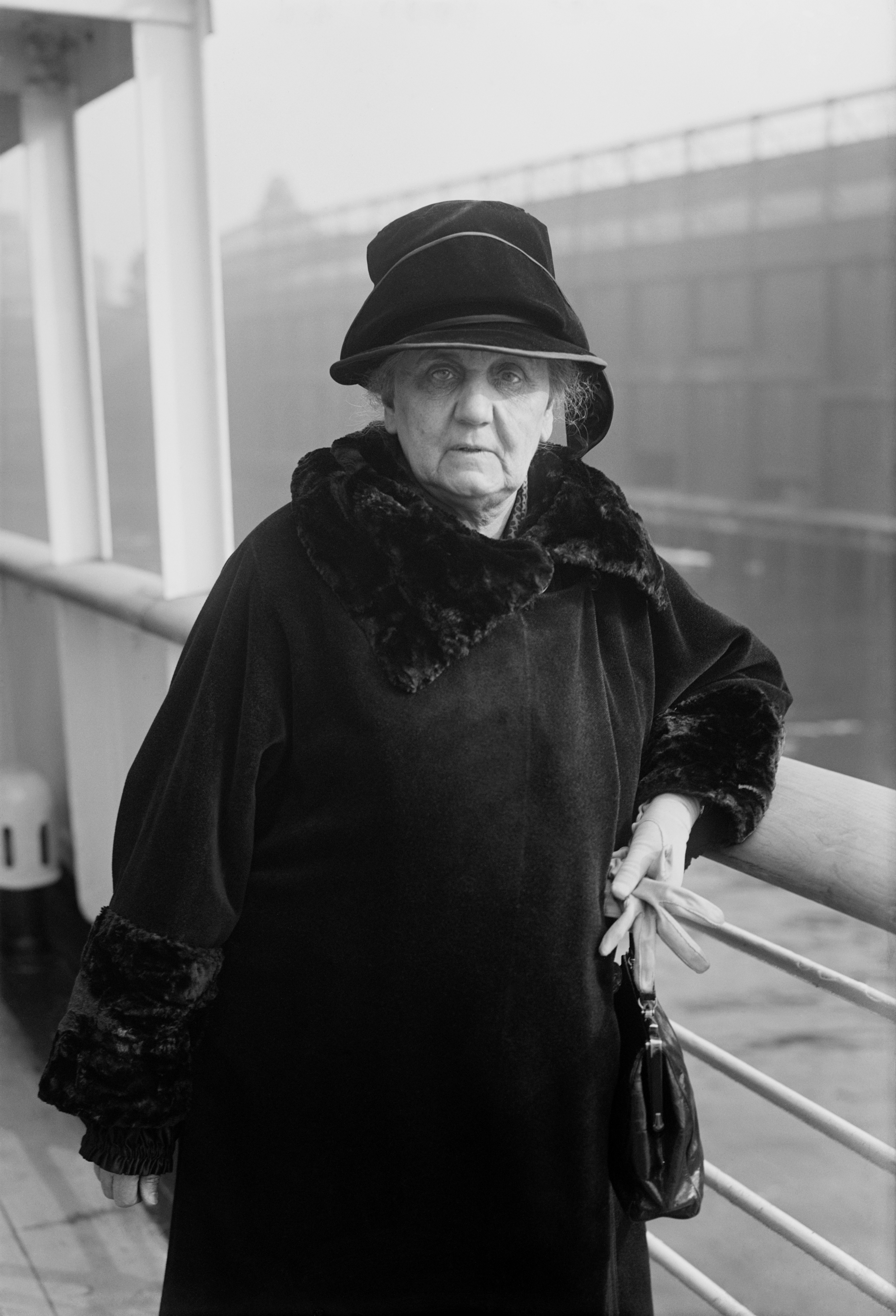
Jane Addams, membro di spicco del femminismo negli Stati Uniti nonché Premio Nobel per la pace nel 1931, sostenne vigorosamente Theodore Roosevelt

Nel 1912 Roosevelt ruppe con Taft e si candidò per un terzo mandato, ma il partito gli preferì lo stesso Taft. Roosevelt allora condusse i propri delegati fuori dalla convenzione e creò il nuovo Partito Progressista (o «Bull Moose») con cui si candidò nelle elezioni presidenziali del 1912. Pochi dirigenti del partito lo seguirono, salvo Hiram Johnson, ma ebbe il sostegno di molti importanti riformatori sociali, tra cui la paladine dei diritti delle donne Jane Addams. La frattura prodotta da Roosevelt nel voto repubblicano determinò in maniera decisiva la vittoria del democratico Woodrow Wilson, che interruppe l'era repubblicana.
I Repubblicani accolsero favorevolmente l'era progressista sia a livello statale sia locale. Il primo importante sindaco riformista fu Hazen S. Pingree di Detroit (1890-1897), eletto in qualità di governatore del Michigan nel 1896. A New York vi fu invece un'unione con i riformatori indipendenti nell'intenzione di combattere la Tammany Hall democratica e scelsero Seth Low di Brooklyn nel 1902. Samuel M. Jones fu eletto come primo sindaco repubblicano di Toledo nel 1897, ma si ricandidò come indipendente quando il partito rifiutò di riproporlo. Molti leader repubblicani di movimenti civici, seguendo l'esempio di Mark Hanna, si attivarono nella Federazione Civica Nazionale, dove promossero riforme urbane e cercarono di evitare scioperi inutili. Il giornalista della Carolina del Nord William Garrott Brown cercò di convincere l'élite bianca del Sud dell'utilità di un Partito Repubblicano bianco forte. Espresse il timore che un solo partito che controllasse il Sud avrebbe ristretto la democrazia e favorito la corruzione. Roosevelt era d'accordo con queste osservazioni. Tuttavia, nel 1912, il presidente in carica Taft ebbe bisogno dell'appoggio dei neri repubblicani al Sud per battere Roosevelt alla Convention repubblicana del 1912. La campagna di Brown si perse nel nulla e Brown alla fine appoggiò il democratico Woodrow Wilson nel 1912.

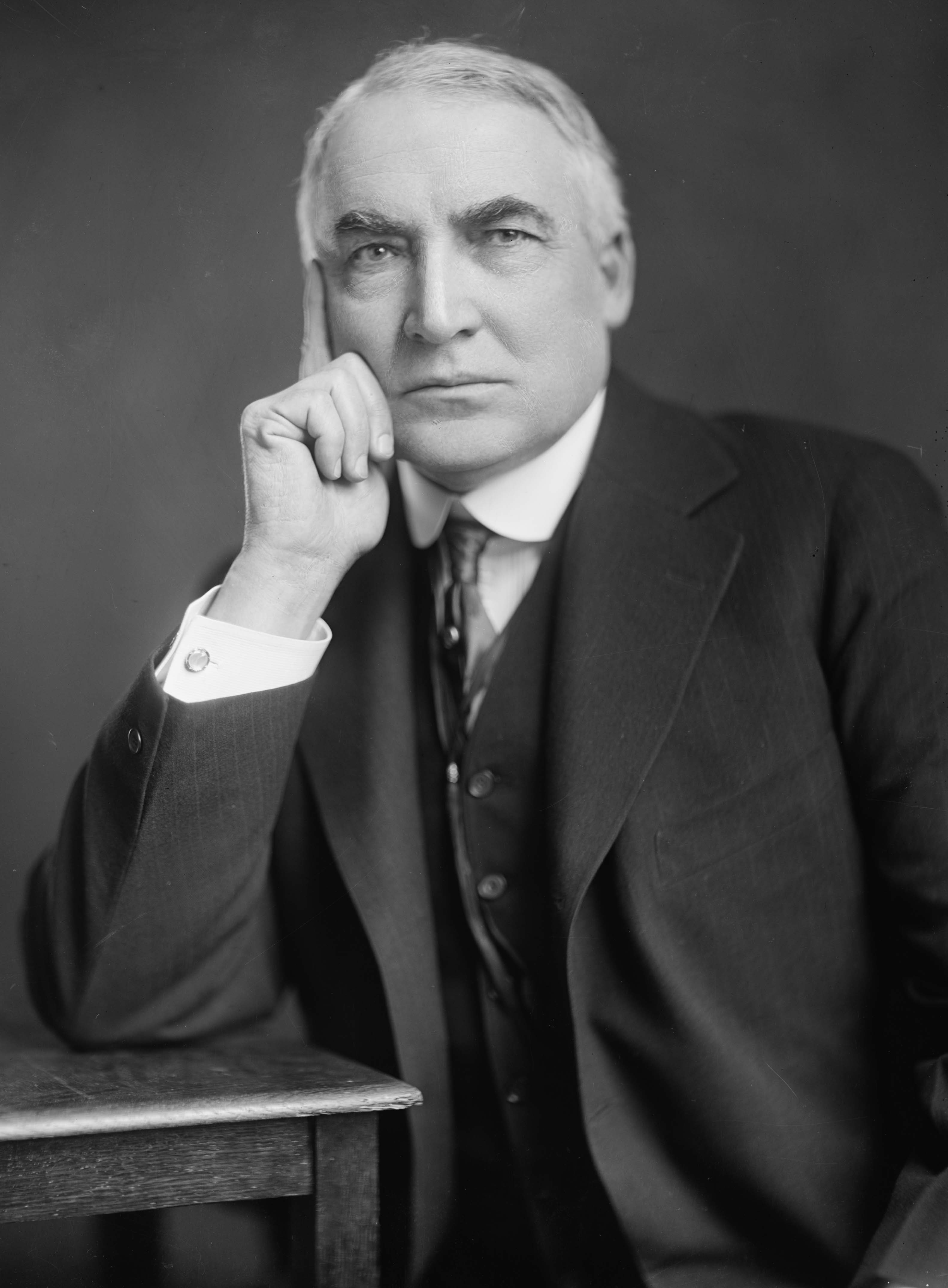
Warren G. Harding, presidente dl 1921 al 1923, quando morì in carica

### Gli anni 1920 e la grande depressione
Il partito continuò a controllare la presidenza ancora per tutti gli anni 1920, promuovendo l'attuazione di un programma politico contrario alla Lega delle Nazioni, a favore di dazi doganali elevati e degli interessi delle grandi aziende. Warren G. Harding, Calvin Coolidge e Herbert Hoover furono eletti con ampie maggioranze rispettivamente nelle elezioni presidenziali del 1920, 1924 e 1928.

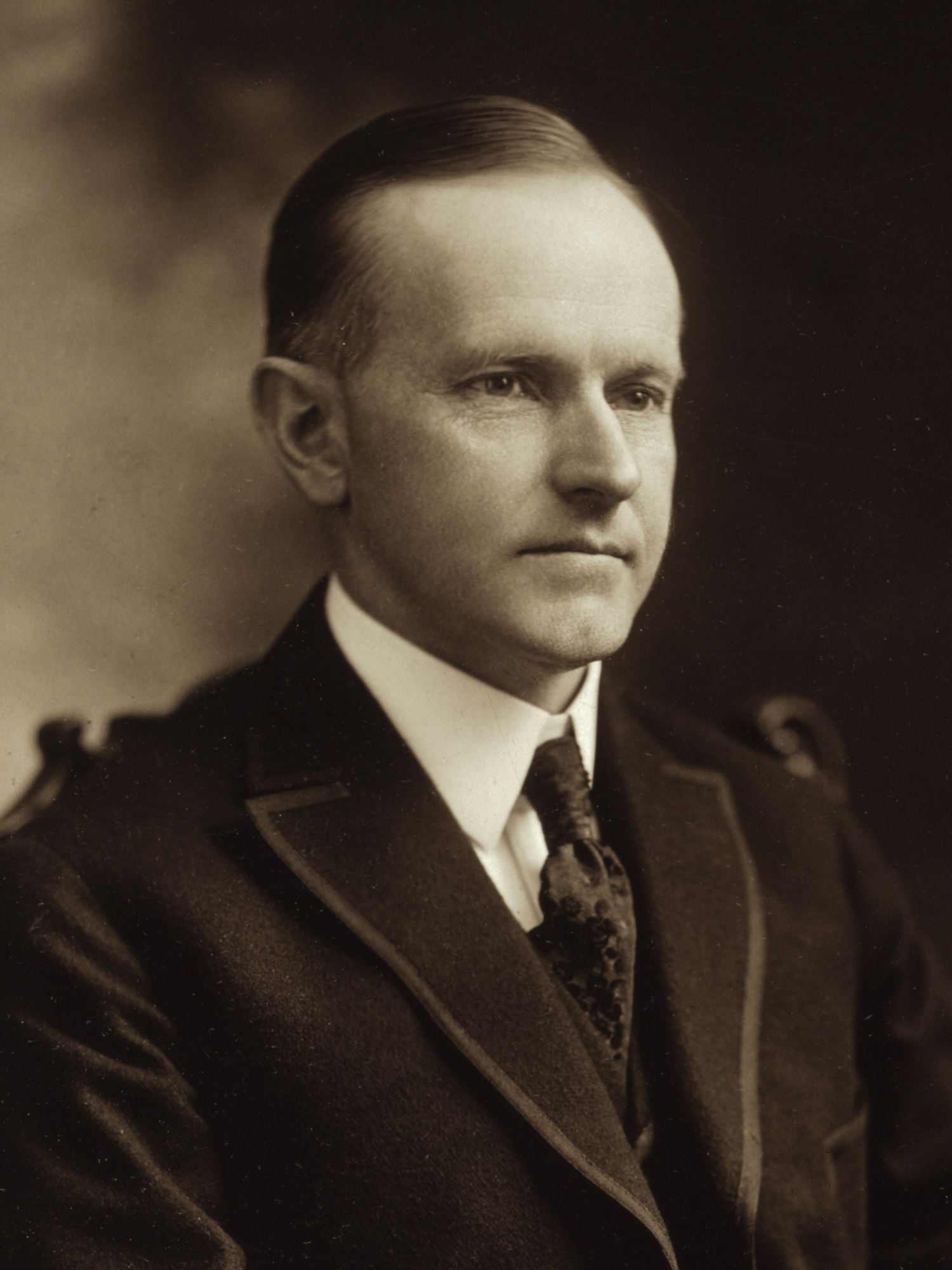
Calvin Coolidge, presidente dal 1923 al 1929

Le politiche a favore delle grandi imprese condotte in quel decennio sembrarono produrre una prosperità senza precedenti, fino a che il martedì nero di Wall Street nel 1929 non giunse ad annunciare la grande depressione. Anche se il partito riuscì, nonostante tutto, a ottenere buoni risultati nelle grandi città e tra i cattolici nelle tornate elettorali 1920-1924, non fu più in grado di mantenere tali maggioranze nel 1928. Nel 1932 per la prima volta le maggiori città divennero appannaggio dei Democratici. Hoover fu per natura un uomo d'azione e tentò di alleviare la sempre più diffusa sofferenza prodotta dalla crisi, ma la sua rigida adesione a ciò che credeva fossero i principi repubblicani gli impedirono di intraprendere misure di aiuto dirette tramite il governo federale. La grande depressione costò a Hoover la presidenza e le elezioni del 1932 videro la vittoria del democratico Franklin Delano Roosevelt.
La coalizione del New Deal (nuovo corso) promossa da Roosevelt controllò la politica statunitense per la maggior parte dei tre decenni che seguirono, a eccezione dei due mandati di Dwight D. Eisenhower negli anni 1950. I Democratici realizzarono guadagni importanti già alle elezioni di medio termine nel 1930, dando così loro la parità al Congresso (anche se non il pieno controllo) per la prima volta dalla presidenza di Wilson.

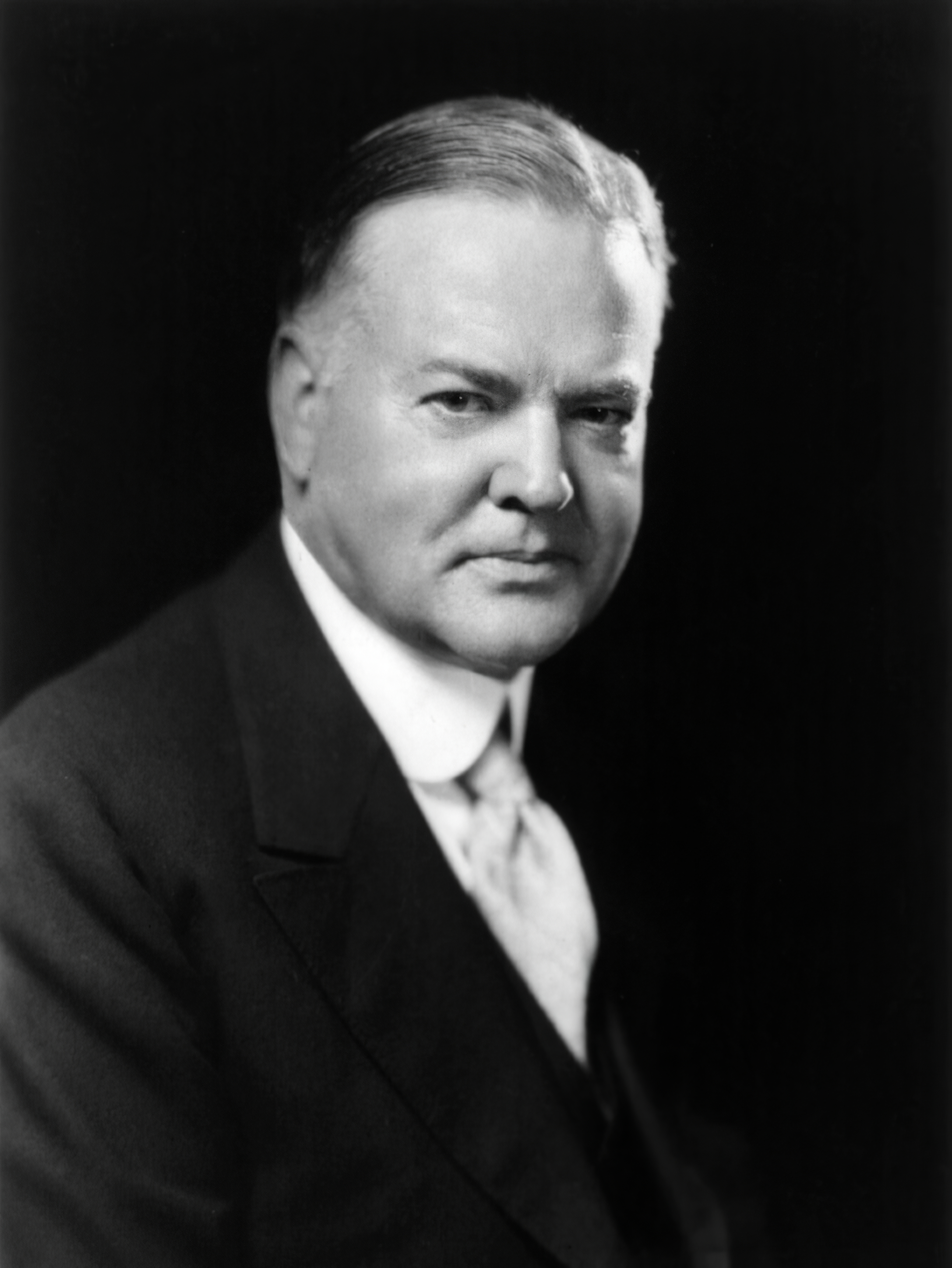
Herbert Hoover, presidente dal 1929 al 1933

## Progressisti e liberali
Il partito aveva al suo interno una corrente progressista, impersonata nei primi anni del XX secolo da Theodore Roosevelt nel periodo 1907-1912 (anche se su alcuni argomenti era un conservatore), dal senatore La Follette e dai suoi figli Robert e Philip nel Wisconsin per tutta la prima metà del XX secolo, e da politici degli Stati Uniti occidentali come i senatori Hiram Johnson in California, George William Norris nel Nebraska, Bronson M. Cutting nel Nuovo Messico, William Borah nell'Idaho e la deputata Jeannette Rankin nel Montana.

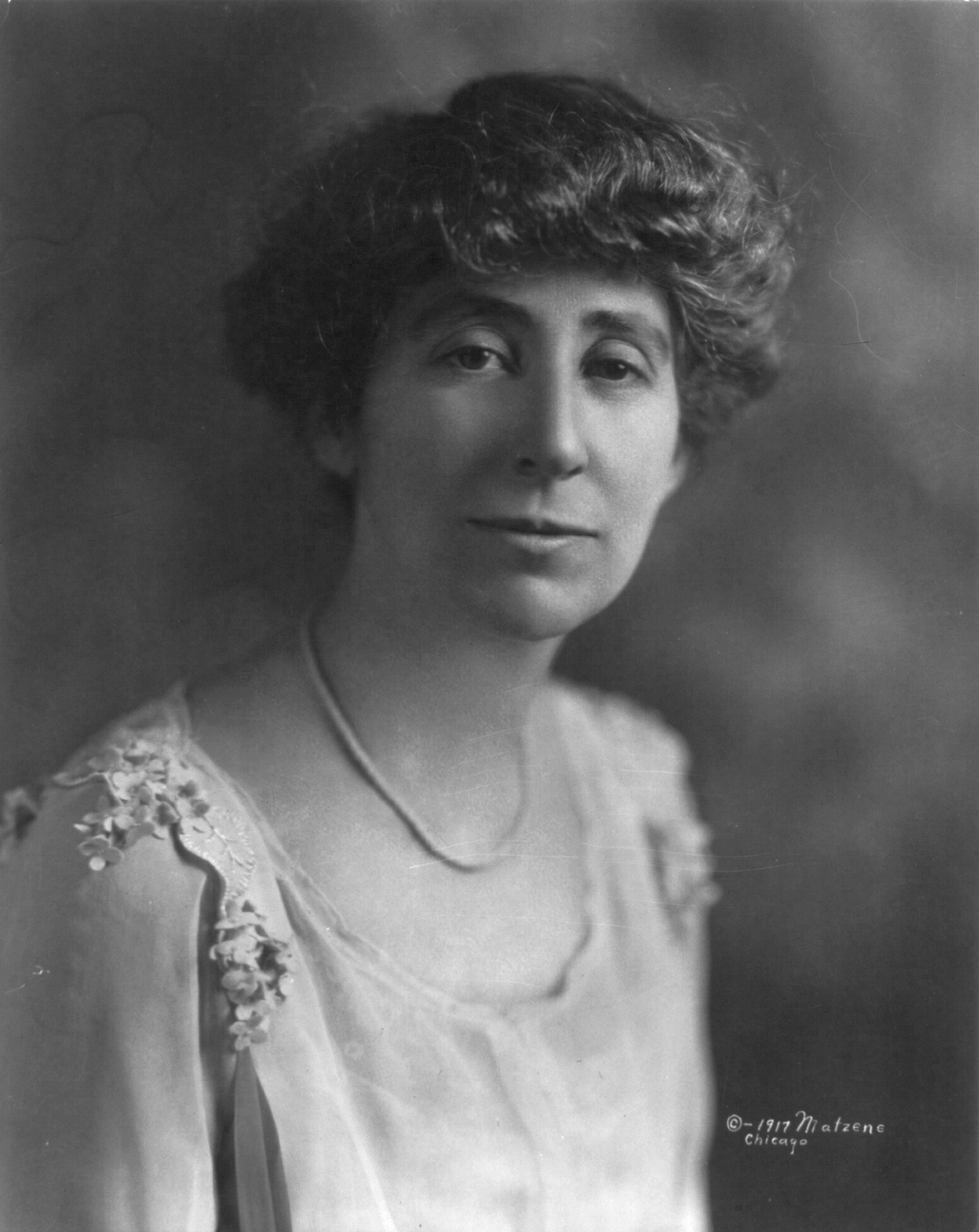
Jeannette Rankin, la prima donna ad assumere una posizione governativa di alto livello nel 1916

Essi erano sostanzialmente progressisti in politica interna, sostennero l'opera del sindacato e la maggioranza delle idee scaturite dal New Deal, mentre espressero un forte isolazionismo per quanto concerneva la politica estera. Questa corrente scomparve nel corso dei primi anni 1940. Al di fuori del Congresso, tra i politici sostenitori di Roosevelt nel 1912 la netta maggioranza si oppose al New Deal.
A partire dagli anni 1930 un certo numero di Repubblicani nordorientali iniziarono ad assumere posizioni sempre più progressiste nei confronti dei sindacati, in materia di spesa pubblica e delle politiche del New Deal. Tra questi vi erano il sindaco di New York Fiorello La Guardia, il governatore di New York Thomas E. Dewey, il governatore della California Earl Warren, il governatore del Minnesota Harold Stassen, il senatore Clifford P. Case del New Jersey, Henry Cabot Lodge Jr. del Massachusetts, il senatore Prescott Bush del Connecticut (padre di George H. W. Bush e nonno di George W. Bush), il senatore Jacob K. Javits di New York, il senatore John Sherman Cooper del Kentucky, il senatore George Aiken del Vermont, il governatore dell'Oregon e poi senatore Mark Hatfield, il governatore della Pennsylvania William Scrantone e il governatore del Michigan George W. Romney.
Il più notevole di tutti fu il governatore di New York Nelson Rockefeller. In generale sostennero il libero mercato, seppur con un certo livello di regolamentazione; Rockefeller richiedeva ai percettori di sovvenzioni pubbliche, che fossero in grado di lavorare, di accettare i lavori proposti o le formazioni professionali.
Anche se i mezzi di comunicazione di massa li chiamavano i "Repubblicani Rockefeller", questi liberali non formarono mai un movimento o un gruppo organizzato e non ebbero un capo politico riconosciuto. Promossero la crescita economica e la spesa pubblica e statale elevata, accettando tasse più alte e leggi molto liberali, essendo inteso che avrebbero potuto gestirle meglio. Si opposero alle macchine organizzative dei Democratici nelle grandi città, accogliendo peraltro con favore l'appoggio sia dei sindacati sia delle grandi aziende.

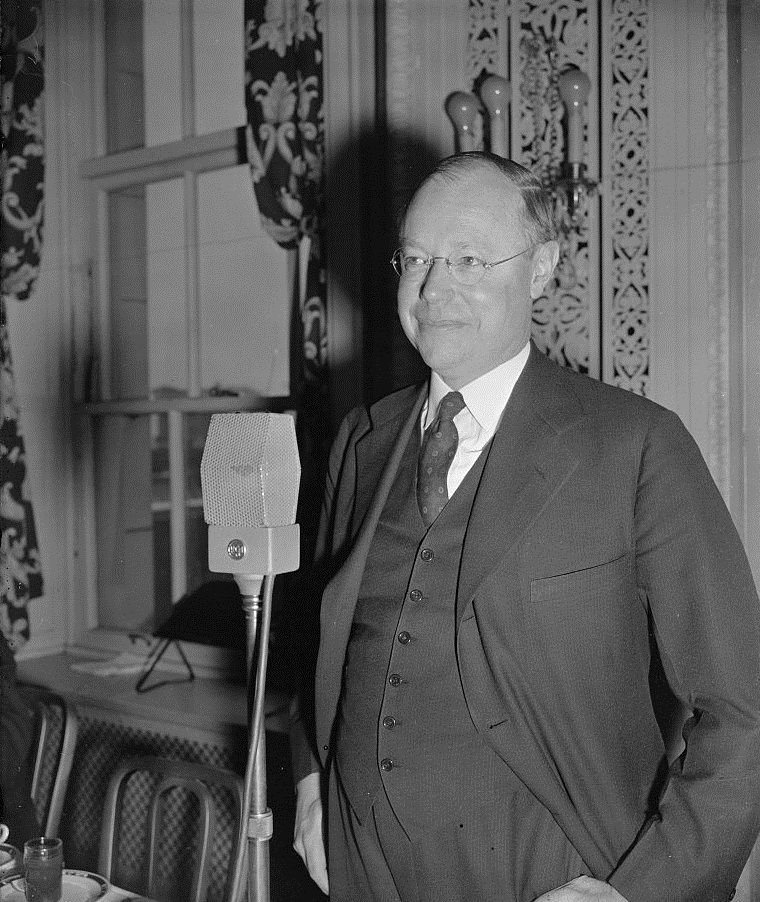
Il conservatore Robert Taft nel 1939

Le questioni religiose non furono in cima ai loro ordini del giorno, ma si dimostrarono sostenitori del movimento per i diritti civili degli afroamericani e dei diritti delle donne, tanto che la maggioranza di loro sostenne anche il movimento per la libertà di scelta nell'aborto e nella contraccezione. Erano attenti all'ambientalismo e appoggiarono l'istruzione superiore. In politica estera assunsero la posizione dell'internazionalismo dando il proprio sostegno a Dwight D. Eisenhower contro il conservatore Robert Taft nel 1952.
Vennero spesso definiti come blocco dirigente della costa Est dall'esponente della destra Barry Goldwater. I sostenitori di Goldwater li combatteranno assiduamente a partire dal 1960, ma subirono una cocente sconfitta alle elezioni presidenziali del 1964 e alla fine la maggior parte di loro si ritirò, anche se alcuni di loro divennero democratici, come ad esempio Charles Goodell e il sindaco di New York John Lindsay.
Il presidente Richard Nixon adottò molte delle posizioni liberali, in particolare per quanto concerne l'assistenza sanitaria, la spesa sociale, l'ambientalismo e il sostegno alle arti e alle scienze. Dopo che il deputato John B. Anderson dell'Illinois gareggiò come indipendente contro Ronald Reagan alle elezioni presidenziali del 1980, venendo battuto ampiamente, l'elemento liberale repubblicano si affievolì sempre più. Le loro roccaforti tradizionali negli Stati Uniti nord-orientali sono passate ai Democratici.

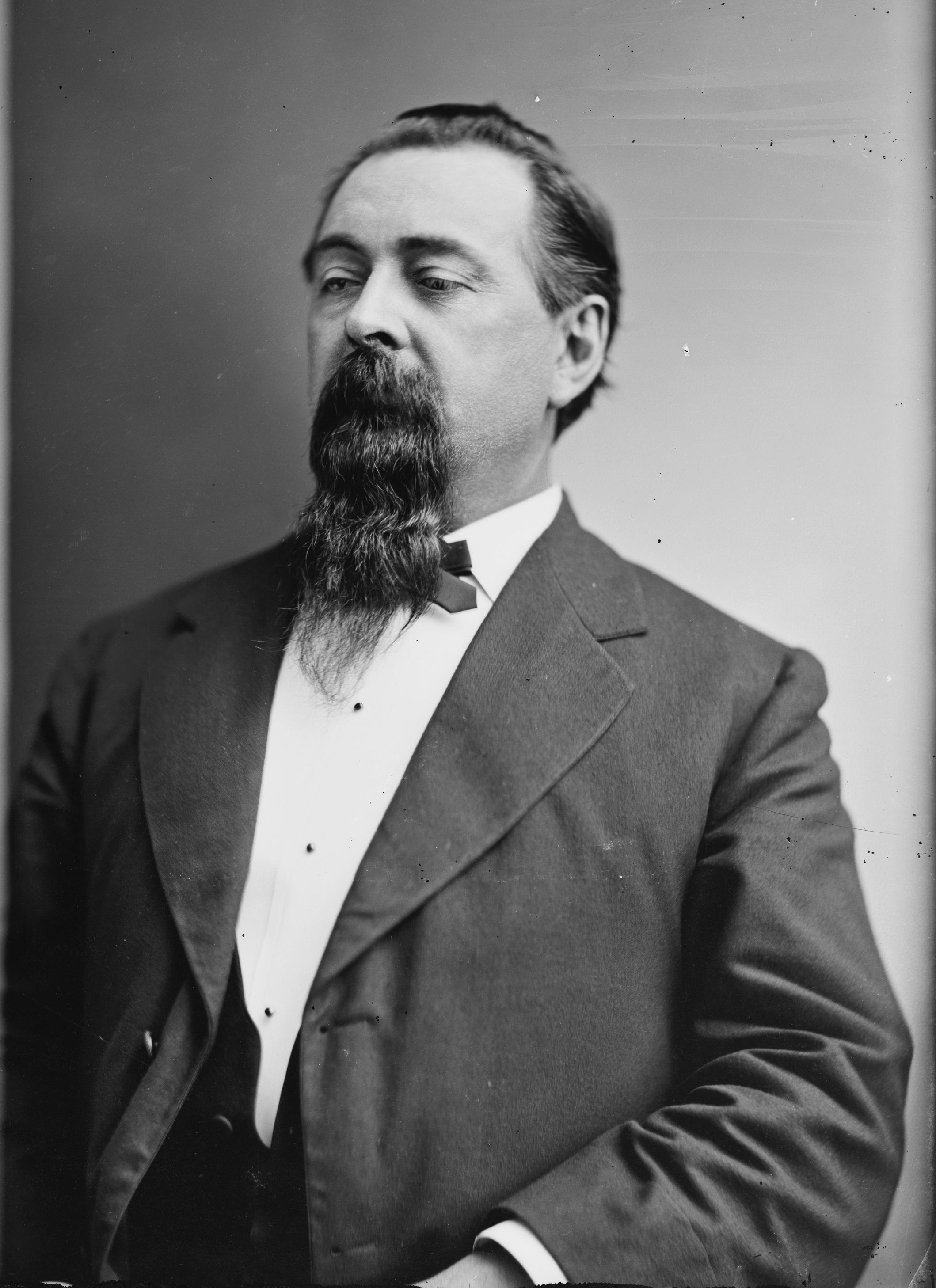
Romualdo Pacheco divenne nel 1875 il primo governatore della California di origini ispaniche

## Primi ad eleggere donne e minoranze
A partire dalla sua nascita, nel 1854, e fino al 1964, quando i Repubblicani del Senato spinsero per approvare la legge sui diritti civili (Civil Rights Act) contro l'ostruzionismo dei Democratici, il partito aveva sempre avuto la reputazione di appoggiare le minoranze (prima fra tutte quella afroamericana). Già nel 1869, il parlamento a maggioranza repubblicana del territorio dello Wyoming e il suo governatore John Allen Campbell istituirono la prima giurisdizione statunitense che concesse il suffragio femminile.

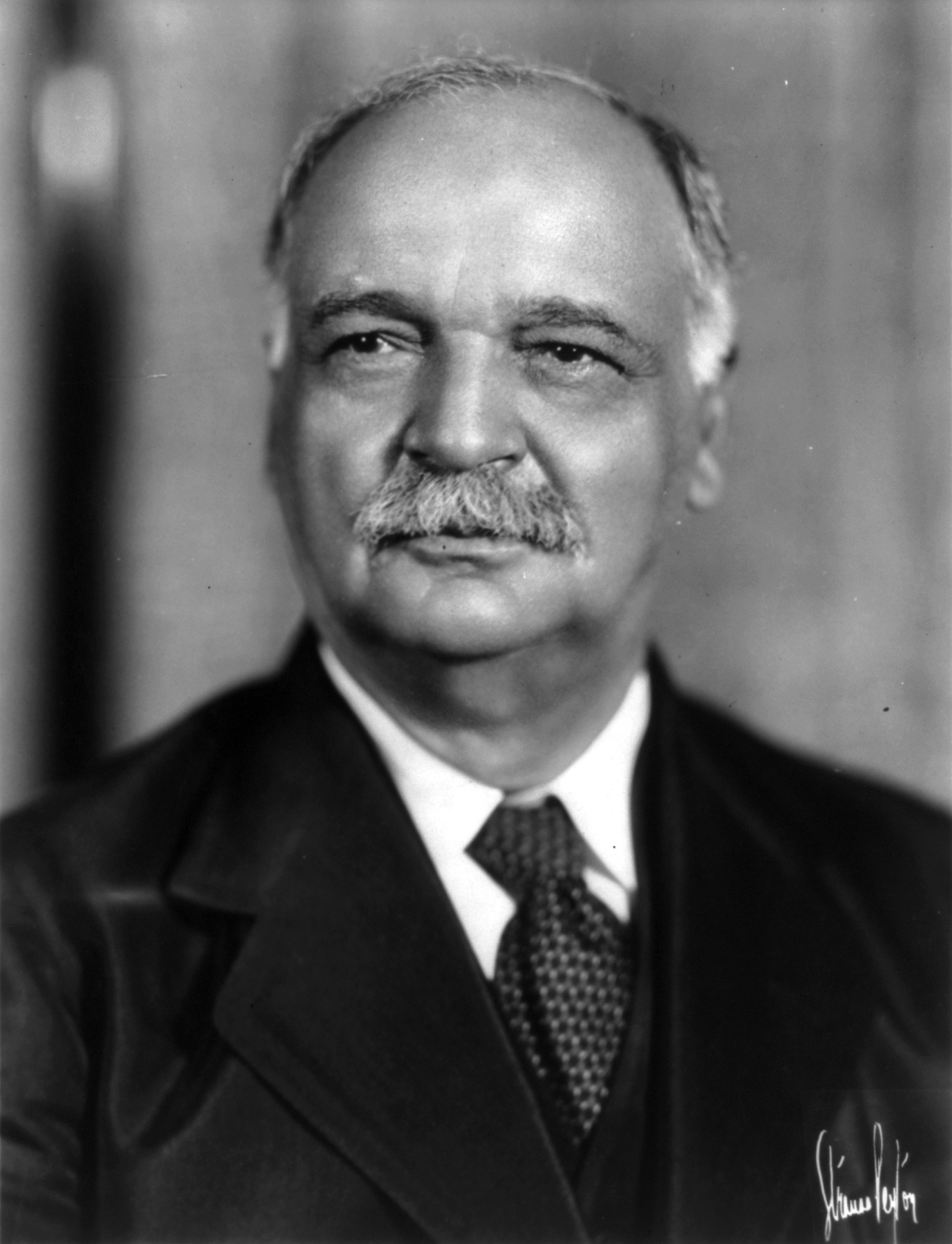
Charles Curtis, vicepresidente degli Stati Uniti tra il 1929 e il 1933, la prima persona di origini non europee che assunse un'importante carica nazionale (apparteneva ai Kaw)

Nel 1875 prestò giuramento il primo governatore della California di origini ispaniche, il repubblicano Romualdo Pacheco. Nel 1898 il repubblicano Joseph Simon dell'Oregon fu il primo senatore ebreo americano. Nel 1916 la repubblicana Jeannette Rankin divenne la prima donna a essere eletta al Congresso, la prima in qualsiasi posizione federale di alto livello. Nel 1924 la repubblicana Florence Prag Kahn risultò essere la prima donna ebrea eletta alla Camera dei rappresentanti. Nel 1928 il Nuovo Messico elesse il primo senatore ispanoamericano, il repubblicano Octaviano Ambrosio Larrazolo. Nel 1928 il capo della maggioranza Repubblicana al Senato, Charles Curtis del Kansas (cresciuto nella riserva indiana dei Kaw), divenne la prima persona di origini non europee ad assumere un'importante carica nazionale quando fu eletto vicepresidente degli Stati Uniti con Herbert Hoover.
Gli afroamericani si identificarono generalmente con i Repubblicani fino agli anni 1930. Tutti i neri eletti alla Camera prima del 1935 e al Senato prima del 1979 sono stati repubblicani. Frederick Douglass dopo la guerra di secessione americana e Booker T. Washington all'inizio del XX secolo sono stati tra i portavoce repubblicani di più alto livello.

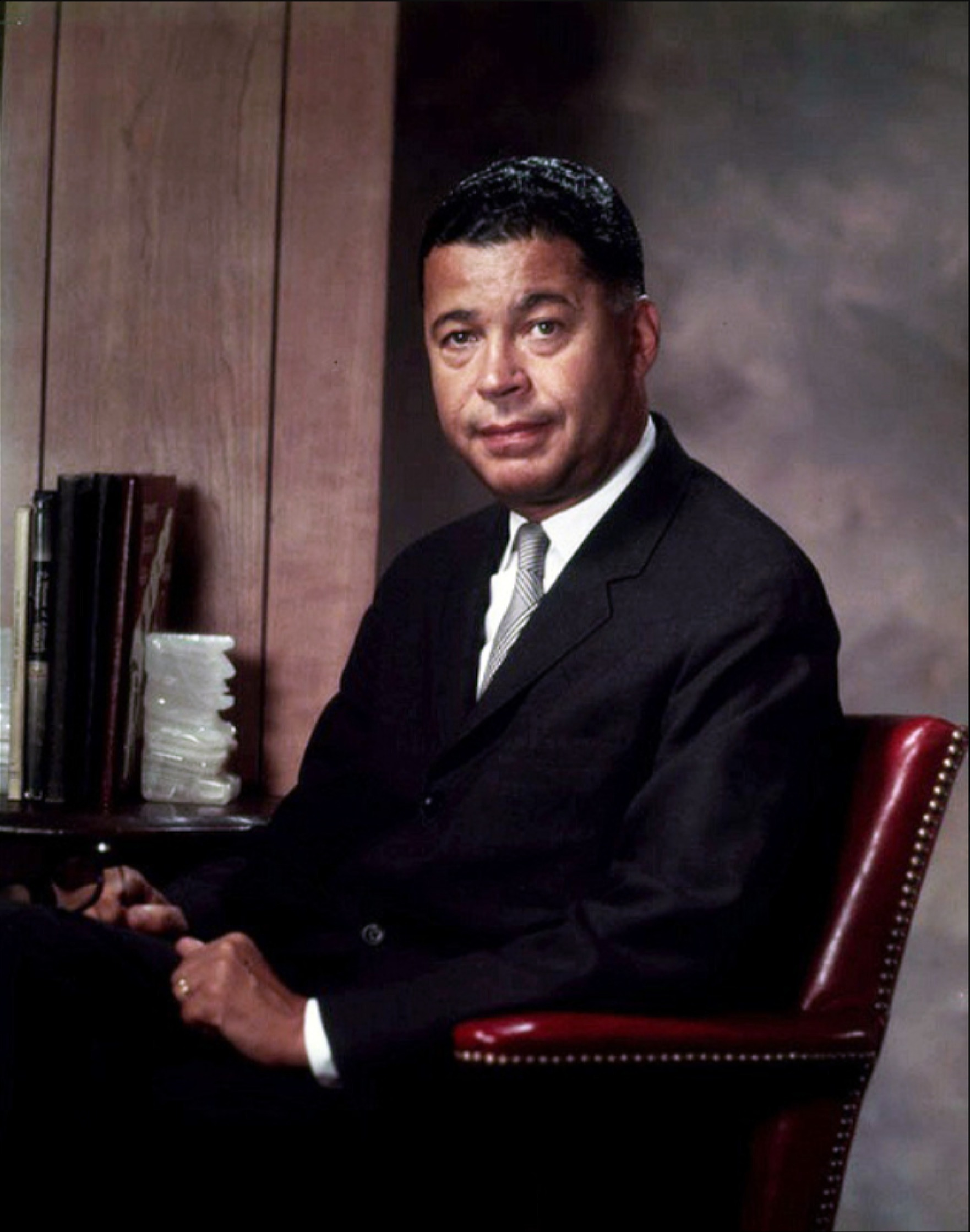
Edward Brooke è diventato nel 1966 il primo afroamericano a essere eletto direttamente dal popolo al Senato

Nel 1966 Edward Brooke del Massachusetts è diventato il primo afroamericano eletto a suffragio popolare al Senato. Il primo senatore afroamericano, Hiram Rhodes Revels, fu nominato dal parlamento del Mississippi nel 1870, ma non portò a termine il proprio mandato. Blanche Bruce fu il primo afroamericano eletto al Senato dal parlamento del Mississippi nel 1874 a condurre a termine il mandato. Prima del 17º emendamento della Costituzione datato 1913 i senatori erano eletti solo dai parlamenti statali.

## Contro la coalizione del New Deal: 1932-1980
Lo storico George H. Nash sostiene che «a differenza della corrente moderata, internazionalista, basata nella costa Est, che accettò una parte della rivoluzione di Roosevelt e dei punti essenziali della politica estera di Harry Truman, il Repubblicano medio aveva un cuore essenzialmente controrivoluzionario. Anti-collettivisti, anti-comunisti, anti-New Deal, appassionatamente a favore di un governo federale dai poteri limitati, di un'economia di libero mercato e delle prerogative del Congresso di fronte a quelle del governo, i conservatori furono obbligati da subito a una guerra costante su due fronti: contro i Democratici all'esterno e contro gli stessi Repubblicani tentati dal New Deal all'interno».
La "vecchia destra" emerse in opposizione al New Deal di Franklin Delano Roosevelt. L'autore Joan Hoft afferma che «i moderati Repubblicani e coloro che erano dell'era progressista come Herbert Hoover costituirono la maggior parte della vecchia destra verso il 1940, con l'aggiunta di una manciata di ex membri del Partito Contadino-Laburista, della Nonpartisan League e persino di alcuni socialisti degli Stati Uniti medio-occidentali».

### Dal 1933 al 1938
Quando Roosevelt entrò in carica nel 1933, le leggi del New Deal arrivarono presto al Congresso. Alle elezioni di medio termine della metà del 1934, dieci senatori repubblicani persero il loro seggio, rimanendo così in 25 contro i 71 Democratici. Anche la Camera dei rappresentanti vedeva una maggioranza democratica simile. Il "secondo New Deal", che iniziò nel 1935, venne fortemente criticato dai Repubblicani, che lo paragonarono al conflitto di classe e al socialismo. La quantità e l'importanza delle leggi approvate, così come l'impossibilità per i Repubblicani di contrastarle al Congresso, condussero presto l'opposizione a Roosevelt a diventare aspra, rancorosa e piena di odio nei confronti di «quell'uomo nella Casa Bianca». L'ex presidente Herbert Hoover divenne uno degli oratori principe nella «crociata contro il New Deal», sperando in una nuova nomina alla candidatura per la presidenza.

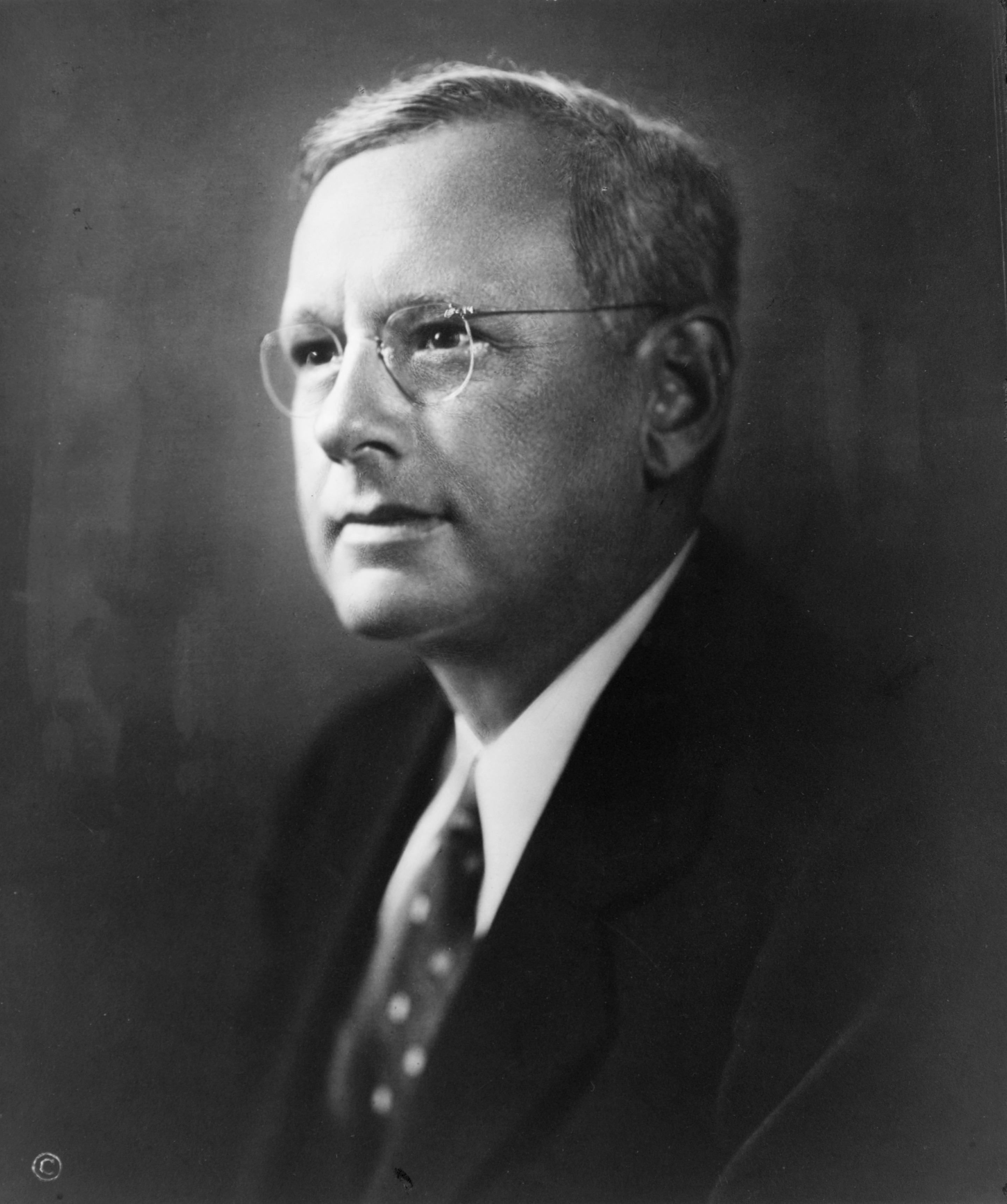
Alf Landon, il candidato alle elezioni presidenziali del 1936

La maggior parte dei grandi giornalisti era invece a favore del repubblicano moderato Alf Landon nella corsa alla candidatura, tanto che nelle quindici maggiori città della nazione i giornali che approvarono esplicitamente Landon rappresentarono il 70% dell'intera diffusione della carta stampata. Nonostante ciò Roosevelt riuscì a ottenere la preferenza del 69% degli elettori in quelle stesse città e difatti ignorò quasi del tutto la stampa, preferendogli la radio come mezzo per raggiungere direttamente i propri elettori. Roosevelt conquistò 46 dei 48 Stati federati grazie al contributo dei Democratici tradizionali, insieme a un appoggio rinnovato da parte dei sindacati, delle macchine elettorali nelle grandi città e l'agenzia federale per i lavori pubblici. Il riassestamento che creò il quinto sistema partitico si stava mettendo decisamente in moto. Rispetto al 1928 i Repubblicani avevano perso 178 seggi alla Camera, 40 al Senato e 19 governatori, mantenendo 89 deputati e 16 senatori.
Il voto afroamericano fu appannaggio di Hoover nel 1932, ma anch'esso incominciò a muoversi inesorabilmente verso Roosevelt, tanto che nel 1940 la maggior parte dei neri del Nord votò per i Democratici. Al Sud, pochi neri potevano votare, nonostante ciò molti di loro appoggiavano i Democratici. Il presidente si assicurò che i neri avessero la loro parte nei programmi di assistenza, nell'esercito e nell'industria della difesa, ma non contestò mai la segregazione razziale o la negazione del diritto di voto dei neri in praticamente in tutti gli Stati Uniti meridionali.
I partiti di minoranza tesero a frazionarsi in correnti e dopo il 1936 i Repubblicani stessi si divisero tra una fazione conservatrice (predominante negli Stati Uniti occidentali e negli Stati Uniti medio-occidentali) e una fazione liberale (dominante negli Stati Uniti nord-orientali), combinati con una base residua ereditata dai progressisti attivi nel corso del secolo. Nel 1936 il governatore del Kansas Landon e i suoi giovani seguaci sconfissero la corrente politica propugnata da Hoover. Landon sostenne la maggior parte dei programmi del New Deal, ma con la sua campagna moderata di contenimento riuscì a strappare solamente due Stati alla cosiddetta «valanga Roosevelt» che vide i Repubblicani con solo 88 deputati e 16 senatori; il solo repubblicano a sconfiggere un democratico in carica fu il senatore del Massachusetts Henry Cabot Lodge Jr..
Roosevelt si alienò molti Democratici conservatori nel 1937 con il suo inaspettato progetto di aggiungere giudici alla Corte suprema, con la legge detta Judicial Procedures Reform del 1937. Dopo una fase di forte recessione che colpì il Paese alla fine del 1938, grandi scioperi dei lavoratori, l'aspra competizione tra American Federation of Labor e la Congress of Industrial Organizations per il primato tra i sindacati, e il mancato successo di riorganizzare radicalmente la Corte suprema, misero i Democratici in una posizione critica. Nel frattempo i Repubblicani erano uniti, anche perché i loro eletti più deboli erano stati sconfitti uno dopo l'altro nel corso degli anni 1930, e riattivatisi focalizzarono la loro attenzione su nuovi candidati forti nei maggiori Stati, in particolar modo il conservatore dell'Ohio Robert Taft. Il moderato Earl Warren vinse le primarie in California sia per i Repubblicani sia per i Democratici mentre Thomas E. Dewey ottenne la nomina a procuratore di New York. Il ritorno alla competitività del partito nel 1938 arrivò ottenendo, al di fuori del Sud, percentuali di voto popolare intorno al 50%, dando così ai Repubblicani la fiducia di una base forte in vista delle elezioni presidenziali del 1940. In quel 1938 il partito guadagnò 75 deputati, rimanendo tuttavia ancora in netta minoranza. I Democratici conservatori, soprattutto al Sud, si unirono ai Repubblicani guidati da Taft per creare la coalizione conservatrice, la quale avrebbe dominato le questioni nazionali al Congresso fino al 1964.

### Dal 1939 al 1952
Dal 1939 al 1941 si discusse molto sul sostegno da dare al Regno Unito nella seconda guerra mondiale. Gli internazionalisti come il segretario alla Guerra Henry Stimson e William Franklin Knox desideravano appoggiare i britannici, mentre gli isolazionisti come Taft e Arthur Vandenberg si opposero, considerando rischiosa una guerra contro la Germania. Il movimento denominato America First Committee fu una coalizione di isolazionisti di entrambi i partiti.

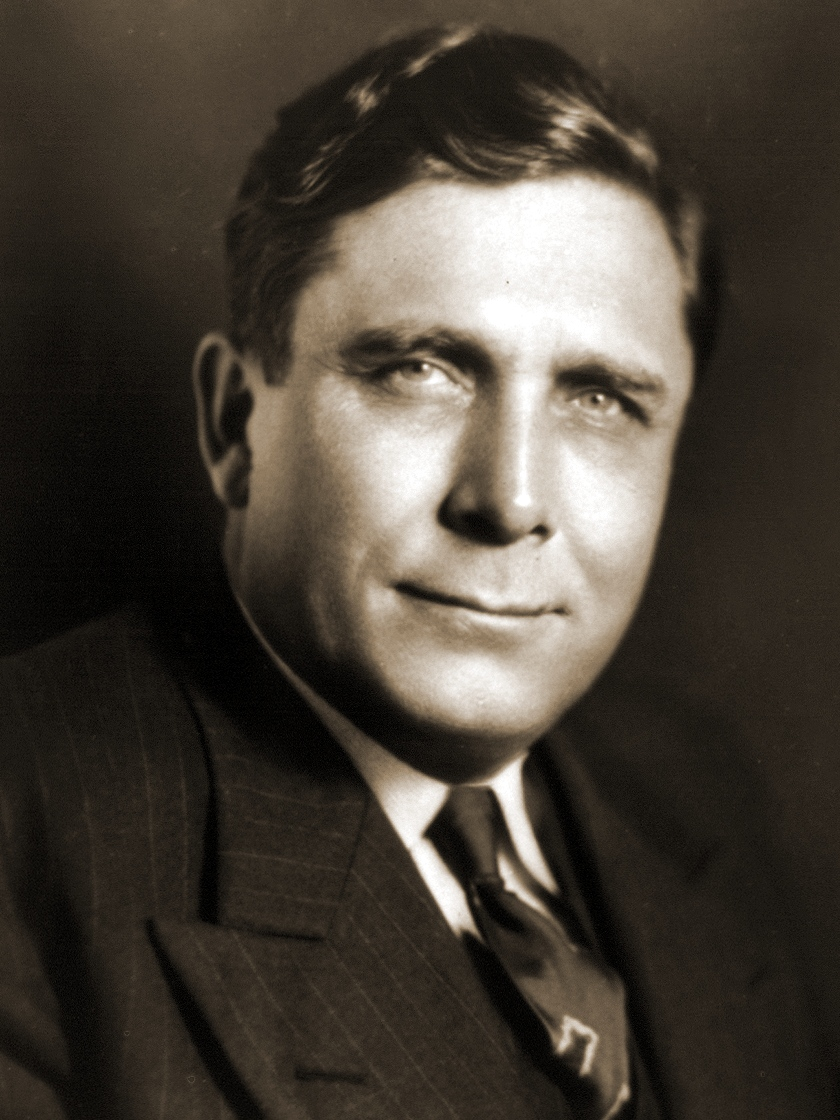
Wendell Willkie, il candidato alle elezioni presidenziali del 1940

Nel 1940, l'inaspettato Wendell Willkie riuscì all'ultimo minuto ad avere la maggioranza dei delegati del partito, ottenendo così la candidatura. La sua campagna elettorale si rivolse specificamente contro le inefficienze dimostrate dal New Deal e cercò di trarre il massimo vantaggio dal fatto che Roosevelt si presentava per un terzo mandato consecutivo, rompendo la tradizione del limite a due mandati.
L'attacco di Pearl Harbor perpetrato dalle forze giapponesi alla fine del 1941 pose termine definitivamente al dibattito tra isolazionisti e internazionalisti. I Repubblicani decurtarono ulteriormente la maggioranza democratica alle elezioni di medio termine del 1942 e grazie alla produzione bellica che creò molti nuovi posti di lavoro la coalizione conservatrice fece interrompere la maggior parte dei programmi di aiuti pubblici attivati dal New Deal. Al termine del conflitto l'ala isolazionista si oppose con forza all'istituzione dell'Organizzazione delle Nazioni Unite (ONU) ed era in parte restio a contrastare ovunque nel mondo il pericolo comunista.
Il senatore Taft rappresentò l'ala dura del partito, che continuava a opporsi alle riforme e a difendere il non-interventismo a oltranza. Il governatore dello Stato di New York Dewey rappresentò invece l'ala Nordest del partito e non respinse i programmi del New Deal, ma ne reclamò maggior efficacia, più sostegno alla crescita economica e una lotta serrata contro la corruzione. Fu anche più disponibile rispetto a Taft nell'appoggio agli inglesi nello sforzo bellico durante il biennio 1939-1940.
Come partito di minoranza, i Repubblicani ebbero due ali per lo più contrapposte: l'ala sinistra sostenitrice della maggior parte del New Deal e che cercava di farlo funzionare in modo più efficiente, e l'ala destra che gli si oppose dall'inizio, riuscendo a farne revocare grandi parti nel corso degli anni 1940 grazie alla cooperazione con i Democratici conservatori sudisti.

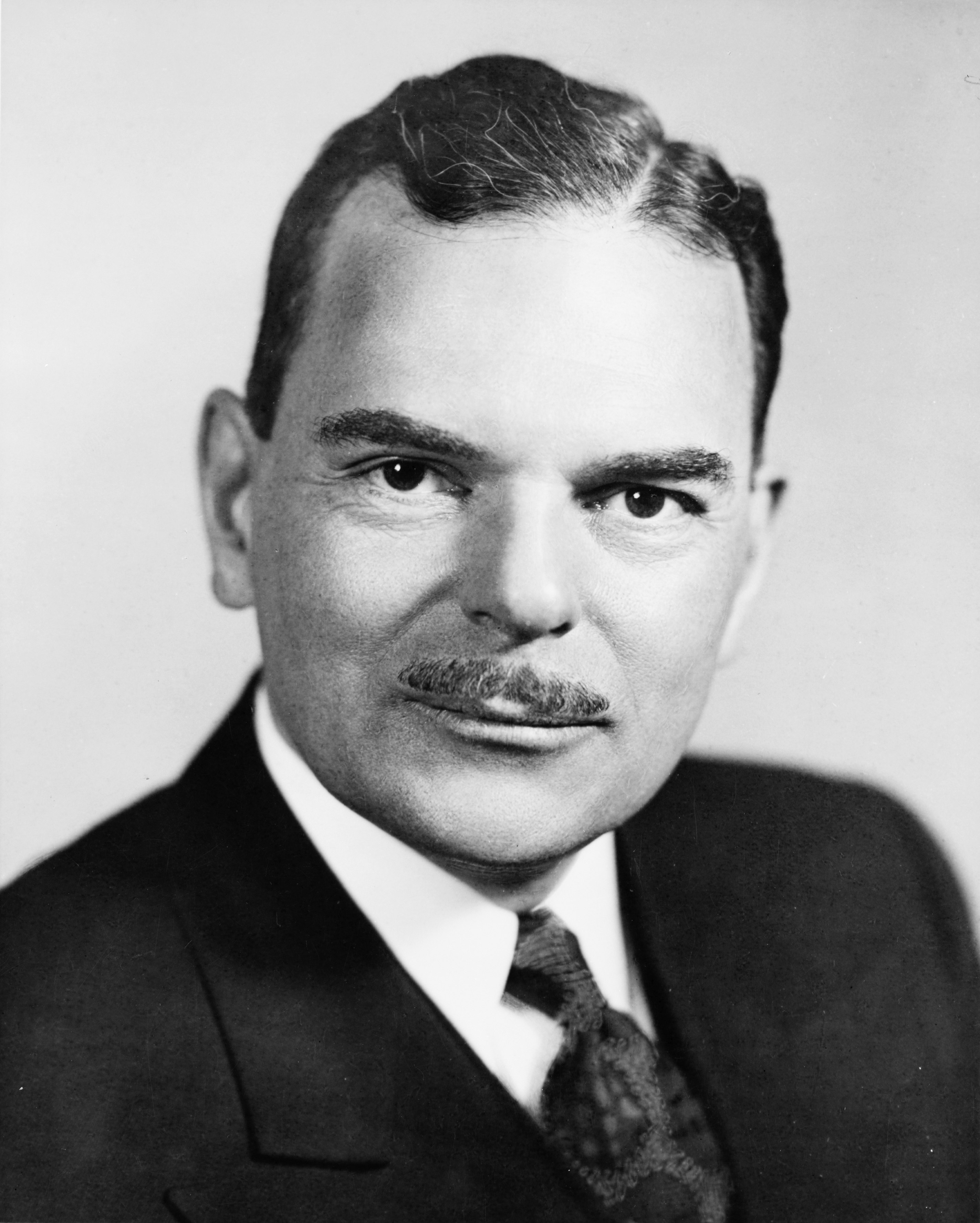
Thomas E. Dewey, candidato alle elezioni presidenziali del 1944 e poi ancora a quelle del 1948

I Repubblicani vincevano nel Nordest, con i liberali guidati da Dewey, e negli Stati medio-occidentali, con i conservatori guidati da Taft. Gli Stati occidentali erano in bilico, mentre il Sud era solidamente in mano ai Democratici. Alle elezioni presidenziali del 1944 un Roosevelt oramai evidentemente malato riuscì comunque a battere Dewey, assumendo così il suo quarto mandato; lo sconfitto diede in ogni caso una buona dimostrazione di sé, ottenendo ancora la candidatura nel 1948.
Roosevelt morì nell'aprile del 1945 e Harry Truman, un Democratico meno liberale, divenne presidente e sostituì la maggior parte degli incaricati di alto livello di Roosevelt. Nel 1946 le agitazioni promosse dalle organizzazioni sindacali portarono a molti scioperi e le conseguenti spaccature aiutarono notevolmente i Repubblicani. Grazie agli errori commessi dall'amministrazione presidenziale tra il 1945 e il 1946, gli slogan «Had Enough?» («Ne avete avuto abbastanza?») e «To Err is Truman» («Errare è Trumano») divennero le grida di battaglia dei raduni repubblicani. Il partito riuscì a riottenere il controllo del Congresso per la prima volta dal 1928 con Joseph William Martin Jr. come presidente della Camera dei rappresentanti.
La legge Taft-Hartley Act del 1947 fu pensata per equilibrare i diritti degli imprenditori e dei lavoratori e rimase la tematica centrale di molte elezioni negli Stati più industrializzati per tutti gli anni 1940-1950, ma i sindacati non furono mai in grado di revocarla.
Nel 1948, quando i Repubblicani si divisero tra destra e sinistra, Truman convocò il Congresso in una sessione speciale e sottopose una serie di proposte di legge liberali in linea con il programma elettorale di Dewey, sfidando il Congresso ad approvarli, sapendo che i Repubblicani conservatori avrebbero tentato di bloccarli. Truman ebbe quindi l'opportunità di attaccare il Congresso immobile (il "Do Nothing"). Dewey e i Repubblicani rimasero storditi, tanto che nelle elezioni presidenziali del 1948 Truman venne riconfermato con una maggioranza di più di due milioni di voti popolari e con 303 grandi delegati contro 189 nel Collegio elettorale.

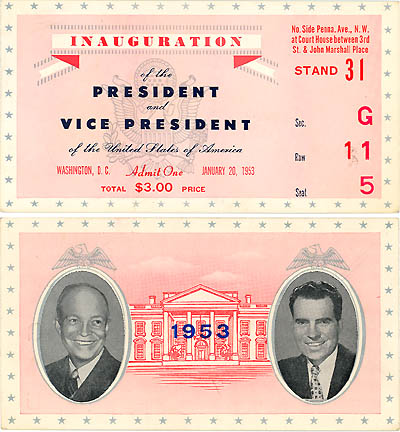
Inaugurazione del duo presidenziale Eisenhower-Nixon

### Dal 1952 al 1974
Nel 1952 l'ex generale Dwight D. Eisenhower, un internazionalista alleato con l'ala di Dewey, era stato candidato da un gruppo minoritario di Repubblicani capeggiati da Henry Cabot Lodge Jr. affinché sfidasse Taft sulle questioni più scottanti inerenti alla politica estera, in quanto sulle questioni interne i due candidati non si trovavano poi così molto distanti. Eisenhower, il comandante della Supreme Headquarters Allied Expeditionary Force, prevalse su Taft nel 1952 proprio sulle questioni di politica estera.
Dopo il 1945 gli isolazionisti dell'ala conservatrice si opposero all'ONU, ma erano restii a combattere l'espansione comunista nel mondo. Temevano che entrare in una logica di guerra avrebbe aumentato il controllo del governo federale sui privati cittadini.
La vittoria di Eisenhower alle elezioni presidenziali del 1952 ruppe il monopolio democratico ventennale sulla Casa Bianca. Il neoeletto presidente non cercò di disfare la trama del New Deal e anzi ampliò il sistema di sicurezza sociale oltre a costruire il sistema autostradale statunitense.

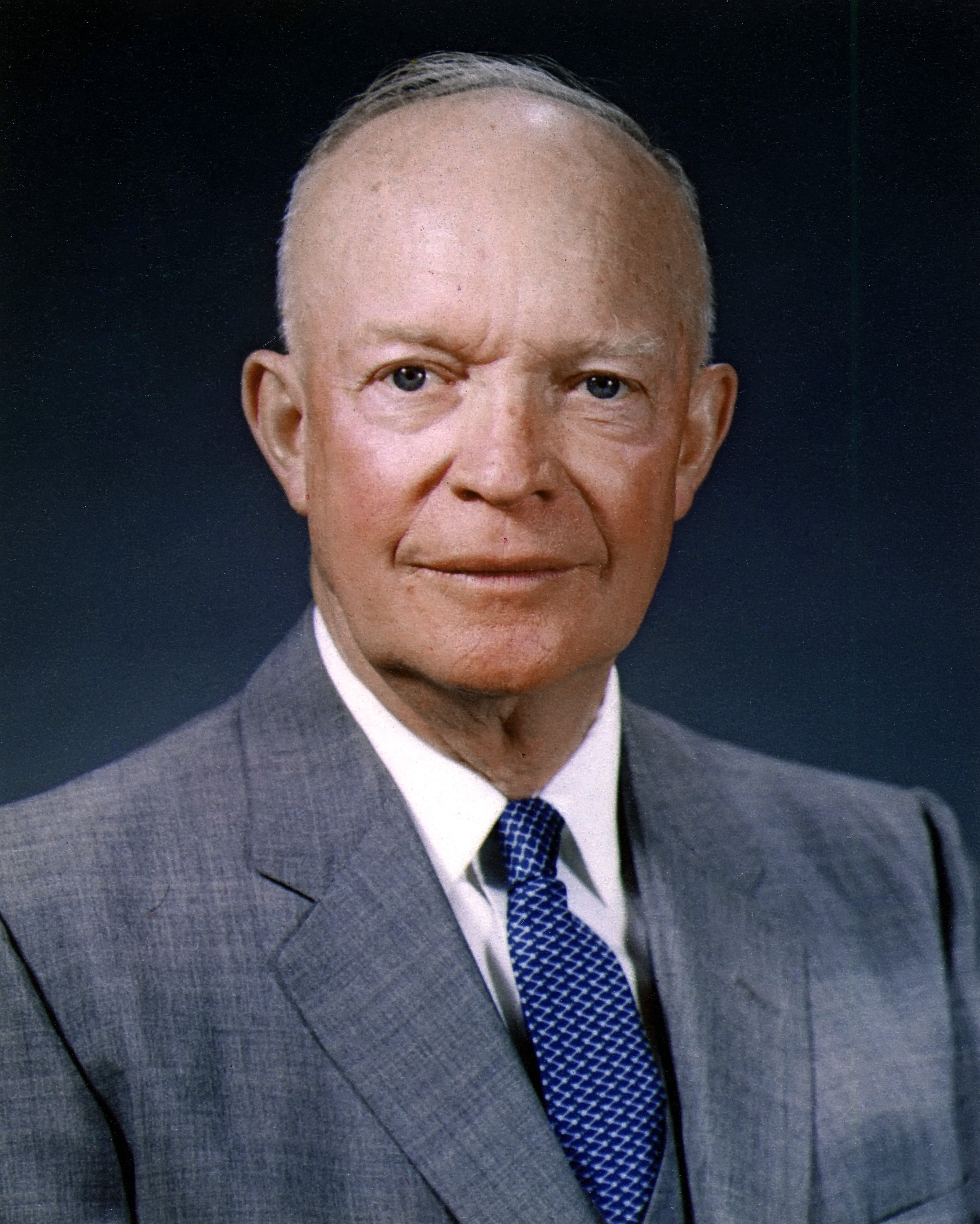
Dwight D. Eisenhower, presidente dal 1953 al 1961

#### Cittadini per Eisenhower
Per aggirare l'apparato locale del partito, controllato in gran parte dai seguaci di Taft, le forze di Eisenhower crearono una nuova rete nazionale di club di base, i Cittadini per Eisenhower. Indipendenti e Democratici erano i benvenuti, e i gruppi si specializzarono nelle relazioni di quartiere e nelle piccole riunioni, sperando in tal modo di rivitalizzare il partito, espandendo i ranghi degli attivisti e sostenendo politiche moderate e internazionaliste. Furono legati esclusivamente ad Eisenhower, ma questi vi prestò poca attenzione dopo aver vinto e non riuscì a mantenere vivo il grande slancio iniziale. I Repubblicani conservatori ne risultarono avvantaggiati, tanto che portarono alla nomina di Barry Goldwater nel 1964. Gli attivisti di più lungo corso vedevano i nuovi arrivati con sospetto e ostilità, tanto più che spesso l'attivismo a sostegno di Eisenhower non si traduceva in sostegno al partito.
Una volta in carica Eisenhower non dimostrò di essere un vero capo di partito e il vicepresidente Richard Nixon assunse così sempre più un ruolo politico di primo piano. Lo storico David Reinhard ha sostenuto che il presidente non aveva un forte impegno politico duraturo, si rifiutò di intervenire nelle faccende politiche degli Stati federati, non comprese gli usi possibili delle nomine federali e infine sovrastimò i suoi poteri di persuasione e conciliazione. Il tentativo svolto nel 1956 per convertire il partito a un moderno repubblicanesimo si rivelò il suo maggiore fiasco: si trattò difatti di una vaga proposta, supportata da poco personale e poco finanziamento che causò turbolenze nelle sedi locali in tutto il Paese.
I Repubblicani avevano la maggioranza in entrambe le Camere nel 1952, ma due anni dopo le persero entrambe, non recuperando più il Senato fino al 1980 e la Camera fino al 1994. Secondo Reinhard il problema fu che agli elettori piaceva Eisenhower, ma molto meno il suo partito.

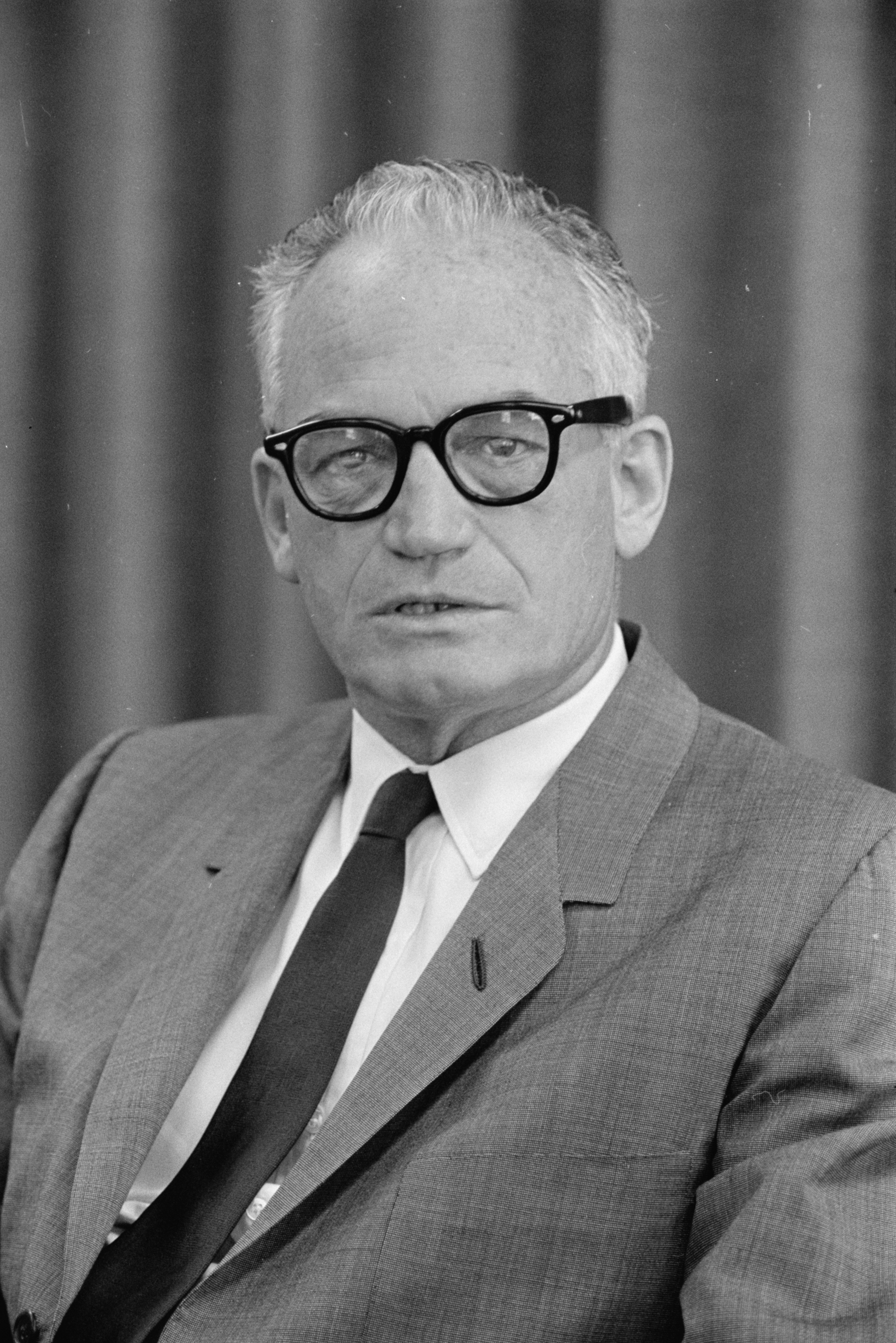
Barry Goldwater, candidato ultraconservatore alle elezioni presidenziali del 1964

#### Nixon, Goldwater e la Strategia del Sud
Eisenhower rappresentò un'eccezione rispetto alla maggior parte dei presidenti, in quanto solitamente lasciò al vicepresidente Nixon la gestione diretta del partito. Nixon fu successivamente sconfitto alle elezioni presidenziali del 1960, indebolendo l'ala moderata Repubblicana.

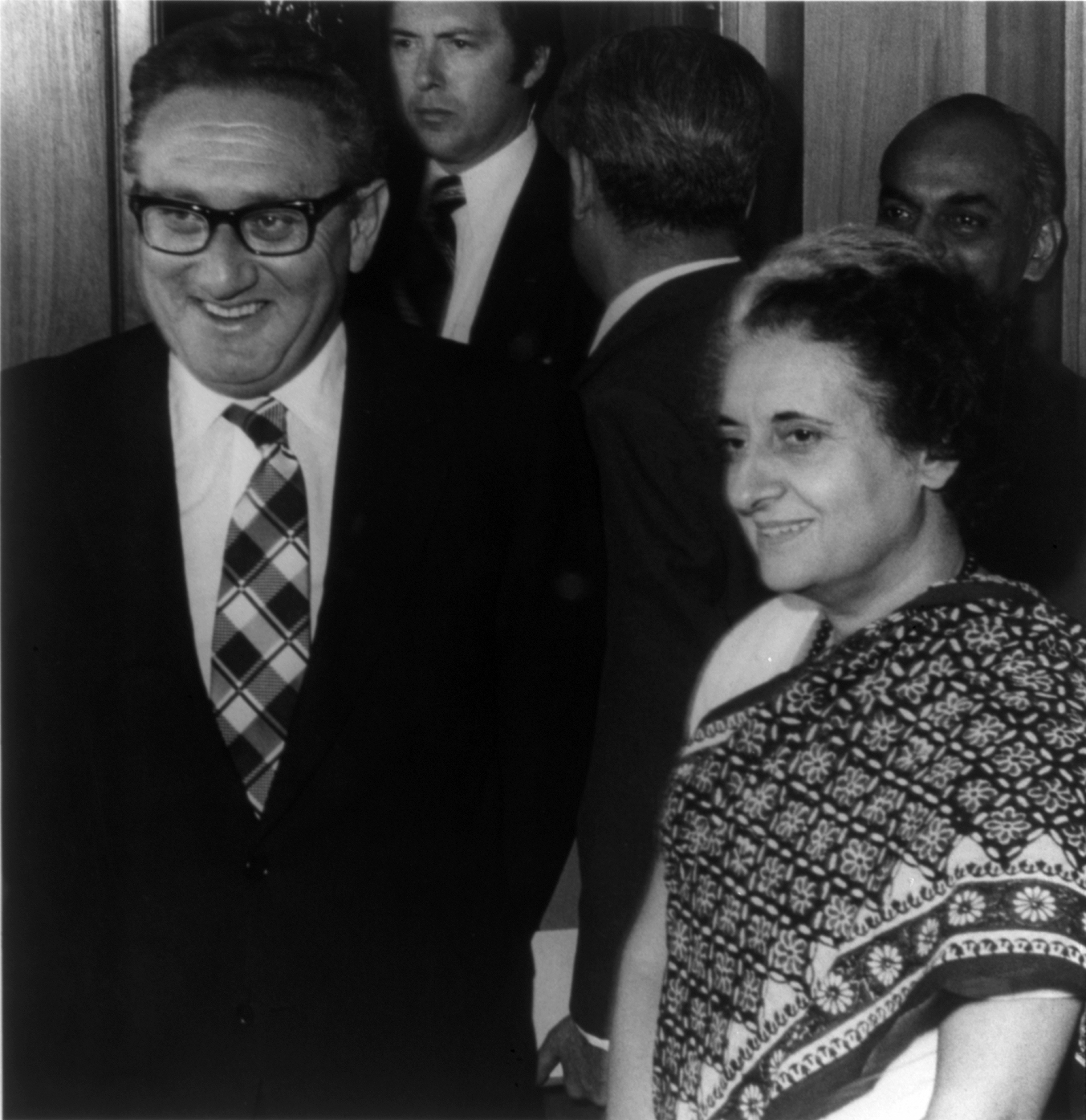
Henry Kissinger, Segretario di Stato degli Stati Uniti d'America dal 1973 al 1977 (qui con Indira Gandhi)

Nel 1964 i conservatori ebbero il loro grande ritorno con Goldwater, che riuscì a sconfiggere i candidati rivali moderati e liberali come Nelson Rockefeller e Henry Cabot Lodge Jr.. Goldwater impostò la sua campagna sulla ferma opposizione al New Deal e all'ONU, mentre respinse l'isolazionismo e il contenimento internazionale, chiedendo invece al loro posto un'aggressiva politica estera incentrata sull'anticomunismo. Alle elezioni presidenziali del 1964 Goldwater fu sconfitto da Lyndon B. Johnson, pur riuscendo a vincere cinque Stati del profondo Sud, il più grande successo di un candidato presidenziale repubblicano negli Stati Uniti meridionali dal 1872, vittoria garantita dal cambio di politica negli Stati del Sud, conosciuto anche come Strategia del Sud o Southern Strategy. Goldwater interpretò la sua grande sconfitta dandone la colpa all'assassinio di John Fitzgerald Kennedy avvenuto alla fine del 1963, e alla buona campagna elettorale di Johnson.

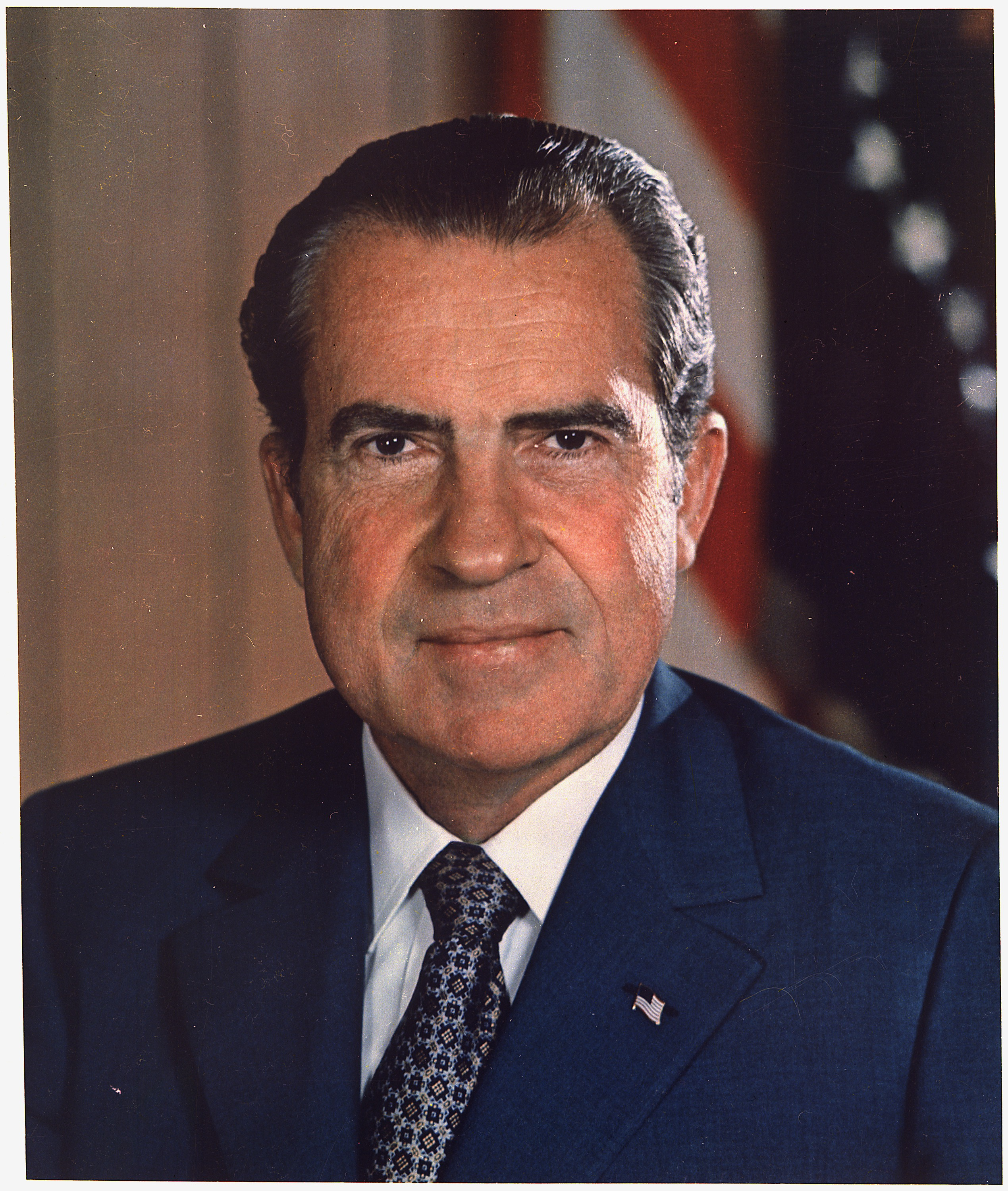
Richard Nixon, presidente dal 1969 al 1974

La coalizione New Deal crollò definitivamente a metà degli anni 1960 quando si trovò di fronte le rivolte urbane, il rigetto di massa nei confronti della guerra del Vietnam, l'opposizione di molti Democratici sudisti alla desegregazione, al movimento per i diritti civili degli afroamericani, non illudendosi che il New Deal sarebbe stato resuscitato dalla grande società di Johnson.
Alle elezioni presidenziali del 1968 Nixon riuscì a prevalere sia su Hubert Humphrey sia su George Wallace. La sinistra conquistò il Partito Democratico e questo facilitò la riconferma di Nixon alle elezioni presidenziali del 1972, vincendo il quarantanove Stati. In politica estera l'amministrazione Nixon prima e l'amministrazione Ford poi fu molto aiutata e influenzata dalla forte direzione assunta dal Segretario di Stato Henry Kissinger, il quale ottenne il Premio Nobel per la pace nel 1973.
Il coinvolgimento di Nixon nello scandalo del Watergate lo condusse alle dimissioni nel 1974, per evitare la probabile messa in stato di accusa («impeachment») e il movimento a lungo termine favorevole ai Repubblicani fu così interrotto, portando a una rassegnazione diffusa. Avendogli succeduto dopo le dimissioni, Gerald Ford gli concesse l'amnistia, dando ai Democratici un'arma potente che utilizzarono per imporsi alle elezioni di medio termine del 1974.

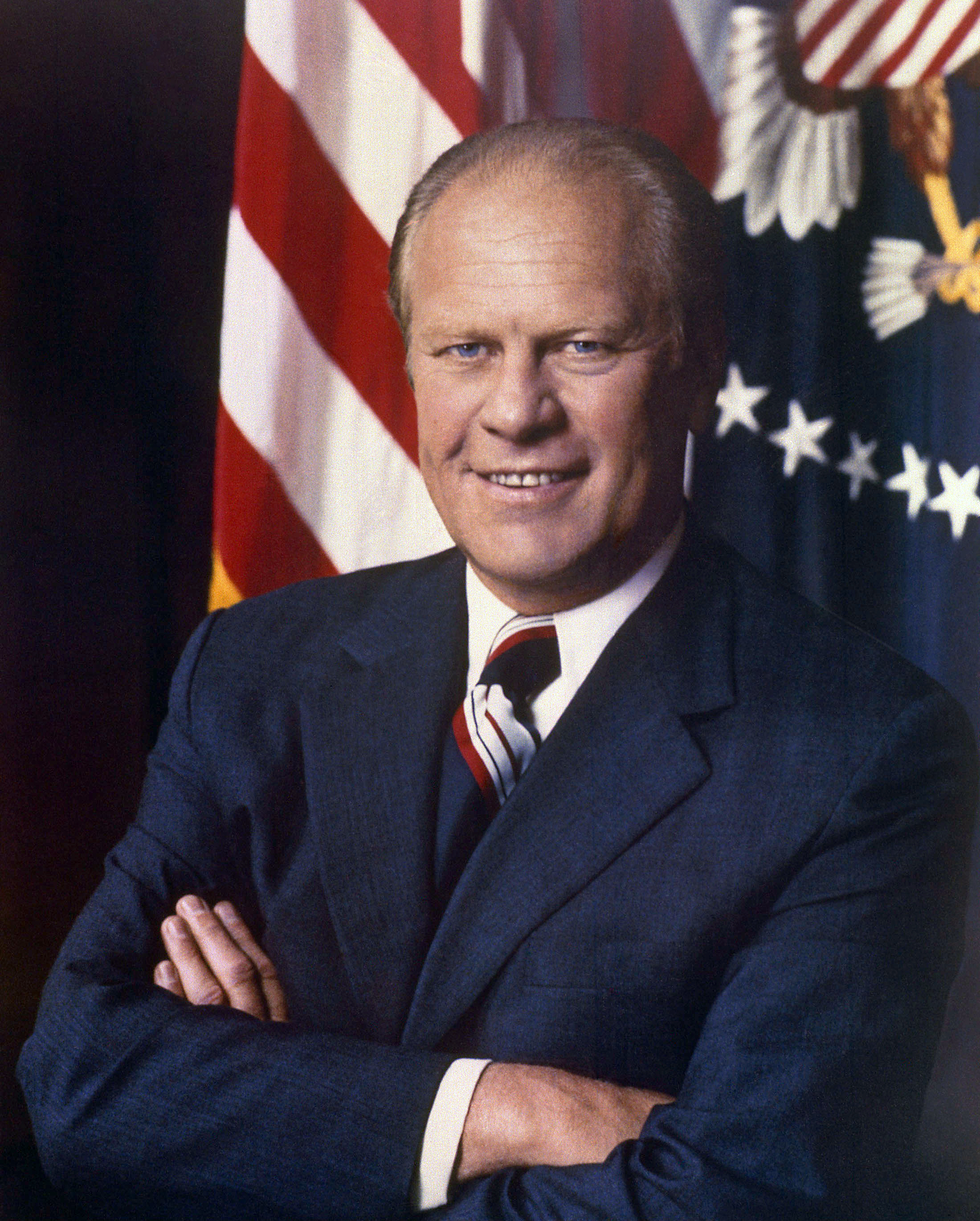
Gerald Ford, presidente dal 1974 al 1977

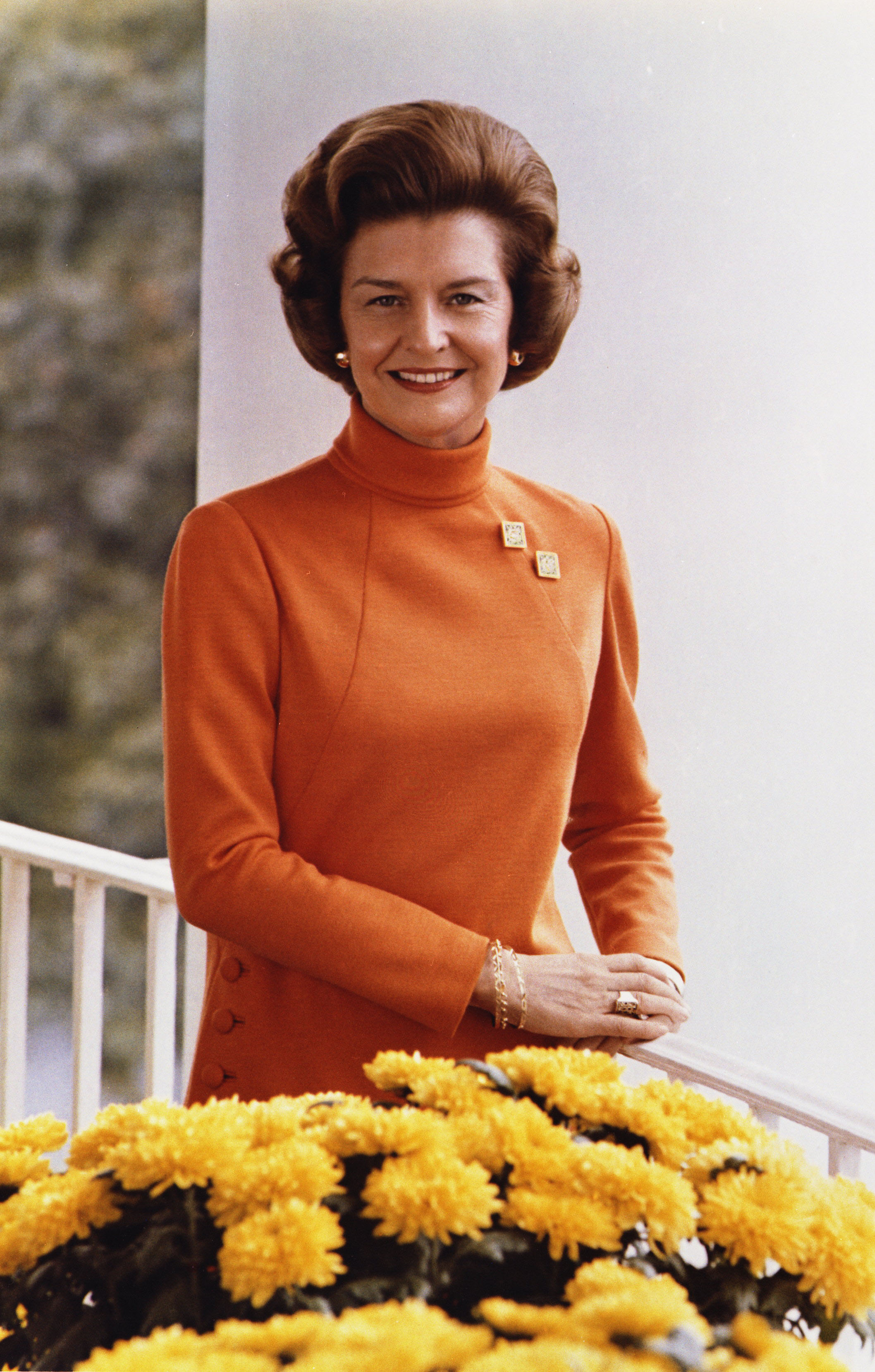
Betty Ford, moglie del presidente Ford negli anni settanta

Ford non riuscì mai a recuperare completamente la credibilità e nel 1976 solo dopo molte difficoltà gli fu concessa la candidatura in alternativa a Ronald Reagan. Della sua breve presidenza spiccò la personalità della consorte Betty Ford, per le sue numerose prese di posizione progressiste sulle questioni sociali e per la sua campagna di sensibilizzazione sul cancro alla mammella in seguito alla mastectomia a cui fu costretta a sottoporsi.
Nonostante la natura aperta ed esplicita della consorte di Ford e la fine della guerra del Vietnam i Democratici riuscirono ad accumulare notevoli maggioranze nel Congresso. La cupa fama assunta dal Watergate e le difficoltà economiche della nazione contribuirono alla vittoria a sorpresa di Jimmy Carter alle elezioni presidenziali del 1976.
Le elezioni presidenziali del 1980 videro il trionfo di Reagan, una vittoria massiccia del tutto imprevista dalla maggior parte dei commentatori e sondaggisti politici. Proponendo il programma di «pace attraverso la forza» per combattere la minaccia comunista e di massicci tagli fiscali per rivitalizzare l'economia, la forte personalità di Reagan si dimostrò troppo superiore alle capacità di Carter. Queste elezioni diedero ai Repubblicani anche il controllo del Senato per la prima volta dopo decenni.
Soprannominata rivoluzione reaganiana, la presidenza di Ronald Reagan modificò fondamentalmente l'approccio a diverse questioni aperte da lungo tempo, innanzitutto quelle riguardanti la minaccia sovietica e il rilancio dell'economia. La sua elezione vide l'ala più intransigente del partito guadagnare stabilmente il controllo e al di là dei rimproveri mossagli dagli oppositori liberali i sostenitori affermarono che i suoi programmi fornirono la possibilità di una crescita economica senza precedenti e spinsero nella direzione di una dissoluzione dell'Unione Sovietica.
I detrattori delle politiche di Reagan notano che anche se promise di ridurre simultaneamente le tasse, aumentare enormemente le spese per la difesa e cercare di far equilibrare il bilancio, nel momento in cui lasciò l'ufficio il debito pubblico nazionale si era triplicato nel corso degli otto anni del suo mandato.
Nel 2009 il direttore del bilancio di Reagan osservò che «l'esplosione del debito non è derivata da grandi spese da parte dei Democratici, ma dall'abbraccio del Partito Repubblicano circa tre decenni fa della insidiosa dottrina che i disavanzi non hanno importanza se derivano da tagli fiscali». Reagan ispirò i conservatori verso ulteriori vittorie elettorali, venendo riconfermato con una maggioranza spropositata alle elezioni presidenziali del 1984 contro Walter Mondale, ma dovette subire la perdita del Senato nel 1986.

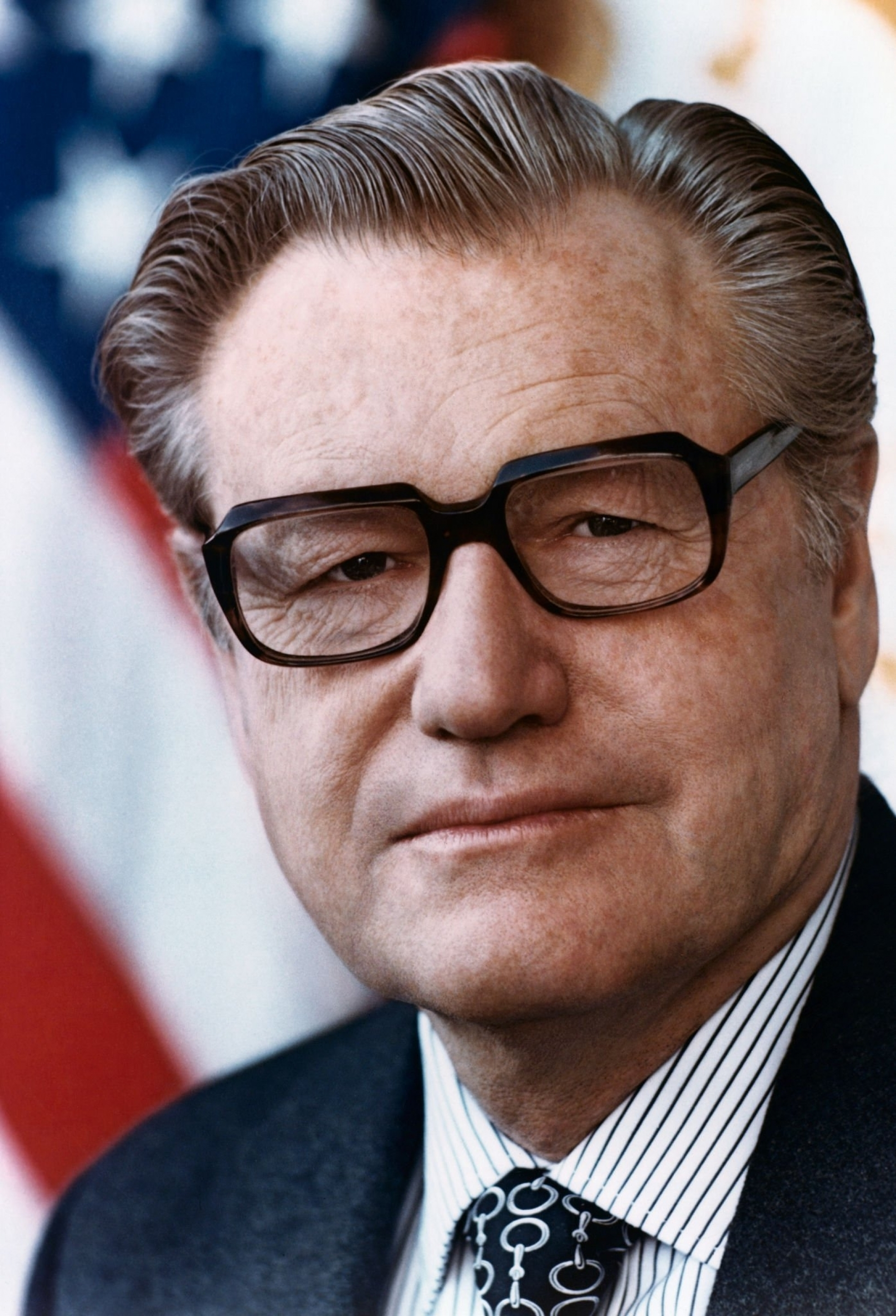
Nelson Rockefeller, futuro vicepresidente degli Stati Uniti dal 1974 al 1977, fu uno dei più noti Repubblicani liberali

| Forze partitiche nel 1977                     | Forze partitiche nel 1977 | Forze partitiche nel 1977 | Forze partitiche nel 1977 |
| Partito                                       | Repubblicano              | Democratico               | Indipendenti              |
| --------------------------------------------- | ------------------------- | ------------------------- | ------------------------- |
| Predominanza popolare (Gallup)                | 22%                       | 47%                       | 31%                       |
| Congresso                                     | 181                       | 354                       |                           |
| Camera                                        | 143                       | 292                       |                           |
| Senato                                        | 38                        | 62                        |                           |
| % Voto popolare alla Camera per regione       | 42%                       | 56%                       | 2%                        |
| Stati Uniti d'America orientali               | 41%                       | 57%                       | 2%                        |
| Stati Uniti meridionali                       | 37%                       | 62%                       | 2%                        |
| Stati Uniti d'America medio-occidentali       | 47%                       | 52%                       | 1%                        |
| Stati Uniti d'America occidentali             | 43%                       | 55%                       | 2%                        |
| Governatori                                   | 12                        | 37                        | 1                         |
| Legislatori statali                           | 2.370                     | 5.128                     | 55                        |
| Legislatori statali                           | 31%                       | 68%                       | 1%                        |
| Controllo sui parlamenti statali              | 18                        | 80                        | 1                         |
| Stati Uniti d'America orientali               | 5                         | 13                        | 0                         |
| Stati Uniti meridionali                       | 0                         | 32                        | 0                         |
| Stati Uniti d'America medio-occidentali       | 5                         | 17                        | 1                         |
| Stati Uniti d'America occidentali             | 8                         | 18                        | 0                         |
| Controllo statale di parlamento e governatore | 1                         | 29                        | 0                         |

### Moderati dal 1960 al 1980
Il termine Repubblicano Rockefeller fu utilizzato dal 1960 al 1980 per designare la corrente politica del partito con opinioni moderate del tutto simili a quelle di Nelson Rockefeller, governatore di New York dal 1959 al 1974 e vicepresidente tra il 1974 e il 1977. Prima di lui anche Thomas E. Dewey, governatore newyorkese dal 1942 al 1954 nonché candidato presidenziale alle elezioni presidenziali del 1944 e poi ancora alle elezioni presidenziali del 1948 fu riconosciuto come tale.
Dwight D. Eisenhower e il suo collaboratore Henry Cabot Lodge Jr. riflessero molte delle loro opinioni. Uno dei più importanti politici moderati negli anni 1950 fu Prescott Bush, rispettivamente padre e nonno dei futuri presidenti George H. W. Bush e George W. Bush. Dopo che Rockefeller abbandonò la scena nazionale alla fine del 1976 questa fazione del partito fu sempre più spesso chiamata Repubblicani moderati in contrasto con i conservatori che finirono per raccogliersi attorno a Ronald Reagan.
Storicamente i Repubblicani Rockerfeller erano moderati o liberali sulle politiche nazionali e sociali; favorivano i programmi del New Deal, tra cui la regolamentazione e uno Stato sociale; erano sostenitori molto forti dei diritti civili e sono stati ampiamente supportati dai grandi imprenditori e finanzieri di Wall Street; nella politica fiscale favorivano l'equilibrio di bilancio e livelli di tassazione relativamente alti per mantenerlo; e cercarono la crescita economica a lungo termine attraverso le nuove attività e non con i tagli fiscali.
Nelle politiche dei singoli Stati sostennero i collegi universitari e le università statali, tasse di iscrizione basse e grandi spese per la ricerca. Favorivano i miglioramenti infrastrutturali come i progetti autostradali mentre in campo estero si rivelarono essere fautori dell'internazionalismo e dell'anticomunismo. Sentivano che il modo migliore per contrastare i comunisti stava nello sponsorizzare la crescita economica attraverso gli aiuti ai Paesi stranieri, mantenendo una cospicua presenza militare e stretti legami con la NATO.
Geograficamente le loro basi di appoggio migliori si trovavano negli Stati nord-orientali, dal Maine alla Pennsylvania, dove trovavano il sostegno delle grandi aziende e delle banche e avevano buoni rapporti di collaborazione con il sindacato. Furono molto forti avendo politici nazionali ad alta visibilità, ma una carenza di sostenitori a livello di base e soprattutto gli mancavano i numeri, l'entusiasmo e l'eccitazione che i conservatori potevano invece mobilitare: i moderati accusarono sempre gli avversari di essere guidati da fanatici.
Doug Bailey, un collaboratore di vecchia data del personale di Rockefeller, ricordò che avendo ampie possibilità finanziarie credeva anche di essere in grado di acquistare le persone necessarie per fargli svolgere la loro parte politica. Bailey scoprì che la squadra di Rockefeller non capì mai che le organizzazioni maggiormente efficaci sono quella potenziate dal basso verso l'alto e non viceversa.
Barry Goldwater si batte strenuamente contro i Repubblicani Rockefeller, arrivando a batterli seppur di stretta misura alle primarie californiane del 1964, dando così al senatore dell'Arizona tutti i delegati della California e una maggioranza alla convenzione nazionale per la nomina del candidato presidenziale. I risultati finali si rivelarono un disastro per i conservatori alle elezioni presidenziali del 1964, ma in quel periodo gli attivisti di Goldwater potevano controllare grossi settori del partito e non avevano alcuna intenzione di ritirarsi.
La scena fu impostata per l'acquisizione conservatrice con le sedi maggiori al Sud e all'Ovest in opposizione al Nordest e Ronald Reagan continuò su questo stesso tema. George H. W. Bush era più strettamente associato ai moderati, ma suo figlio George W. Bush è stato invece un forte alleato dei più conservatori.

### Riallineamento: il Sud diventa Repubblicano
Prima dell'era della ricostruzione e per un secolo dopo di essa il Sud dei bianchi americani si identificò sempre con il Partito Democratico. Il predominio Democratico nel profondo Sud fu talmente forte che l'intera regione venne chiamata il solido Sud, anche se i Repubblicani controllarono alcune zone nei monti Appalachi e talvolta entrarono in competizione per assumere uffici statali negli Stati confinanti.
Prima del 1948 i Democratici sudisti videro i loro partito come l'unico grande difensore dello stile di vita meridionale, che includeva il rispetto per le prese di posizione locali in materia di diritto e un apprezzamento per i loro valori tradizionali. Essi avvertirono ripetutamente contro i disegni aggressivi dei liberali, dei Repubblicani nordisti e degli attivisti del movimento per i diritti civili degli afroamericani, non mancando di denunciarli come agitatori esterni: si verificò quindi una grande barriera sul poter diventare Repubblicani.
Tuttavia a partire dal 1948 i Democratici riuscirono ad alienarsi i meridionali bianchi in due modi principali: la convenzione nazionale di quell'anno adottò una piattaforma per i diritti civili, portando a uno sciopero selvaggio dei sudisti e due settimane dopo Harry Truman firmò l'Ordine esecutivo 9981 che metteva in atto l'integrazione razziale all'interno dell'forze armate statunitensi. Al Sud pertanto si formò un nuovo partito regionale con a capo Strom Thurmond, un Democratico favorevole al mantenimento della segregazione razziale, ma l'esterno del partito non lo seguì, tanto che i cosiddetti Dixiecrat rientrarono presto nei ranghi.

#### Dal 1964 al 1972
Ancora nel 1964 il blocco Democratico sudista rimase fortemente ancorato al suolo, ma iniziarono a manifestarsi le prime defezioni. Una causa a lungo termine fu che la regione stava diventando sempre più simile al resto della nazione e non poteva più supportarsi in termini di segregazione razziale. La modernizzazione portò le fabbriche, le imprese e quindi anche l'espansione delle città con relativa ricchezza, nonché il ritorno di milioni di ex migranti provenienti dal Nord in quanto sempre più persone concludevano l'istruzione secondaria e l'istruzione superiore.
Nel frattempo la base economico-agricola fondata sul cotone e sul tabacco del Sud tradizionale cominciò a svanire quando gli ex piantatori si cominciarono sempre più a trasferirsi nelle maggiori città commutandosi in classe operaia. La segregazione, che richiede sistemazioni separate per la ristorazione e l'alloggio dei dipendenti, avrebbe costituito un grave ostacolo allo sviluppo delle imprese. La causa più immediatamente visibile della transizione politica coinvolse i diritti civili: il movimento per i diritti civili degli afroamericani innescò enormi controversie nel Sud bianco, con molti che lo attaccarono come una palese violazione dei diritti di autonomia degli Stati federati.
Quando alla fine la segregazione venne dichiarata illegale dagli ordini giudiziari e dalle leggi (il Civil Rights Act del 1964 e il Voting Rights Act dell'anno successivo) un elemento decisivo Democratico resistette all'integrazione: il governatore dell'Arkansas Orval Faubus, il governatore della Georgia Lester Maddox, il governatore del Mississippi Ross Barnett e soprattutto il governatore dell'Alabama George Wallace. Questi politici intrisi di populismo fecero appello a un elettorato meno istruito e che per ragioni prettamente economiche favorì i Democratici sostenendo la segregazione.
Dopo la promulgazione della legge del 1964 la maggior parte dei sudisti accettò l'integrazione delle istituzioni (a eccezione delle scuole pubbliche), ma con la rimozione della vecchia barriera che non poteva far diventare Repubblicani i meridionali si unirono al nuovo ceto medio e ai trapiantati al Nord per spostarsi verso i Repubblicani. L'integrazione liberò in tal maniera la politica meridionale dalle antiche questioni razziali.
Nel 1963 i tribunali federali dichiararono incostituzionale la pratica di escludere gli elettori afroamericani dalle primarie Democratiche (le cosiddette primarie bianche), che erano le uniche elezioni che avevano importanza in gran parte del Sud. Nel frattempo gl elettori neri appena inclusi sostennero i candidati Democratici al livello dell'85-90%, un cambiamento di prospettiva che convinse molti segregazionisti bianchi del fatto che i Repubblicani non erano più il partito dei neri.

#### Strategia meridionale
Alcuni critici, in particolare Dan Carter, sostennero che la rapida crescita dalla forza Repubblicana al Sud proveniva da un messaggio codificato segretamente dai sostenitori di Wallace e dai segregazionisti che voleva i Repubblicani essere un partito intimamente razzista che cercava soltanto i voti degli afroamericani. Gli studiosi di scienze politiche e gli storici sottolineano il fatto che il calendario e l'agenda intrapresa non si adatta al modello delle strategia meridionale. Richard Nixon conquistò quarantanove Stati federati alle elezioni presidenziali del 1972, per cui operava entro i termini di una strategia nazionale piuttosto che regionale, seppur il partito abbia continuato a rimanere piuttosto debole a livello locale e statale in tutto il Sud per decenni.
L'autore Matthew Lassiter sostenne che l'appello i Nixon non riguardò i segregazionisti affilati a Wallace, ma piuttosto alla classe media in rapida espansione. Molti avevano precedenti settentrionali e volevano una rapida crescita economica e vedevano pertanto la necessità di allentare la politica federale: la strategia meridionale si rivelò quindi un fallimento per i Repubblicani e secondo Lassiter la base meridionale del partito «dipendeva sempre più dall'economia aziendale della classe media e dalla politica cittadina dei maggiori centri urbani di una rottura della segregazione razziale». Il riallineamento del Sud venne principalmente dal carattere suburbano delle nuove metropoli come Atlanta e Charlotte e non dall'esportazione della politica razziale tra la classe lavoratrice della fascia nera.
La transizione del Sud in direzione di un predominio Repubblicano si espresse in un periodo pluridecennale e manifestò un incremento di penetrazione verso il basso dal livello nazionale a quello locale. In un primo tempo gli Stati Uniti meridionali iniziarono a votare per i Repubblicani nelle elezioni presidenziali, ma i Democratici ribadirono che candidando meridionali si sarebbe potuto riuscire a portare alcuni Stati sudisti dalla propria parte, come effettivamente accadde con Jimmy Carter alle elezioni presidenziali del 1976 e con Bill Clinton alle elezioni presidenziali del 1992 prima e alle elezioni presidenziali del 1996 poi. Tuttavia questa strategia risultò fallimentare con Al Gore alle elezioni presidenziali del 2000, quando gli Stati federati cominciarono a scegliere i senatori Repubblicani per riempire i posti lasciati liberi prodotti dai pensionamenti, dopo di che anche i governatori e le legislature statali iniziarono a cambiare partito. La Georgia fu l'ultimo Stato a cadere, con Sonny Perdue che divenne governatore della Georgia nel 2002. I Repubblicani favorirono il processo con la ridistribuzione che protesse il voto afroamericano e ispanico, come del resto fu richiesto dalle leggi sui diritti civili, ma dividendo i restanti bianchi Democratici che i Repubblicani per lo più hanno assimilato.
Nel 2006 la Corte suprema approvò quasi interamente la modifica delle circoscrizioni elettorali per trarne un vantaggio nelle elezioni successive (gerrymandering) progettata da Tom DeLay e che trasformò la delegazione congressuale Repubblicana del Texas nel 2004. Lo stesso DeLay venne assolto in appello nel 2013 dall'accusa di aver finanziato illegalmente i Repubblicani texani. Oltre alla sua cospicua base storica di bianchi americani appartenenti al ceto medio i Repubblicani attrassero forti maggioranze dall'evangelicalismo cristiano, oltre che le sacche meridionali cattoliche della Louisiana del Sud che erano riuscite a mantenersi indipendenti fino al 1980. Il sostegno dato dai Democratici alle posizioni di liberalismo sociale, come ad esempio l'aborto, portò molti ex Democratici in seno a un Partito Repubblicano che abbracciava le opinioni più conservatrici su questi temi. Al contrario i Repubblicani liberali del Nordest cominciarono sempre più ad aderire al Partito Democratico.
Nel 1969 nel suo The Emerging Republican Majority il commentatore politico Kevin Phillips sosteneva che il sostegno dei bianchi del Sud e la sua crescita, tra gli altri fattori, stava portando avanti un allineamento elettorale Repubblicano duraturo. Il Sud è ancora generalmente solido nelle elezioni statali e in gran parte anche nelle competizioni presidenziali, ma decisamente a favore dei Repubblicani. Nei sondaggi all'uscita del seggio elettorale delle elezioni presidenziali del 2004 mostrarono che George W. Bush condusse su John Kerry con il 70& contro il 30% tra i bianchi, che costituivano il 71% del totale degli elettori. Kerry ricevette voti del 90% contro il 9% tra il 18% degli elettori afroamericani. Almeno un terzo dei sudisti dichiarò di essere un evangelico bianco, votando per Bush nell'80% dei casi. Alle elezioni presidenziali del 2008 Barack Obama riuscì a conquistare la Florida, la Carolina del Nord e la Virginia, ma già nel 2010 i Repubblicani avevano recuperato tutte le perdite. A partire dall'amministrazione Reagan alle elezioni presidenziali statunitensi il Sud favorì sempre i Repubblicani, seppur ottenendo la maggioranza del voto popolare solamente nel 2004.
Gli autori di scienze politiche Nicholas A. Valentino e David O. Sears sostengono che la scelta convenzionale in materia di preferenza partitica si concentra maggiormente sulla dimensione governativa, sulla sicurezza nazionale e sulle questioni morali, mentre i disaccordi inerenti alle questioni razziali svolgono un ruolo oramai del tutto marginale.

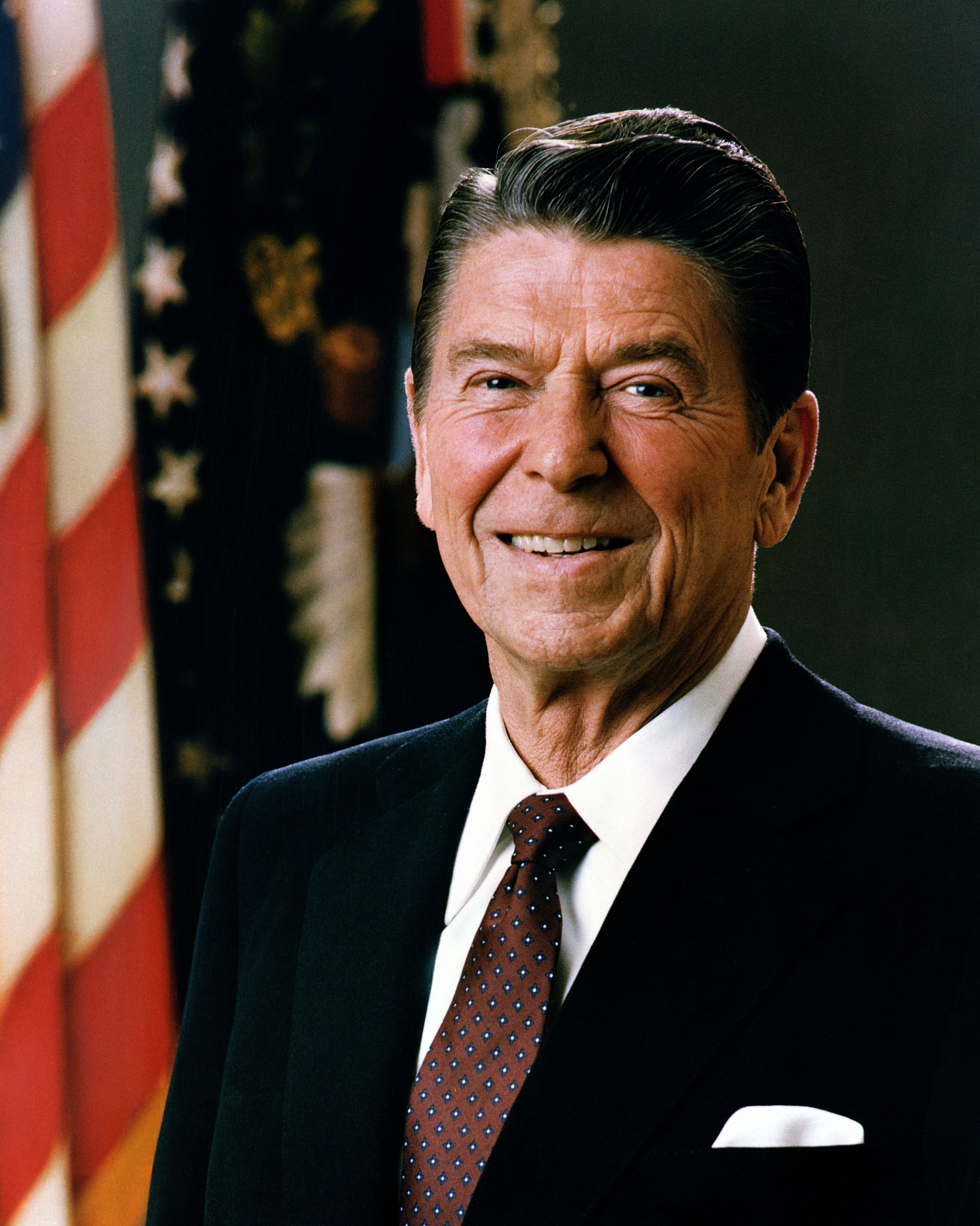
Ronald Reagan, presidente dal 1981 al 1989, ha lanciato la cosiddetta rivoluzione reaganiana, che ha fornito una potente influenza conservatrice che continua tuttora all'interno del partito

## Dal 1980 al 2008

### La rivoluzione di Reagan
Ronald Reagan produsse un vasto consenso attorno alla sua figura ed ebbe un successo a valanga sia alle elezioni presidenziali del 1980 sia alle elezioni presidenziali del 1984. Nel 1980 la coalizione reaganiana fu resa possibile grazie alle perdite Democratiche tra la maggior parte dei gruppi socio-economici. Nel 1984 raccolse quasi il 60% del voto popolare e condusse in ogni Stato a accezione di Washington e di quello di origine del proprio rivale Democratico Walter Mondale, il Minnesota. Creò un totale di 525 voti elettorali su 538 disponibili e anche nel Minnesota Mondale vinse con sole 3.761 preferenze in più.
I commentatori politici nel tentativo di spiegare come avesse potuto conquistare un tale margine coniarono il termine Reagan Democrat per descrivere l'elettore solitamente Democratico che però votò per Reagan (così come successivamente per George H. W. Bush), producendo così le loro vittorie. Essi erano per lo più bianchi americani e operai attratti dal conservatorismo sociale reaganiano su questioni come l'aborto e la politica estera.

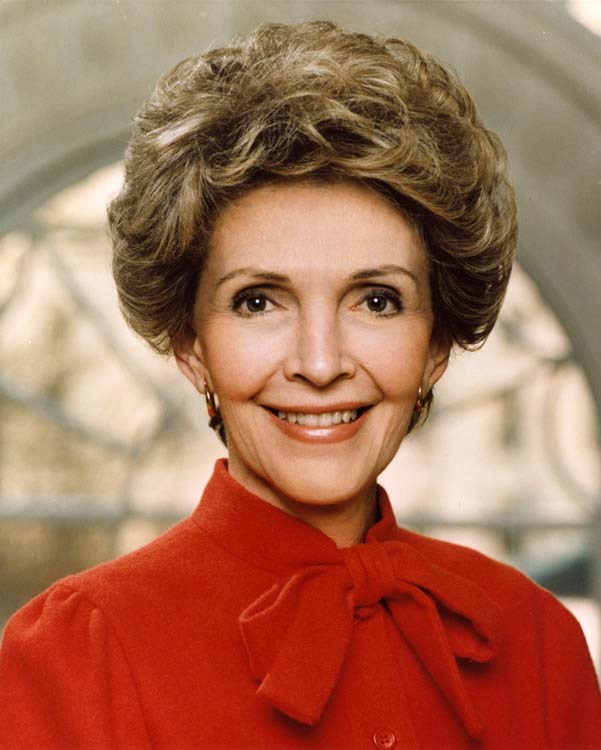
Nancy Reagan, moglie del presidente Reagan negli anni ottanta

Stan Greenberg, opinionista di sondaggi d'opinione, concluse che i Democratici di Reagan non viederò più i Democratici come campioni delle loro aspirazioni di ceto medio, ma altresì invece come partito che lavorava principalmente a beneficio di altri, specialmente afroamericani e social-liberali. Reagan riorientò la politica statunitense rivendicando nel 1984 il credito con l'intento di favorire un rinnovamento economico. «It's morning in America again!» («È nuovamente buongiorno in America») era lo slogan della campagna elettorale.
Le imposte sul reddito furono ridotte del 25% e le aliquote massime abolite. Le frustrazioni derivanti dalla stagnazione furono in gran parte risolte con le nuove politiche monetarie fatte adottare dal presidente della Federal Reserve Paul Volcker, con l'effetto che l'inflazione e la recessione economica ebbero presa sul paese. Ripresentandosi in modo bipartitico le crisi finanziarie alla sicurezza sociale furono così risolte per i seguenti venticinque anni.
Negli affari esteri non vi fu un evidente accordo, in quanto la maggior parte dei Democratici si oppose agli sforzi compiuti da Reagan per supportare la guerriglia dei Contras contro il Fronte Sandinista di Liberazione Nazionale del Nicaragua e i governi dittatoriali di Guatemala, Honduras e El Salvador contrari ai movimenti comunisti. Assunse inoltre una linea dura nei confronti dell'Unione Sovietica, allarmando i Democratici che invece volevano quantomeno un congelamento nucleare, riuscendo nonostante ciò a incrementare il bilancio militare e a lanciare l'Iniziativa strategica di difesa (denominata Star Wars dai suoi avversari) alla quale i sovietici non furono in grado di controbattere.

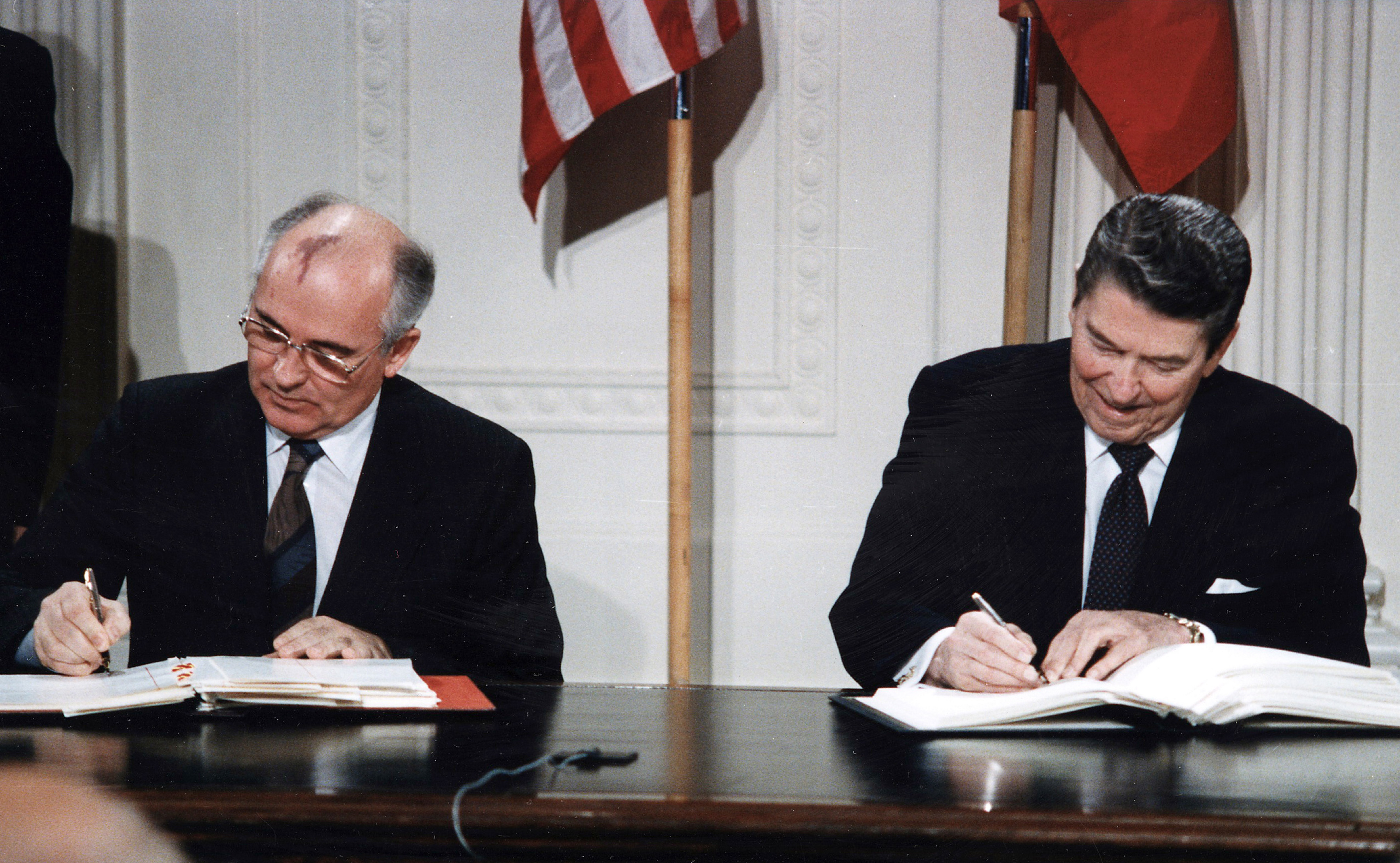
Michail Gorbačëv e Reagan mentre appongono le proprie firme al trattato INF l'8 dicembre del 1987

Quando Michail Gorbačëv assunse il potere nel 1985 molti Repubblicani conservatori rimasero dubbiosi sulla crescente amicizia tra lui e Reagan. Gorbačëv, che voleva cercare di salvare il comunismo russo, finì con l'avviare la fine della guerra fredda interrompendo la costosa competizione militare con gli Stati Uniti e assistendo poi alle rivoluzioni del 1989 che nel 1991 portarono alla dissoluzione dell'Unione Sovietica.
L'analista Haynes Johnson, uno dei suoi critici più duri, dovette ammettere che «il suo più grande servizio è stato quello di ripristinare il rispetto degli statunitensi per se stessi e il proprio governo dopo i traumi della guerra del Vietnam e del Watergate, la frustrazione della crisi degli ostaggi in Iran e una successione di presidenze apparentemente fallimentari».
Nei primi anni 1980 esplose la piaga dell'AIDS, largamente sottovalutata quando non del tutto ignorata dal presidente Regan.

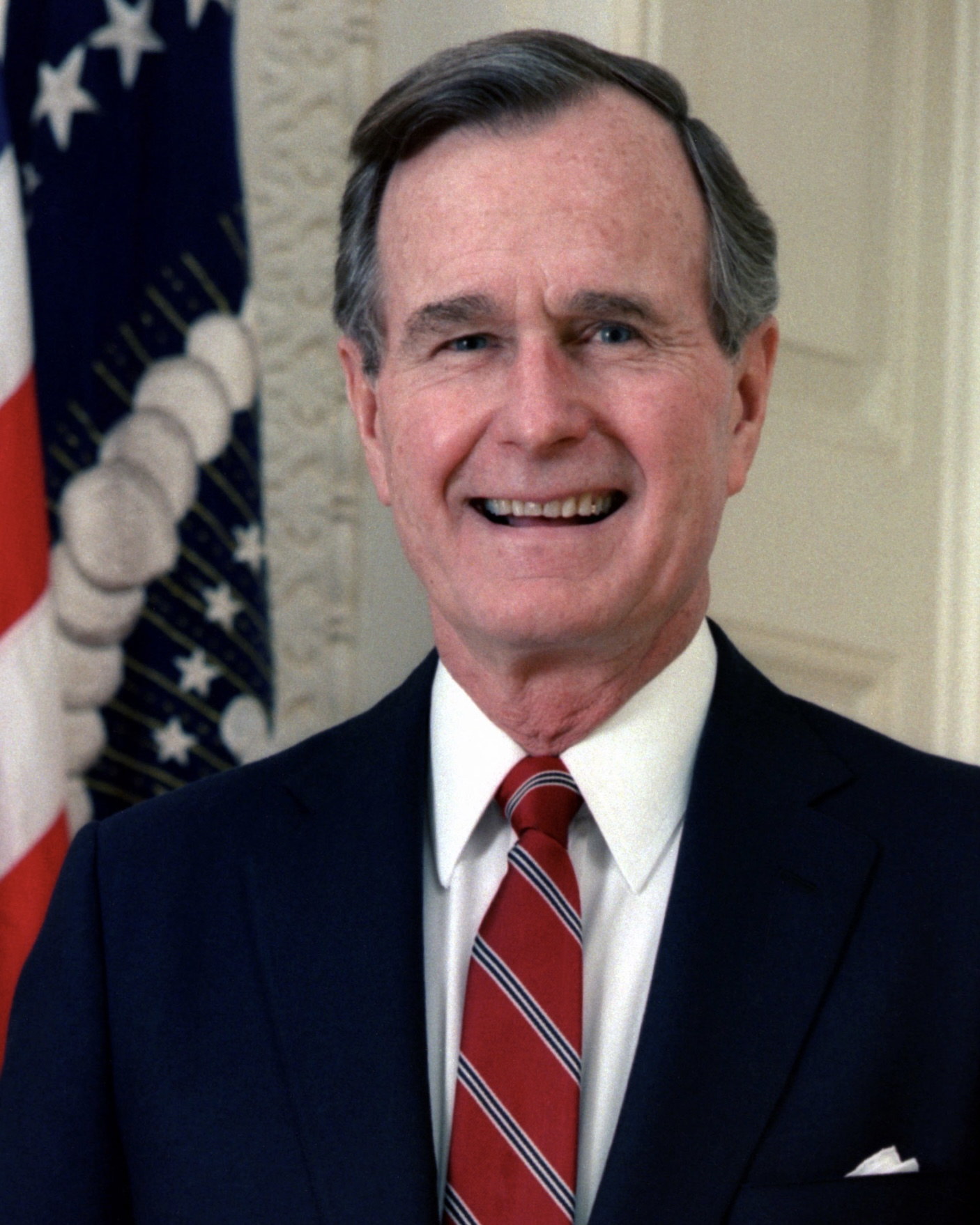
George H. W. Bush è stato il primo ex vicepresidente a diventare presidente per votazione piuttosto che per la morte o le dimissioni del presidente in carica dal 1836 e durante il suo mandato durato dal 1989 al 1993 ha concluso la guerra fredda

Il successore di Reagan fu il suo vicepresidente George H. W. Bush, il quale cercò di indebolire i sentimenti di trionfalismo di modo che non si verificassero ripercussioni spiacevoli nel fronte opposto, ma il senso palpabile della vittoria dopo quarantaquattro anni di ininterrotte tensioni internazionali fu un successo che i Repubblicani convalidarono alle politiche estere aggressive che Reagan aveva sostenuto. Nel 1991 Bush guidò una coalizione internazionale contro l'invasione del Kuwait da parte di Saddam Hussein, la guerra del Golfo.

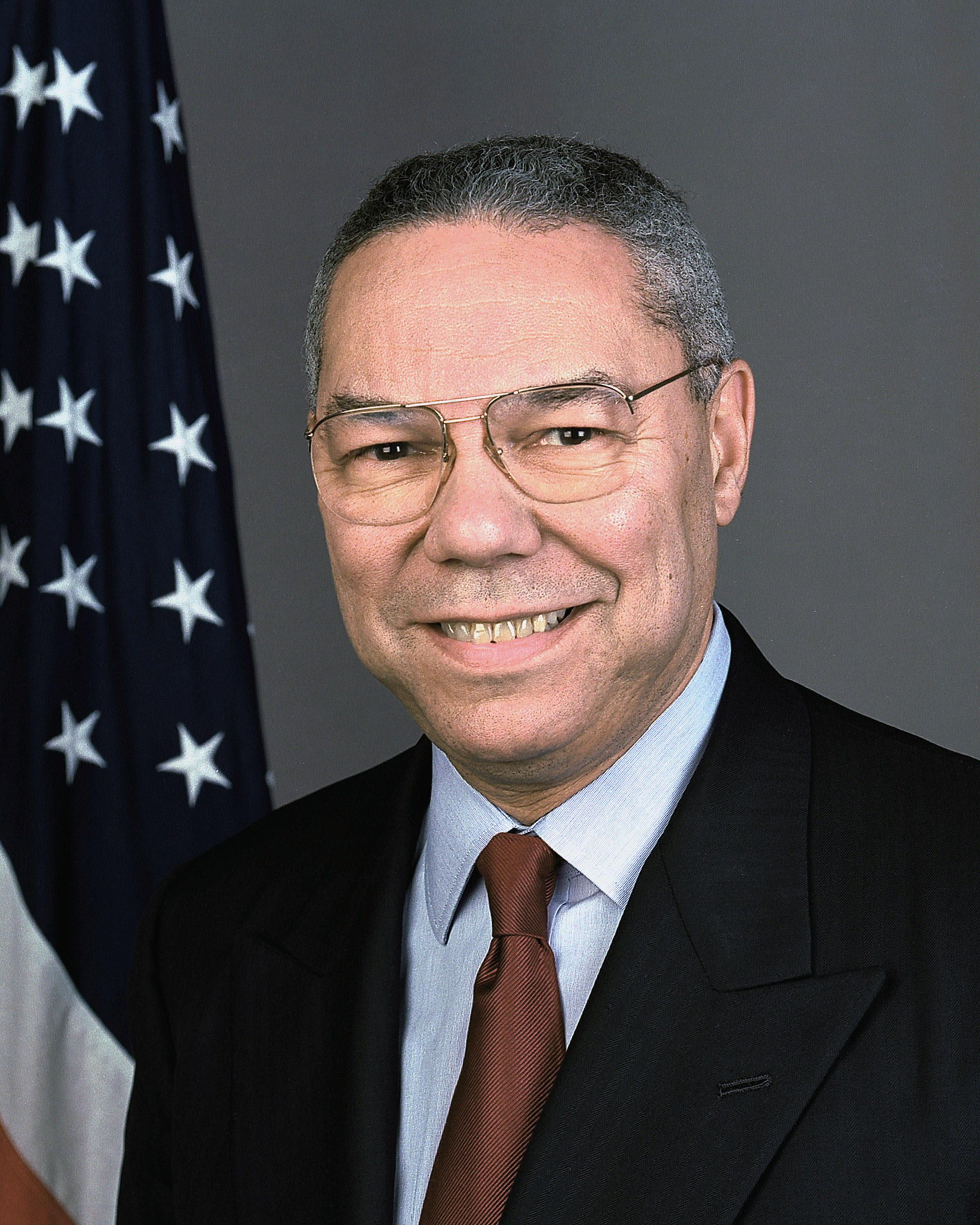
Colin Powell, capo dello stato maggiore congiunto dal 1989 al 1993 nonché Segretario di Stato degli Stati Uniti d'America dal 2001 al 2005

### Maggioranza al Congresso nel 1994
Le elezioni presidenziali del 1992 condussero alla Casa Bianca il Democratico Bill Clinton. Il Partito Repubblicano, guidato dalla minoranza whip raccolta attorno a Newt Gingrich, fece una campagna incentrata sul Contratto con l'America, riuscendo alla fine ad assicurarsi la maggioranza in entrambe le Camere del Congresso nel 1994 in quella che viene definita la rivoluzione Repubblicana: fu infatti la prima volta dal 1952 e questo controllo con l'eccezione del Senato nel biennio 2001-2002 continuò a essere mantenuto fino al 2006. Questo fatto rappresentò un importante cambiamento legislativo rispetto ai quarant'anni precedenti. Solo nel periodo 1981-1987 i Repubblicani erano riusciti ad ottenere le maggioranza al Senato.
Nel 1994 i candidati Repubblicani avviarono una piattaforma di importanti riforme governative attraverso modifiche come i miglioramenti dell'equilibrio economico con il pareggio di bilancio e la riforma dello Stato sociale. Queste misure assieme ad altre hanno costituito il famoso contratto che rappresentò il primo sforzo di avere una piattaforma di partito in un'elezione a medio termine, impegnandosi a far portare tutti i punti al voto per la prima volta: i Repubblicani approvarono alcune delle loro proposte, ma fallirono su altri punti come i limiti di mandato.
Il presidente Clinton si oppose ad alcune iniziative di ordine sociale, ma cooptò le proposte di riforma del benessere e dell'equilibrio del bilancio federale. Il risultato fu un forte cambiamento nell'ambito del sistema lavorativo e imprenditoriale che i conservatori salutarono benevolmente a dispetto delle preoccupazioni espresse dai liberali. La Camera controllata dai Repubblicani non riuscì a raccogliere la maggioranza dei due terzi necessaria per far passare un emendamento costituzionale che avrebbe imposto dei limiti di durata ai membri congressuali.

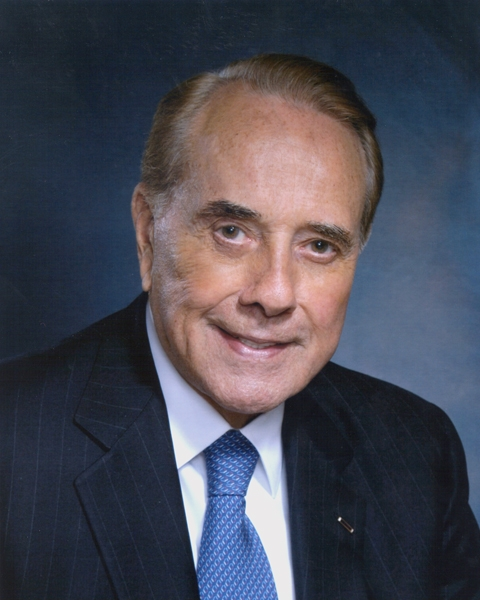
Bob Dole, candidato nelle elezioni presidenziali del 1996

Nel 1995 una battaglia di bilancio con Clinton condusse a una breve sospensione del governo federale, un evento che contribuì alla sua successiva vittoria alle elezioni presidenziali del 1996 in cui i Repubblicani nominarono Bob Dole, che però non fu in grado di trasferire il suo successo nella direzione senatoriale a una vera campagna presidenziale.
La promessa di una maggioranza Repubblicana in arrivo contribuì a rallentare il tasso della spesa pubblica e ciò in conflitto con l'agenda del presidente sulla sanità, l'istruzione e l'ambiente, portando alla fine a un temporaneo arresto delle iniziative federali. Si trattò del blocco più lungo nell'intera storia statunitense, terminato solo quando Clinton accettò di presentare un bilancio in equilibrio preventivamente fatto approvare dall'Ufficio di bilancio del Congresso. I Democratici attaccarono energicamente Gingrich, tanto che la sua immagine pubblica fini col risentirne pesantemente. Durante le elezioni di medio termine del 1998 i Repubblicani persero cinque seggi alla Camera, il peggior risultato in sessantaquattro anni per un partito che non aveva la presidenza. I sondaggi mostrarono che il tentativo fatto da Gingrich di rimuovere Clinton dalla presidenza risultò ampiamente impopolare tra il cittadino medio e lo stesso Gingrich si prese gran parte della colpa per la sconfitta

### Neoconservatori
Alcuni intellettuali Democratici liberali negli anni 1960 e 1970, rimasti disincantati dalla sinistra del loro partito sia nelle questioni interne sia estere, divennero col tempo esponenti del neoconservatorismo. In numerosi appuntamenti di rilievo a partire dagli anni 1980 svolsero un ruolo centrale, ad esempio nella promozione e pianificazione dell'invasione durante la guerra in Iraq del 2003.

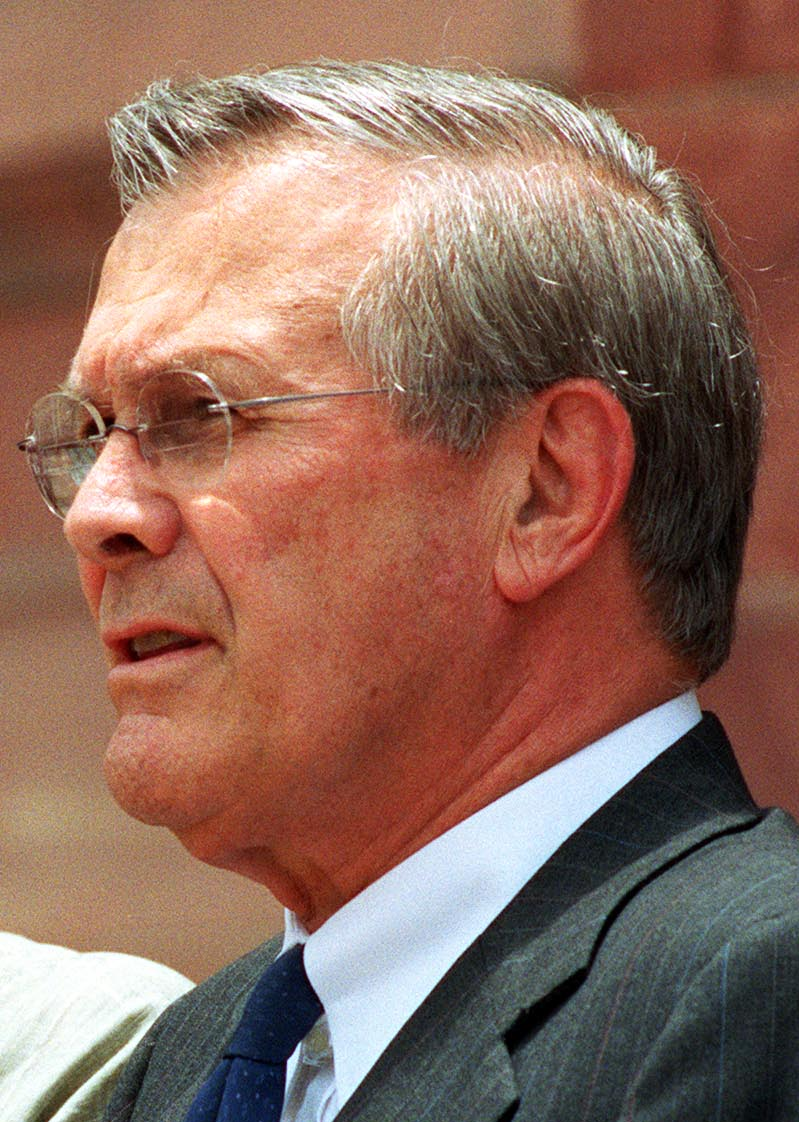
Donald Rumsfeld, Segretario della difesa degli Stati Uniti tra il 1975 e il 1977 e poi ancora tra il 2001 e il 2006

Il vicepresidente degli Stati Uniti Dick Cheney e il Segretario della difesa Donald Rumsfeld, pur non identificandosi come neoconservatori ascoltarono con attenzione i consulenti neoconservatori in materia di politica estera, in particolar modo nei riguardi dell'aiuto a oltranza da dare a Israele, nella cosiddetta promozione ed esportazione della democrazia nel Medio Oriente e nell'accrescimento delle forze militari statunitensi per raggiungere questi obiettivi.
Molti dei primi pensatori neoconservatori furono favorevoli al sionismo e spesso scrivevano per Commentary, rivista fatta pubblicare dall'American Jewish Committee. La loro influenza svanì durante gli anni della presidenza di Barack Obama, ma continuò comunque a rimanere un elemento fondamentale Repubblicano.

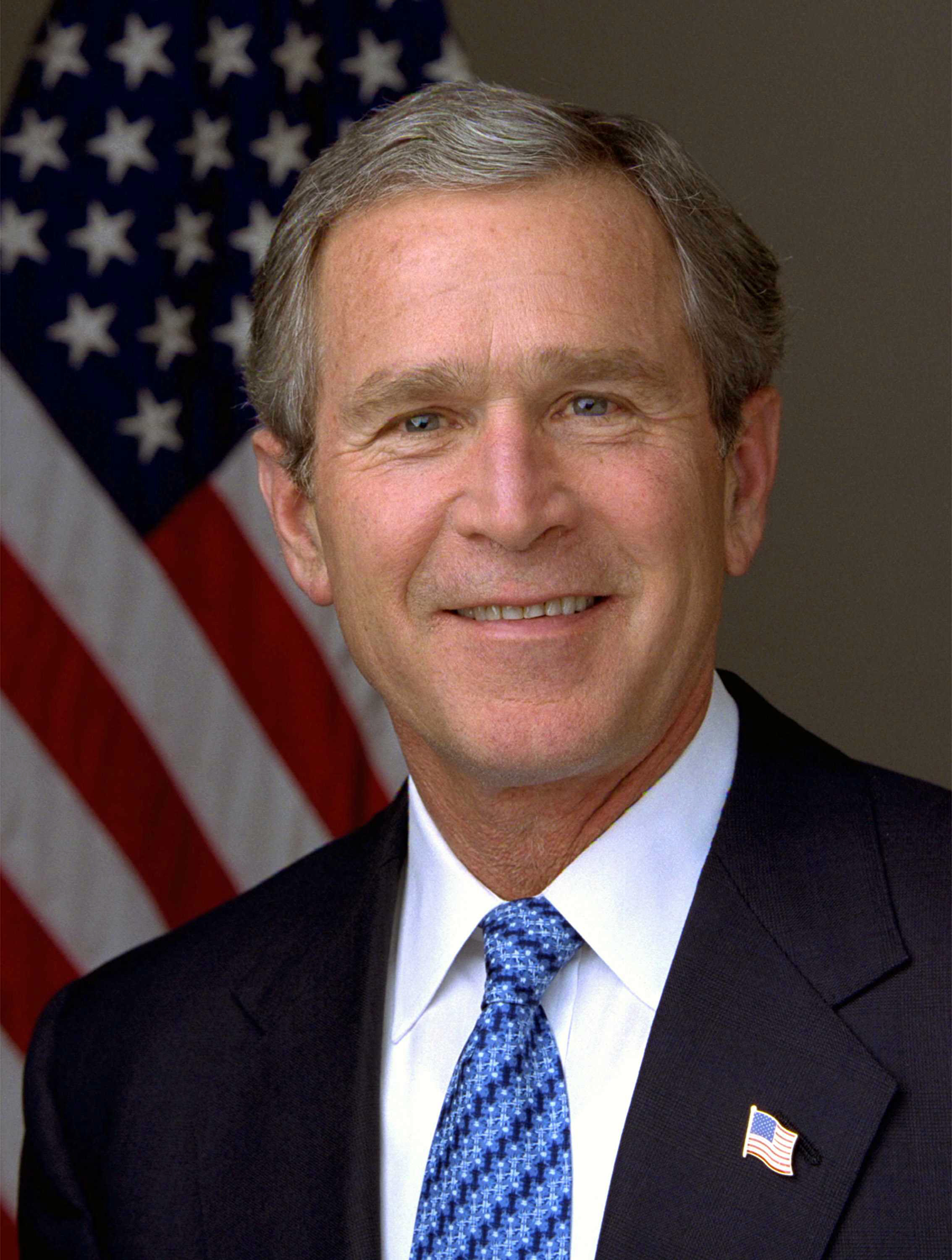
George W. Bush, presidente dal 2001 al 2009

### Era del secondo Bush
George W. Bush, figlio di George H. W. Bush, ottenne la nomina presidenziale repubblicana del 2000 sul senatore dell'Arizona, John McCain, l'ex senatrice Elizabeth Dole e altri. Con la sua vittoria altamente controversa ed estremamente limitata nelle elezioni presidenziali del 2000 contro il vicepresidente Al Gore il partito acquisì il controllo sia della presidenza sia delle due Camere del Congresso per la prima volta dal 1952. Tuttavia perse il controllo del Senato quando il senatore del Vermont James Jeffords abbandonò i Repubblicani per diventare indipendente nel 2001 ed entrare in collaborazione con i Democratici.
A seguito degli attentati dell'11 settembre Bush si guadagnò un ampio sostegno politico quando diede il via alla guerra al terrorismo, che incluse la guerra in Afghanistan e la guerra in Iraq nel 2003: ordinò infatti l'invasione di quest'ultimo a casa delle ripetute violazioni delle sanzioni contro il Paese promulgate dall'ONU e per le informazioni ricevute dalla CIA indicanti un programma messo a punto da Saddam Hussein intenzionato a ricostruire o sviluppare nuove armi di distruzione di massa. Bush ottenne il supporto quasi unanime dei Repubblicani al Congresso, ma anche di molti capi politic Democratici.
Il partito ottenne ottimi risultati nelle elezioni di medio termine del 2002, solidificando così la sua presa sulla Camera e riacquistando il controllo del Senato proprio in vista dell'annunciato intervento in Iraq. Il fatto si segnalò come la prima volta dal 1934 che il partito al comando della Casa Bianca guadagnava seggi in un'elezione di medio termine in entrambe le Camere del Congresso (gli ultimi altri precedenti si verificarono nel 1902 e subito dopo la guerra di secessione americana).
Bush si ricandidò senza alcuna opposizione di rilievo nelle elezioni presidenziali del 2004 intitolando la propria piattaforma politica Un mondo più sicuro e un'America più speranzosa. Espresse il suo profondo ottimismo verso la guerra in corso promuovendo una società di proprietari e costruendo un'economia innovativa adatta a competere nel mondo. Venne rieletto con un margine più ampio rispetto al 2000, sebbene sia riuscito a raggiungere la quota minima del voto popolare per un presidente in carica rinnovato. Tuttavia dal 1988 è stato anche il primo candidato Repubblicano a vincere con un'immediata maggioranza e in quella stessa tornata elettorale i Repubblicani accrebbero il numero di seggi in entrambe le Camere. Bush dichiarò: «Ho guadagnato il mio capitale nella campagna, capitale politico e ora intendo spenderlo. Questo è il mio stile».
Bush annunciò la sua agenda programmatica nel gennaio 2005, ma la popolarità nei sondaggi subì una rapida impennata verso il basso, accrescendo di colpo le difficoltà. La situazione caratterizzata da un'instabilità continua in Iraq e la disastrosa risposta governativa all'uragano Katrina condussero a una netta diminuzione di sostegno popolare alle sue politiche. La campagna per far aumentare le registrazioni di risparmio personale al sistema di sicurezza sociale e l'intenzione di inserire importanti revisioni nel codice fiscale furono posticipate.

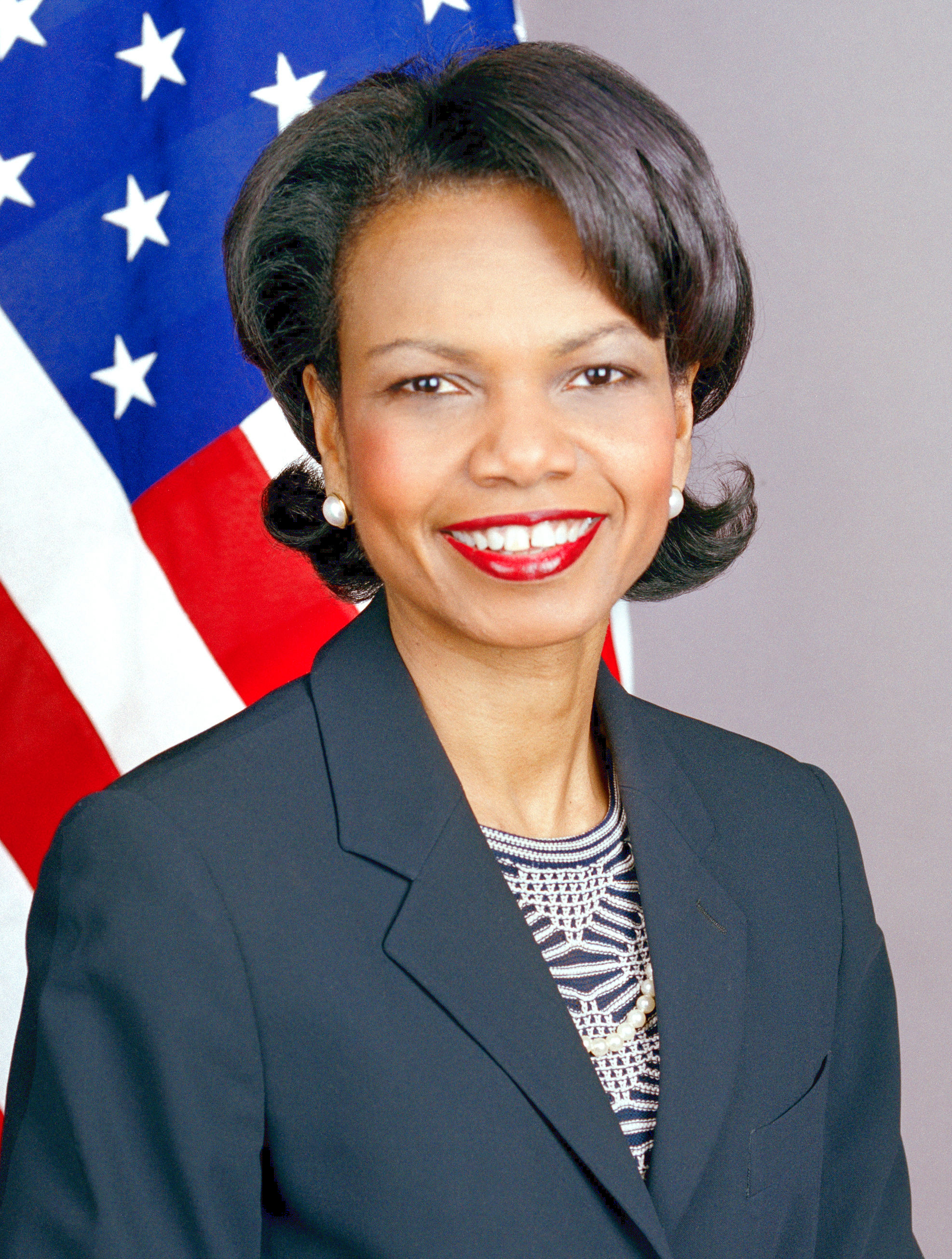
Condoleezza Rice, Segretario di Stato degli Stati Uniti dal 2005 al 2009

Bush riuscì a far accettare i conservatori nella conduzione di quattro tra le più importanti agenzie federali: Condoleezza Rice come Segretario di Stato, Alberto Gonzales come procuratore generale, John G. Roberts come presidente della Corte suprema e Ben Bernanke come presidente della Federal Reserve. Fallì invece l'approvazione di Harriet Miers alla Corte suprema e dovette sostituirla con Samuel Alito, che il Senato confermò nel gennaio 2006. Bush e John McCain assicurarono ulteriori tagli fiscali e fecero bloccare le mosse atte a far aumentare le tasse, assicurando inoltre il rinnovo dell'USA PATRIOT Act. Nel corso di tutto quell'anno continuò strenuamente a difendere la propria politica estera improntata alla guerra preventiva, dichiarando che la coalizione internazionale stava vincendo.

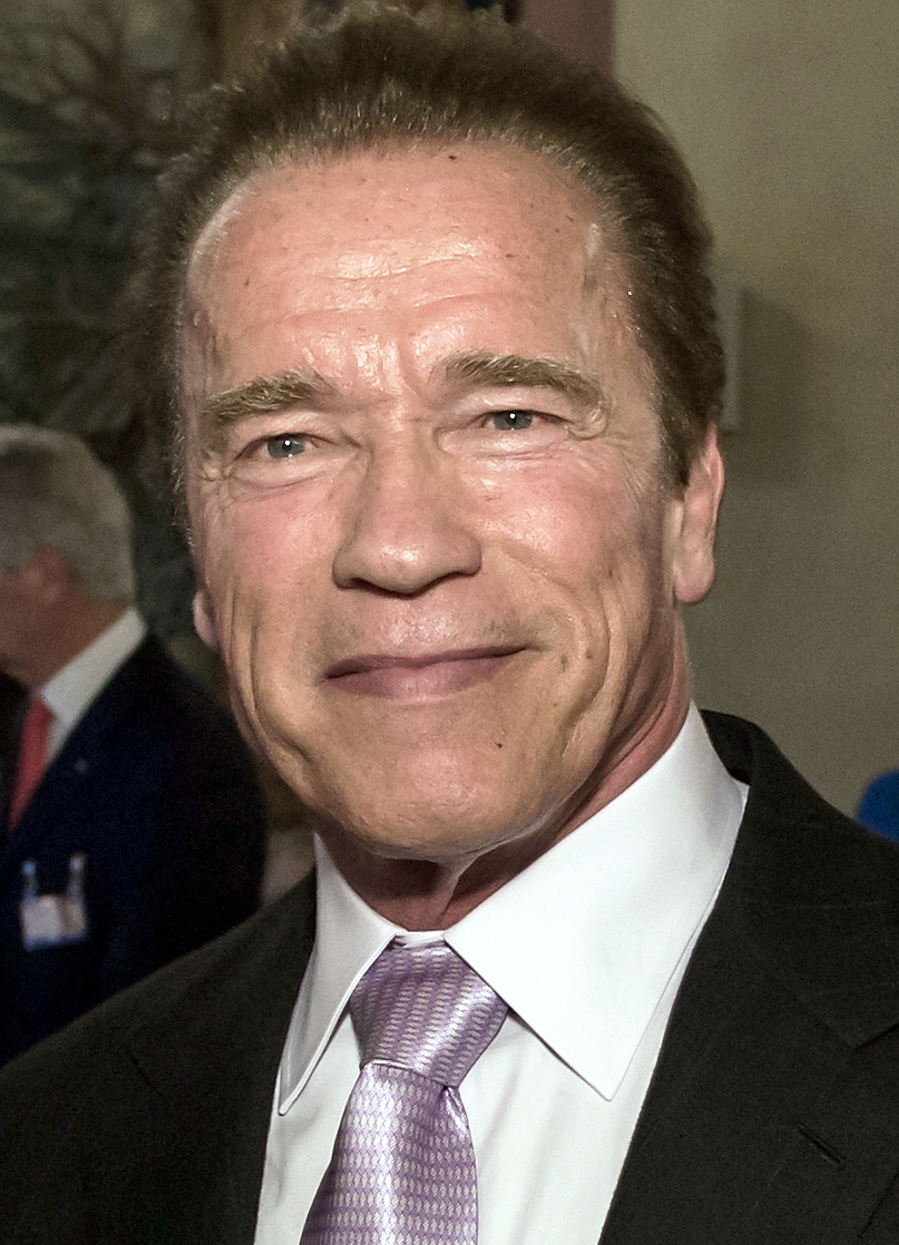
Arnold Schwarzenegger, governatore della California dal 2003 al 2011

Nelle elezioni locali del novembre 2005 il candidato Repubblicano alla carica di sindaco di New York Michael Bloomberg riuscì a realizzare una schiacciante vittoria, la quarta Repubblicana diretta in quella che è altrimenti una fortezza Democratica. Il governatore della California Arnold Schwarzenegger fallì invece nel suo sforzo di utilizzare l'iniziativa popolare per creare una legge contro il blocco Democratico nella legislatura statale.
Lo scoppio del tutto improvviso di uno scandalo spinsero alle dimissioni dei capo di maggioranza del partito al Congresso Tom DeLay, Randall Harold Cunningham, Mark Foley e Bob Ney. Nelle elezioni parlamentari del 2006 i Repubblicani persero il controllo di entrambe le Camere in quello che fu ampiamente interpretato come un rifiuto delle politiche di guerra dell'amministrazione Bush. L'uscita di vari sondaggi suggerì inoltre che la corruzione fu una questione fondamentale per molti elettori. Poco dopo aver appreso i risultati Donald Rumsfeld si dimise da Segretario della difesa per essere sostituito con Robert Gates.
Nelle elezioni governative che seguirono quelle generali il portavoce Dennis Hastert non si presentò e i Repubblicani scelsero John Boehner come capo politico di minoranza alla Camera, mentre i senatori nominarono il capogruppo Mitch McConnell come uno dei capigruppo al Senato e Trent Lott nella corrente politica interna minoritaria, sopravanzando di un voto su Lamar Alexander e assumendo i loro nuovi ruoli nel gennaio del 2007.
Bobby Jindal vinse l'elezione per il governatore della Louisiana, il governatore del Kentucky in scadenza Ernest Lee Fletcher fu invece battuto, mentre il governatore del Mississippi Haley Barbour venne riconfermato.

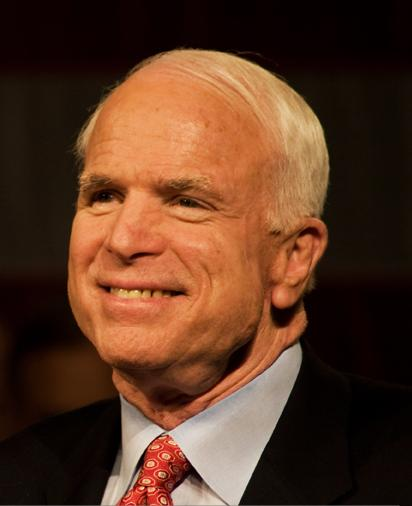
John McCain, candidato nelle elezioni presidenziali del 2008

Con il presidente Bush ineleggibile per un terzo mandato il vicepresidente degli Stati Uniti Dick Cheney non riuscì a ottenere la nomina del partito andata invece a John McCain nelle elezioni primarie del Partito Repubblicano del 2008, emerso rapidamente come uno dei candidati alla presidenza degli Stati Uniti per il Partito Repubblicano e ricevendo l'approvazione del presidente Bush il 6 marzo 2008, sei mesi prima della ratifica ufficiale alla convenzione nazionale del partito).
Il 29 agosto 2008 il senatore McCain annunciò Sarah Palin come propria compagna di corsa, facendola diventare la prima donna presente in un biglietto presidenziale Repubblicano. McCain salì davanti a Barack Obama nei sondaggi nazionali immediatamente dopo la nomina, ma nel bel mezzo di una grave crisi finanziario-economica mondiale i due subirono una cocente sconfitta nelle elezioni presidenziali del 2008, assegnando così la vittoria a Obama e al suo compagno Joe Biden.
A partire dal 1992 le elezioni presidenziali del 2012 furono la sesta elezione consecutiva in cui il candidato Repubblicano non è riuscito a farsi assegnare almeno 300 grandi elettori, suggerendo un massimale della forza Repubblicana e un margine modico di errore in più o in meno se solo le campagne presidenziali diventassero altamente competitive.

### Dal 2012 al 2016

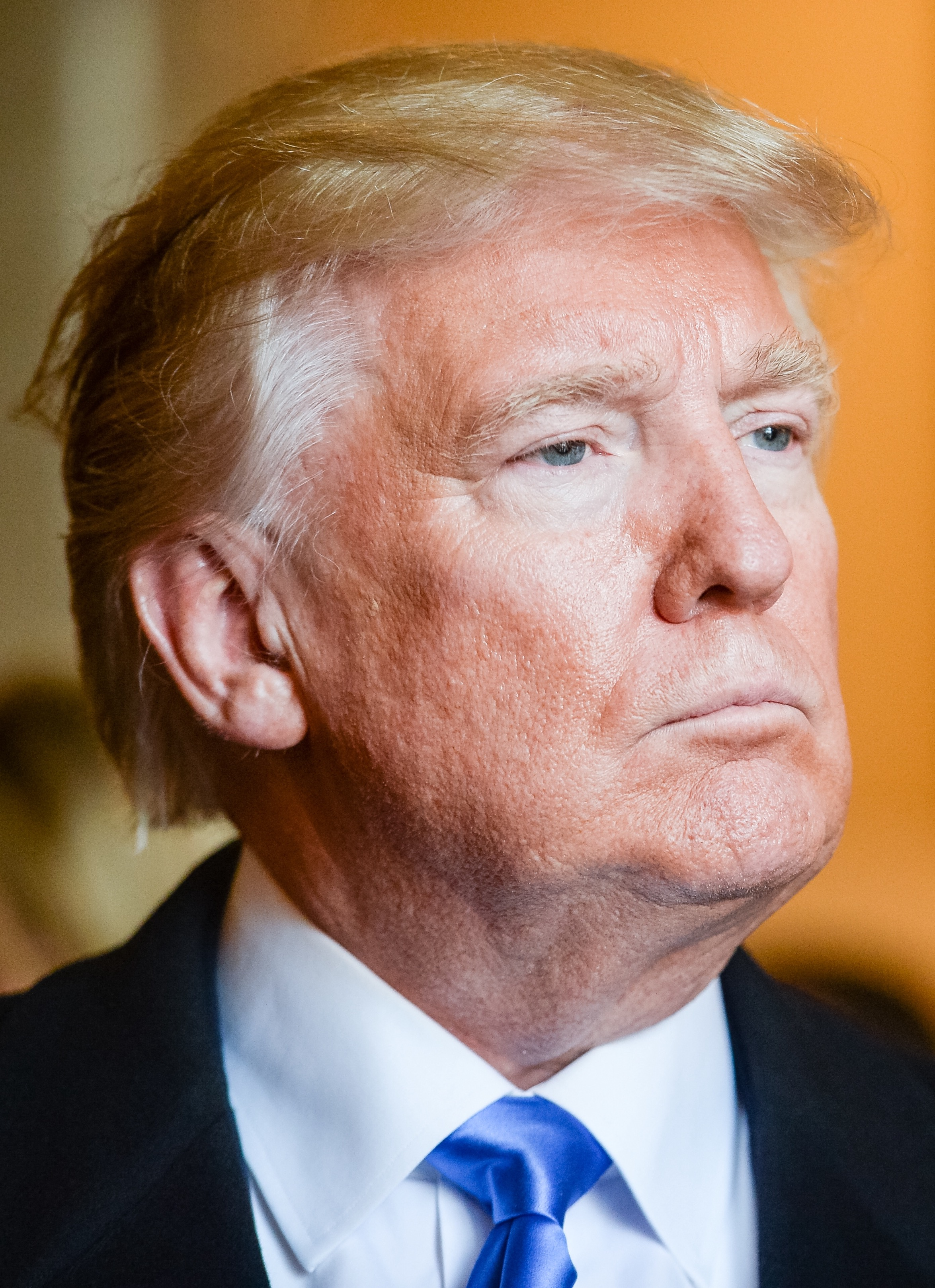
Donald Trump, presidente degli Stati Uniti d'America dal 2017 al 2021

## Elezioni 2016 e presidenza Trump
Donald Trump, uomo d'affari, vinse le elezioni primarie del Partito Repubblicano del 2016 spostando l'asse della politica tradizionale del partito dal conservatorismo ad un populismo aggressivo.
Numerosi repubblicani di alto profilo tra i candidati passati come Mitt Romney annunciarono la propria opposizione a Trump anche dopo che venne nominato formalmente come candidato presidenziale. Trump sconfisse Hillary Clinton nelle elezioni presidenziali del 2016, probabilmente uno degli esiti elettorali più inattesi dell'intera storia politica statunitense.
Con le elezioni i Repubblicani mantennero la maggioranza al Senato, alla Camera e tra i governatori in carica degli Stati Uniti. Nel 2017 il Partito Repubblicano ebbe il controllo di 69 delle 99 legislature statali (il massimo risultato mai ottenuto) e almeno 33 governatori, il miglior risultato dal 1922. Il partito ebbe inoltre il controllo totale del governo (camere legislative e governatore) in venticinque Stati, un fatto mai accaduto a partire dal 1952, mentre il Partito Democratico aveva il pieno controllo di cinque.

### Spostamenti demografici
La base elettorale del partito sta cambiando nelle direzioni opposte alle tendenze nazionali: è diventato più vecchio e meno ispanico o asiatico rispetto alla popolazione generale. L'autore Jackie Calmes ha evidenziato un cambiamento drammatico nella base di potere del partito, allontanandosi dagli stati nord-orientali e da quelli del Pacifico verso l'America dei piccoli centri urbani nel Sud e nell'Ovest. Durante l'ultima tornata presidenziale i Repubblicani hanno ottenuto un sostegno significativo anche nel Midwest. È diventato più populista nella sua sfiducia verso le grandi corporazioni e i governi statali e federali. Calmes ha inoltre affermato: «In uno spostamento durato più di mezzo secolo la base del partito è stata trapiantata dai centri industriali nordorientali e urbani per diventare radicata nel Sud e nell'Ovest, nelle città e nelle zone rurali. A loro volta i repubblicani scelgono i conservatori più populisti, antitassazione e antigovernativi; sono meno in sostegno e addirittura sospettosi nei riguardi degli appelli alla grande impresa. Secondo molti repubblicani questa è spesso implicata con il governo federale nelle questioni inerenti alle tasse, le spese pubbliche e anche le normative, il tutto per proteggere le tassazioni fiscali e le sovvenzioni del settore (il benessere sociale).

### Dal 1854 al 1932
- David Herbert Donald, Lincoln, 1999. Biografia completa.
- Donald, David Herbert. Charles Sumner and the Coming of the Civil War (1960); e vol 2: Charles Sumner and the Rights of Man (1970). Premio Pulitzer.
- DeSantis, Vincent P. Republicans Face the Southern Question: The New Departure Years, 1877-1897 (1998).
- Edwards, Rebecca. Angels in the Machinery: Gender in American Party Politics from the Civil War to the Progressive Era (1997).
- Foner, Eric. Free Soil, Free Labor, Free Men: The Ideology of the Republican Party Before the Civil War (1970).
- Foner, Eric. Reconstruction, 1863-1877 (1998).
- Garraty, John. Henry Cabot Lodge: A Biography (1953).
- Gienapp, William E. The Origins of the Republican Party, 1852-1856 (1987).
- Doris Kearns Goodwin, Team of Rivals: The Political Genius of Abraham Lincoln, 2005, ISBN 0-684-82490-6.
- Gould, Lewis L. Four Hats in the Ring: The 1912 Election and the Birth of Modern American Politics (2008).
- Hoogenboom, Ari. Rutherford B. Hayes: Warrior and President (1995).
- Hume, Richard L. and Jerry B. Gough. Blacks, Carpetbaggers, and Scalawags: The Constitutional Conventions of Radical Reconstruction (LSU Press, 2008). Classificazione statistica dei delegati.
- Jenkins, Jeffery A., and Boris Heersink. "Republican Party Politics and the American South: From Reconstruction to Redemption, 1865-1880". Archiviato il 25 maggio 2017 in Internet Archive. Documento del 2016 all'annuale incontro della Southern Political Science Association.
- Jensen, Richard. The Winning of the Midwest: Social and Political Conflict, 1888-1896 (1971).
- Kehl, James A. Boss Rule in the Gilded Age: Matt Quay of Pennsylvania (1981).
- Kleppner, Paul. The Third Electoral System 1854-1892: Parties, Voters, and Political Cultures (1979).
- Marcus, Robert. Grand Old Party: Political Structure in the Gilded Age, 1880-1896 (1971).
- Morgan, H. Wayne. From Hayes to McKinley; National Party Politics, 1877-1896 (1969).
- Morgan, H. Wayne. William McKinley and His America (1963).
- Edmund Morris, The Rise of Theodore Roosevelt, vol. 1, 2001. e  Edmund Morris, Theodore Rex, vol. 2, 2002. (copra la presidenza 1901-1909), Premio Pulitzer.
- Muzzey, David Saville. James G. Blaine: A Political Idol of Other Days (1934).
- Nevins, Allan. Ordeal of the Union, (1947-70), 8 volumi, 1848-1865.
- Paludin, Philip. A People's Contest: The Union and the Civil War, 1861-1865 (1988).
- Peskin, Allan. "Who were the Stalwarts? Who were their rivals? Republican factions in the Gilded Age". Political Science Quarterly, vol. 99, n. 4 (1984), 703-716. in JSTOR.
- James Ford Rhodes, The History of the United States from the Compromise of 1850, 1922., 8 volumi, 1850-1909.
- Richardson, Heather Cox. The Greatest Nation of the Earth: Republican Economic Policies During the Civil War (1997).
- Rove, Karl. The Triumph of William McKinley: Why the Election of 1896 Still Matters (2015). Narrativa dettagliata dell'intera campagna di Karl Rove, un prominente consigliere elettorale Repubblicano del ventunesimo secolo.
- Silbey, Joel H. The American Political Nation, 1838-1893 (1991).
- Summers, Mark Wahlgren. Rum, Romanism & Rebellion: The Making of a President, 1884 (2000).
- Van Deusen, Glyndon G. Horace Greeley, Nineteenth-Century Crusader (1953).
- Williams, R. Hal. Years of Decision: American Politics in the 1890s (1978).

### Dopo il 1932
- Michael Barone e Chuck McCutcheon, The Almanac of American Politics, 2012ª ed., 2011. nuova edizione ogni due anni sin dal 1975.
- Earl Black e Merle Black, The Rise of Southern Republicans, 2002.
- Brennan, Mary C. Turning Right in the Sixties: The Conservative Capture of the GOP (1995).
- Bowen, Michael. The Roots of Modern Conservatism: Dewey, Taft, and the Battle for the Soul of the Republican Party (2011).
- Critchlow, Donald T. The Conservative Ascendancy: How the Republican Right Rose to Power in Modern America (2nd ed. 2011).
- Galvin, Daniel. Presidential party building: Dwight D. Eisenhower to George W. Bush (Princeton, NJ, 2010).
- Gould, Lewis L. 1968: The Election That Changed America (1993).
- Jensen, Richard. "The Last Party System, 1932-1980", Paul Kleppner, ed. Evolution of American Electoral Systems (1981).
- Kabaservice, Geoffrey. Rule and Ruin: The Downfall of Moderation and the Destruction of the Republican Party, From Eisenhower to the Tea Party (2012).
- Ladd Jr., Everett Carll with Charles D. Hadley. Transformations of the American Party System: Political Coalitions from the New Deal to the 1970s 2d ed. (1978).
- Mason, Robert. The Republican Party and American Politics from Hoover to Reagan (2011).
- Mason, Robert, Iwan Morgan, eds. Seeking a New Majority: The Republican Party and American Politics, 1960-1980 (Vanderbilt University Press; 2013) 248 pp.; studi accademici su come il partito ha espando la propria base, attraendo nuovi distretti e sfidando il dominio Democratico.
- Parmet, Herbert S. Eisenhower and the American Crusades (1972).
- Patterson, James T. Mr. Republican: A Biography of Robert A. Taft (1972).
- Patterson, James. Congressional Conservatism and the New Deal: The Growth of the Conservative Coalition in Congress, 1933-39 (1967).
- Rick Perlstein, Before the Storm: Barry Goldwater and the Unmaking of the American Consensus, 2002., 1964.
- Perlstein, Rick. Nixonland: The Rise of a President and the Fracturing of America (2008).
- Reinhard, David W. The Republican Right since 1945 (1983).
- Rosen, Eliot A. The Republican Party in the Age of Roosevelt: Sources of Anti-Government Conservatism in the United States (2014).
- Sundquist, James L. Dynamics of the Party System: Alignment and Realignment of Political Parties in the United States (1983).
- Weed, Clyda P. The Nemesis of Reform: The Republican Party During the New Deal (Columbia University Press, 1994), 293 pp.

### Fonti generali
- Porter, Kirk H., and Donald Bruce Johnson, eds. National Party Platforms, 1840-1980 (1982)..
- Schlesinger, Arthur Meier, Jr. ed. History of American Presidential Elections, 1789-2008, varie edizioni multi volume, l'ultima è del 2011; per ogni elezione c'è una breve storia e la selezione dei documenti primari.